# Geschichte Deutschlands

Heutige Flagge Deutschlands

Lage der Bundesrepublik Deutschland

Die Geschichte Deutschlands oder Deutsche Geschichte beginnt nach herkömmlicher Auffassung mit der Entstehung des römisch-deutschen Königtums im 10./11. Jahrhundert, wenngleich sich damit noch lange kein „Staat der Deutschen“ entwickelte. Die deutsche Sprache ist seit dem 8. Jahrhundert als eigenständige, in eine Vielzahl von Dialekten unterteilte und sich weiterentwickelnde Sprache fassbar. Die Bewohner des Reiches waren vor allem Nachfahren von Germanen und Kelten, im Westen jedoch auch von römischen Siedlern und im Osten von westslawischen Stämmen, den sogenannten Wenden oder Elbslawen.
Das römisch-deutsche Reich entwickelte sich im Frühmittelalter aus dem Ostfrankenreich und Teilen Lothringens, die wiederum infolge der Krise des fränkischen Reichs im 9. Jahrhundert entstanden waren. Das Herrschergeschlecht der Ottonen konnte im 10. Jahrhundert die westliche („römische“) Kaiserwürde erlangen und legte die Grundlage für das seit dem späten 13. Jahrhundert so genannte Heilige Römische Reich. Ottonen sowie die nachfolgenden Salier und Staufer stützten sich in unterschiedlicher Ausprägung auf die Reichskirche. Die mittelalterlichen römisch-deutschen Kaiser sahen sich in der Tradition des antiken Römischen Reichs (Reichsidee), wobei es wiederholt zu Spannungen zwischen den Universalmächten Kaisertum und Papsttum kam. Bereits gegen Ende der staufischen Dynastie (12./13. Jahrhundert) verlor das Königtum an Macht. Die römisch-deutschen Könige waren aber ohnehin nie absolute Herrscher, vielmehr wurde der Aspekt konsensualer Herrschaft des Königtums im Verbund mit den Großen betont. Im Gegensatz zu den westeuropäischen Monarchien England und Frankreich entwickelte sich im römisch-deutschen Reich nie eine zentralisierte Reichsherrschaft. Die Macht der vielen Landesherren nahm im Spätmittelalter weiter zu, die Goldene Bulle Karls IV. legte eine kurfürstliche Wahlmonarchie fest. Diese Form einer dezentralisierten Herrschaft begründete letztlich die Tradition des deutschen Föderalismus. Im Spätmittelalter kam es außerdem zum Aufstieg des Städtewesens.
Der frühneuzeitliche Staatsbildungsprozess spielte sich insbesondere auf der Ebene der einzelnen Territorien ab. Reformation, Gegenreformation und Dreißigjähriger Krieg im 16. und 17. Jahrhundert führten über Deutschland hinaus zu demographischen Verschiebungen und zu veränderten religiösen und politischen Konstellationen. Neben der Habsburgermonarchie, die seit dem 15. Jahrhundert fast durchgängig den Kaiser stellte, stiegen die Hohenzollern mit Preußen zur zweiten deutschen Großmacht auf.
Im Laufe der Koalitionskriege gegen die Französische Revolution ging das Heilige Römische Reich Deutscher Nation 1806 unter. Nach der in die Befreiungskriege mündenden Vorherrschaft Napoleon Bonapartes über den europäischen Kontinent ergab sich im Zuge restaurativer Bemühungen eine politische Neuordnung in Form des Deutschen Bundes unter gemeinsamer österreichischer und preußischer Führung. Die dagegen gerichteten freiheitlichen Bestrebungen in der Revolution von 1848/49 wurden niedergeschlagen, der auf nationale Einheit Deutschlands gerichtete Impuls dann aber durch das preußische Militär in Kriegen sowohl gegen Österreich als auch gegen Frankreich in die Gründung des Deutschen Kaiserreichs überführt. Sozialgeschichtlich war das 19. und frühe 20. Jahrhundert geprägt von industrieller Revolution und Hochindustrialisierung, einem hohen Bevölkerungswachstum und einem Prozess der Urbanisierung.
Deutsche Weltmachtambitionen im Zeichen des Wilhelminismus trugen im Zeitalter des Imperialismus zur Entstehung des Ersten Weltkriegs bei, der in einer als schmachvoll empfundenen deutschen Niederlage endete. Die Novemberrevolution 1918/1919 brachte mit der Weimarer Republik erstmals ein demokratisch verfasstes deutsches Gemeinwesen hervor, das allerdings keine dauerhafte politische Stabilität erlangte, sondern 1933 von der nationalsozialistischen Diktatur abgelöst wurde. Die damit von Anbeginn einhergehende gewalttätige Unterdrückung aller Regimegegner im Inneren und planvoll betriebene Expansionspolitik nach außen – verbunden mit der Entfesselung des Zweiten Weltkriegs sowie mit der systematischen Verfolgung und Vernichtung der europäischen Juden – haben die NS-Zeit bis 1945 zum katastrophalen Tiefpunkt der deutschen Geschichte werden lassen.
Nach der Kapitulation der Wehrmacht vollzogen die vier Hauptsiegermächte die Aufteilung Deutschlands und Berlins: Sie bildeten eine östliche und drei westliche Besatzungszonen und unterstellten die Ostgebiete des Deutschen Reiches polnischer und sowjetischer Verwaltung. Aus den drei Westzonen entstand 1949 die Bundesrepublik Deutschland, aus der sowjetischen Zone die Deutsche Demokratische Republik (DDR). 1961 zementierten der Bau der Berliner Mauer und die seitens der DDR militärisch gesicherte und streng bewachte innerdeutsche Grenze die Deutsche Teilung.
Nach der friedlichen Revolution in der DDR, die 1989 das Ende der SED-Diktatur herbeiführte und bei den ersten freien Wahlen zur Volkskammer im März 1990 eine weit überwiegende Mehrheit der Einheitsbefürworter zur Folge hatte, war der Weg frei für Verhandlungen über die deutsche Wiedervereinigung. Die Zustimmung der vier vormaligen Siegermächte zum Vollzug der deutschen Einheit war wesentlich mitbestimmt von der Einbindung der alten Bundesrepublik in den 1951 begonnenen europäischen Integrationsprozess und den Zusagen des vereinten Deutschlands bezüglich einer Fortsetzung dieses Kurses auch nach der Erweiterung um die fünf neuen Bundesländer. Mit der Einführung des Euro wie auch bei der EU-Osterweiterung bestätigte die deutsche Seite diese Erwartungen.
Seit der Wiedervereinigung 1990 hat sich Deutschland zu einer der führenden Wirtschaftsnationen weltweit entwickelt. Anfangs stellte die Integration der DDR eine große Herausforderung dar, doch durch umfangreiche Investitionen und Reformen konnte die Wirtschaft stabilisiert werden. Insbesondere die Arbeitsmarktreformen der Agenda 2010 führten zu einer deutlichen Reduzierung der Arbeitslosigkeit und erhöhten die Wettbewerbsfähigkeit des Landes. Heute ist Deutschland die größte Volkswirtschaft der EU und eine der bedeutendsten Exportnationen weltweit. Das Land verfügt über eine gut entwickelte Infrastruktur, ein starkes Bildungssystem und eine hoch qualifizierte Arbeitskraft, was es zu einem attraktiven Standort für Unternehmen und Investitionen macht. Deutschland gilt heutzutage als eine der stabilsten und wohlhabendsten Nationen der Welt.

## Vorgeschichtliche Zeit

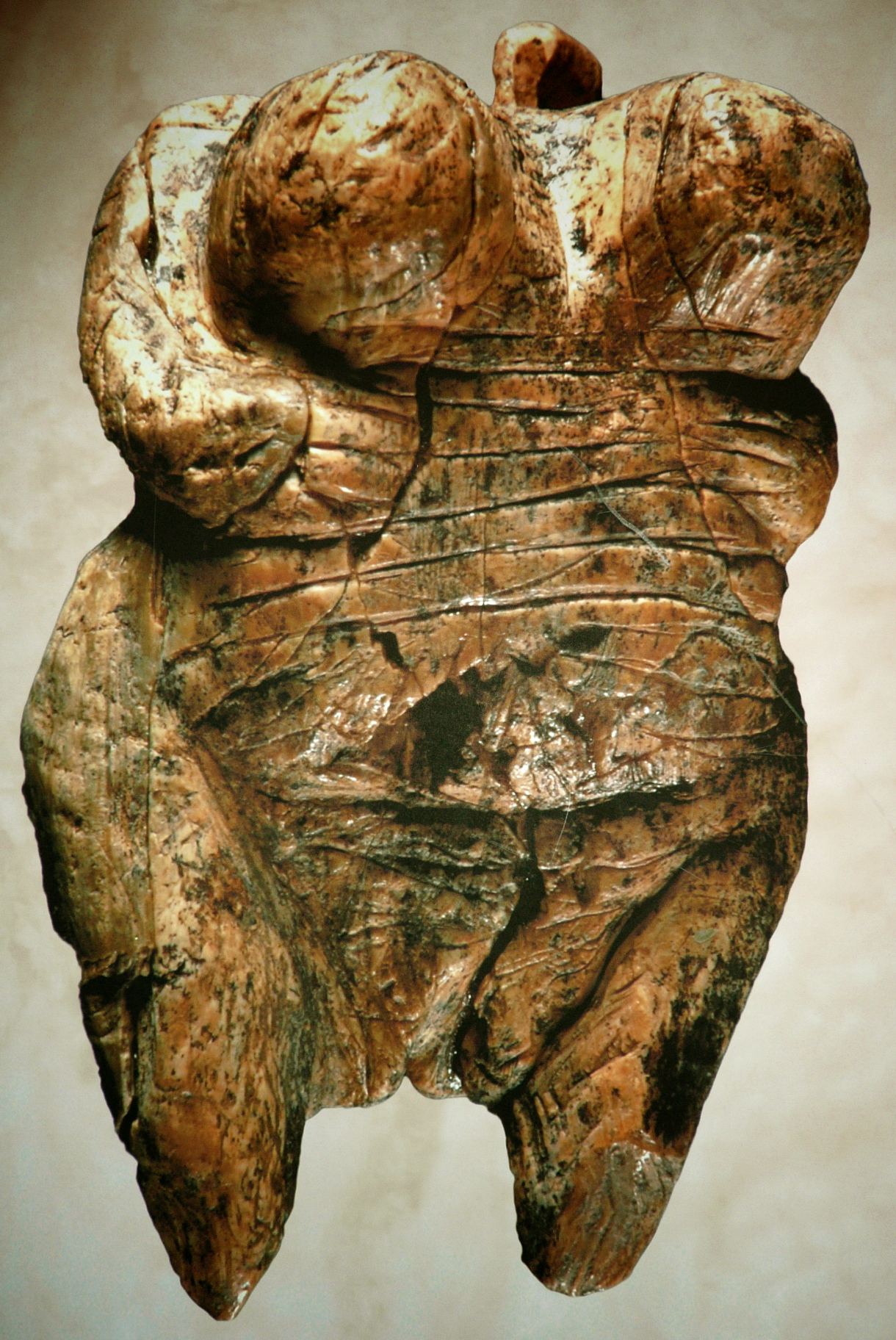
Die mindestens 35.000 Jahre alte Venus vom Hohlefels wurde aus dem Elfenbein eines Wollhaarmammuts angefertigt und fand sich am Südfuß der Schwäbischen Alb. Sie zählt zu den ältesten Darstellungen eines Menschen.

Funde der Primatenart Danuvius auf dem Gebiet des heutigen Deutschland sind über 11 Millionen Jahre alt und stellen wohl einen der ersten aufrecht gehenden Vorfahren des Menschen dar. Bearbeitete Artefakte mit einem Alter von über 1 Million Jahre wurden in Mülheim-Kärlich gefunden. Der älteste fossile Nachweis von Vertretern der Gattung Homo auf dem Gebiet der heutigen Bundesrepublik ist der etwa 600.000 Jahre alte Unterkiefer von Mauer, des Typusexemplars von Homo heidelbergensis. Etwas jüngere Funde stammen vom Fundplatz Bilzingsleben sowie von Homo steinheimensis; bekannte Funde sind schließlich auch die Schöninger Speere, die als älteste Jagdwaffen der Menschheit gelten. Aus Homo heidelbergensis ging vor 300.000 bzw. 130.000 Jahren der frühe, später aus diesem der klassische Neandertaler (Homo neanderthalensis) hervor, der – sofern die klimatischen Bedingungen es zuließen – nahezu 100.000 Jahre lang auch auf dem Gebiet des heutigen Deutschlands lebte. Da Mitteleuropa während der maximalen Ausdehnungsphasen der Gletscher in den Kaltzeiten zur Kältesteppe (Tundra) wurde und die polare Vereisung weit in den Süden vordrang, dürfte dieses Gebiet in der Zeit zwischen 270.000 und 250.000, dann von 160.000 bis 140.000 und erneut von 70.000 bis 60.000 vor heute unbewohnt gewesen sein. Dies dürfte auch für die maximale Vergletscherung während der letzten Kaltzeit gelten, also vor 22.000 bis 19.000 Jahren. Erst seit etwa 13.500 v. Chr., mit dem Magdalénien, ist Mitteleuropa ohne Unterbrechung besiedelt.
Allerdings war der Neandertaler zu diesem Zeitpunkt bereits verschwunden. Spuren des aus Afrika über den Balkan zugewanderten modernen Menschen (Homo sapiens der Cro-Magnon-Epoche) wurden in Ranis entdeckt, Nachweis der frühesten Besiedelung des modernen Menschen in Mittel- und Nordwesteuropa. Des Weiteren in den Höhlen der Schwäbischen Alb, etwa die 35.000 bis 40.000 Jahre alte Venus vom Hohlefels, die weltweit älteste gesicherte Darstellung eines Menschen (neben der etwa gleich alten Venus vom Galgenberg). Die zweitältesten Überreste eines Homo sapiens fanden 1914 Steinbrucharbeiter im Rheinland: das etwa 14.000 Jahre alte Doppelgrab von Oberkassel; noch älter ist die Bestattung in der bayerischen Klausenhöhle, die etwa um 20.000 v. Chr. stattfand.

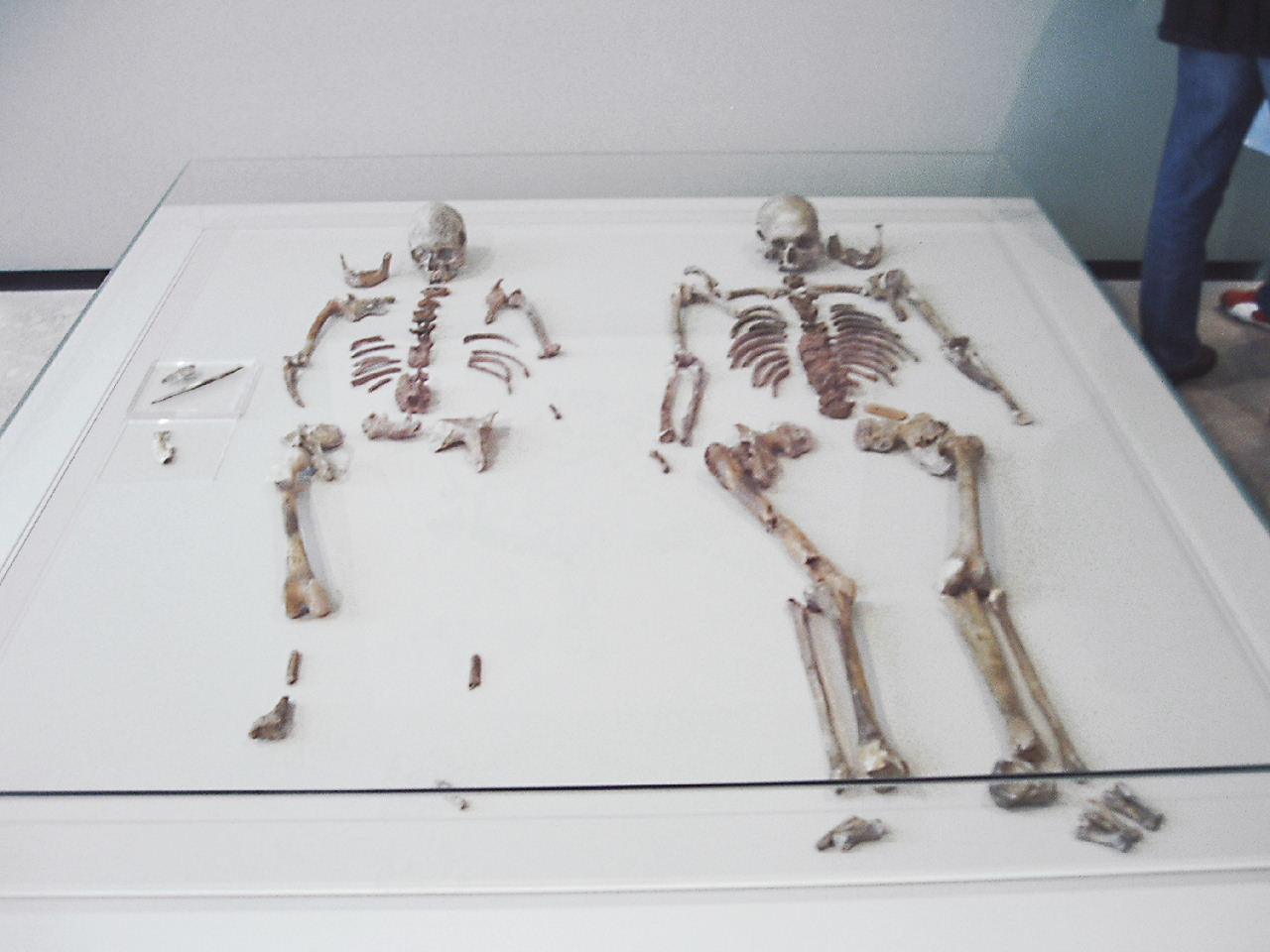
Die zwischen 13.350 und 14.000 Jahre alten sterblichen Überreste der 20- bis 25-jährigen Frau und des etwa 50 Jahre alten Mannes aus dem Doppelgrab von Oberkassel

Als die Steppentiere ausstarben, änderte sich um 12.000 v. Chr. die Lebensweise dramatisch. Die Jäger und Sammler, die von den Herden gelebt hatten, wurden durch neue Zuwanderer aus dem Südosten Europas ersetzt, die Bevölkerung ging dabei überaus stark zurück. Die Magdalénienzeitliche Bevölkerung verschwand, wie sich genetisch erweisen ließ. Ihr folgte die aus dem Süden zugewanderte des Azilien, die sich auf die Jagd auf Tiere verstand, die die Wälder bewohnten. Dieser gehörte das besagte Doppelgrab an. Das einzige bekannte Lager ist Rietberg bei Gütersloh. In den folgenden 500 Jahren fehlt jeder Hinweis auf Siedlungsplätze. Um 11.500 v. Chr. hingegen sind weit über 700 Fundplätze in Mitteleuropa bekannt. Ein vorerst letztes Mal kehrte die Kältesteppe zurück, so dass in Norddeutschland erneut Rentierjäger, diesmal der Ahrensburger Kultur, zwischen 10.760 und 9.650 v. Chr. existieren konnten.
Jäger und Sammler stellten in der nachfolgenden wärmeren Phase bereits um 5800/5600 v. Chr. Keramikgefäße her, bevor sie ab etwa 5500 v. Chr. durch früheste bäuerliche Kulturen abgelöst wurden. In dieser, als Jungsteinzeit bezeichneten Epoche, entwickelten sich Ackerbau, Viehhaltung und feste Siedlungsplätze sowie eine andere Art der Keramik, jedoch blieb Norddeutschland weitere tausend Jahre von Jägern, Sammlern und Fischern dominiert. Das Gebiet des heutigen Deutschland wurde nach- und nebeneinander von der linearbandkeramischen, der schnurkeramischen und der Glockenbecherkultur besiedelt, die Benennung erfolgte anhand des archäologischen Fundgutes.
Die Verwendung von Metallen revolutionierte nicht nur die technischen Möglichkeiten, sondern veränderte auch die Gesellschaften erheblich. Aus der Bronzezeit sind einige Funde erhalten, wie etwa die in Sachsen-Anhalt gefundene Himmelsscheibe von Nebra, eine Metallplatte mit Goldapplikationen, die als älteste Himmelsdarstellung gilt (ihr Alter wird auf 3700–4100 Jahre geschätzt).

## Grundzüge der Ethnogenese germanischergentes

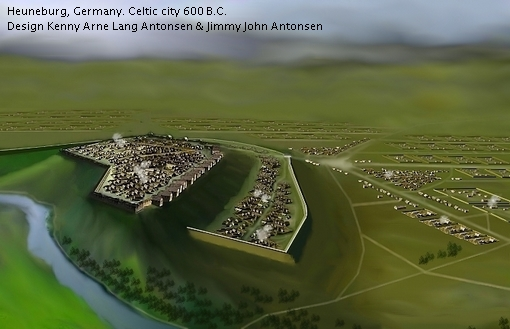
Die keltische Siedlung Heuneburg um 600 v. Chr., erste Stadt nördlich der Alpen.

In der Bronze- und Eisenzeit bildeten sich in diesen Regionen verschiedene indogermanisch sprechende Volksgruppen und Stämme (gentes). Diese entstanden aus eingewanderten indoeuropäischen Stämmen bzw. deren Nachfahren, die sich mit den seit Ende der letzten Eiszeit ansässigen „Ureinwohnern“ und auch später fortwährend mit durchziehenden Völkern bzw. Siedlern vermischten. Diese dynamische Entwicklung wird als Ethnogenese bezeichnet und ist vor allem ein sozialer Prozess. Die Nachfahren der in Nordeuropa und Norddeutschland auf dem Gebiet der Nordischen Bronzekultur siedelnden Gruppen wurden in der Antike von antiken griechischen Geschichtsschreibern als Kelten im Westen oder Skythen im Osten beschrieben. Erst unter (oft auch griechischsprachigen) römischen Autoren etablierte sich im 1. Jahrhundert v. Chr. der Begriff Germanen. „Germanen“ darf aus methodischen Gründen allerdings nicht als Begriff für ein einheitliches Volk missverstanden werden, denn damit wurden von den antiken Autoren ganz verschiedene Gruppen bezeichnet, die kein übergeordnetes Gemeinschaftsgefühl verband (siehe unten). Die südlichen Teile Deutschlands wurden dagegen von Kulturgruppen besiedelt, die seit der Eisenzeit als Kelten bezeichnet werden können.
Während der Ausbreitung des Römischen Reiches bis in die Spätantike siedelten dazu Römer im Raum des heutigen Süd- und Westdeutschland, deren Truppen den Süden und Westen Germaniens entlang der Donau und des Rheins bis etwa ins 5. Jahrhundert besetzten. Die Legionäre stammten aus sehr unterschiedlichen Regionen des Römischen Reiches, wie z. B. Hispanien, Illyrien, Syrien, Gallien, Afrika. In der zivilen Bevölkerung der römischen Provinzen ist eine starke keltische Komponente erkennbar, etwa auf Steindenkmälern und den dadurch erschließbaren Namen. Dies wird bestätigt durch eine Notiz in der (wichtigen, aber auch problematischen) ethnographischen Schrift Germania des Tacitus, der berichtet, dass sich im Dekumatland Leute aus Gallien niederließen.
Die historisch erfassten germanischen Stämme der frühen römischen Kaiserzeit des ersten Jahrhunderts gliedern sich in drei Kulturgruppen auf: die sogenannten Rhein-Weser-Germanen, die Nordseegermanen und die Elbgermanen. Durch die makropolitischen Einflüsse des andauernden Konflikts mit dem Römischen Reich sowie innergermanische politische, soziale und wirtschaftliche Veränderungen kam es ab dem 2. Jahrhundert aus diesen Kulturgruppen heraus zum (nicht biologisch, sondern als historisch-sozialer Prozess verstandenen) „Entstehungsprozess“ von neuen und größeren Stammesverbänden. Diese Stammesverbände, vor allem die Alamannen oder auch Alemannen, die Bajuwaren, die Franken und die Sachsen spielten später bei der Bildung des mittelalterlichen römisch-deutschen Reichs eine Rolle. Diese konnten sie aber nur ausüben, da sie durch Kontakte mit dem Römerreich bereits zuvor beeinflusst wurden. In der Forschung wird der Kontakt zu den Römern denn auch als ein Faktor für die Bildung germanischer Großverbände im 3./4. Jahrhundert zugeschrieben.
Seit der Reichskrise des 3. Jahrhunderts verstärkte sich der Druck, den die großen germanischen Stammesverbände der Alemannen und der Franken, die sich in der Germania magna neu gebildet hatten, auf die Grenzen des Römischen Reiches ausübten. In den Provinzen an Rhein und Donau setzte eine Germanisierung ein, die besonders das römische Heer betraf (ab dem 4. Jahrhundert bis in die Spitze, was aber nicht zu Illoyalität führte, siehe magister militum). Teilweise wurde diese unterstützt durch Ansiedlung germanischer Foederaten auf dem Gebiet des Imperium Romanum.
Wichtig in der neueren Forschung ist in diesem Kontext der komplexe Vorgang der bereits erwähnten Ethnogenese der unterschiedlichen gentes („Stämme“). Die Entstehung von ethnischen Identitäten (Ethnizität) in der Spätantike bzw. dem beginnenden Frühmittelalter im Zusammenhang mit der sogenannten Völkerwanderung wird heute nicht mehr als biologische Kategorie verstanden. Identitäten entstehen vielmehr in einem wechselhaften sozialen Prozess, bei dem mehrere Faktoren eine Rolle spielen. In der Völkerwanderungszeit konnten sich verschiedene Gruppen unter einem neuen Anführer (siehe Heerkönig) zusammenschließen, wobei es in der Regel ausreichte, dem Verband loyal zu dienen. Allerdings ist der einflussreiche Ansatz der „Wiener Schule“ um Herwig Wolfram und Walter Pohl mittlerweile teils in die Kritik geraten. Wolfram und Pohl verwenden den Ethnogenese-Begriff in ihren neueren Arbeiten allerdings selbst nicht mehr, sondern betonen den Identitätsbegriff, der in der Forschung verstärkt eine Rolle spielt.
Während der Völkerwanderung blieben auch Angehörige weiterer Volksgruppen im Gebiet des heutigen Deutschland zurück. Nach der Abwanderung fast aller Germanen aus den Gebieten östlich der Elbe wurden diese von Slawen besiedelt, deren Land erst durch die Ostkolonisation deutscher Zuwanderer vom 11. bis zum 14. Jahrhundert sowie später im Rahmen der Eingliederung ins römisch-deutsche Reich wieder Bestandteil der deutschen Geschichte wurde.

## Antike

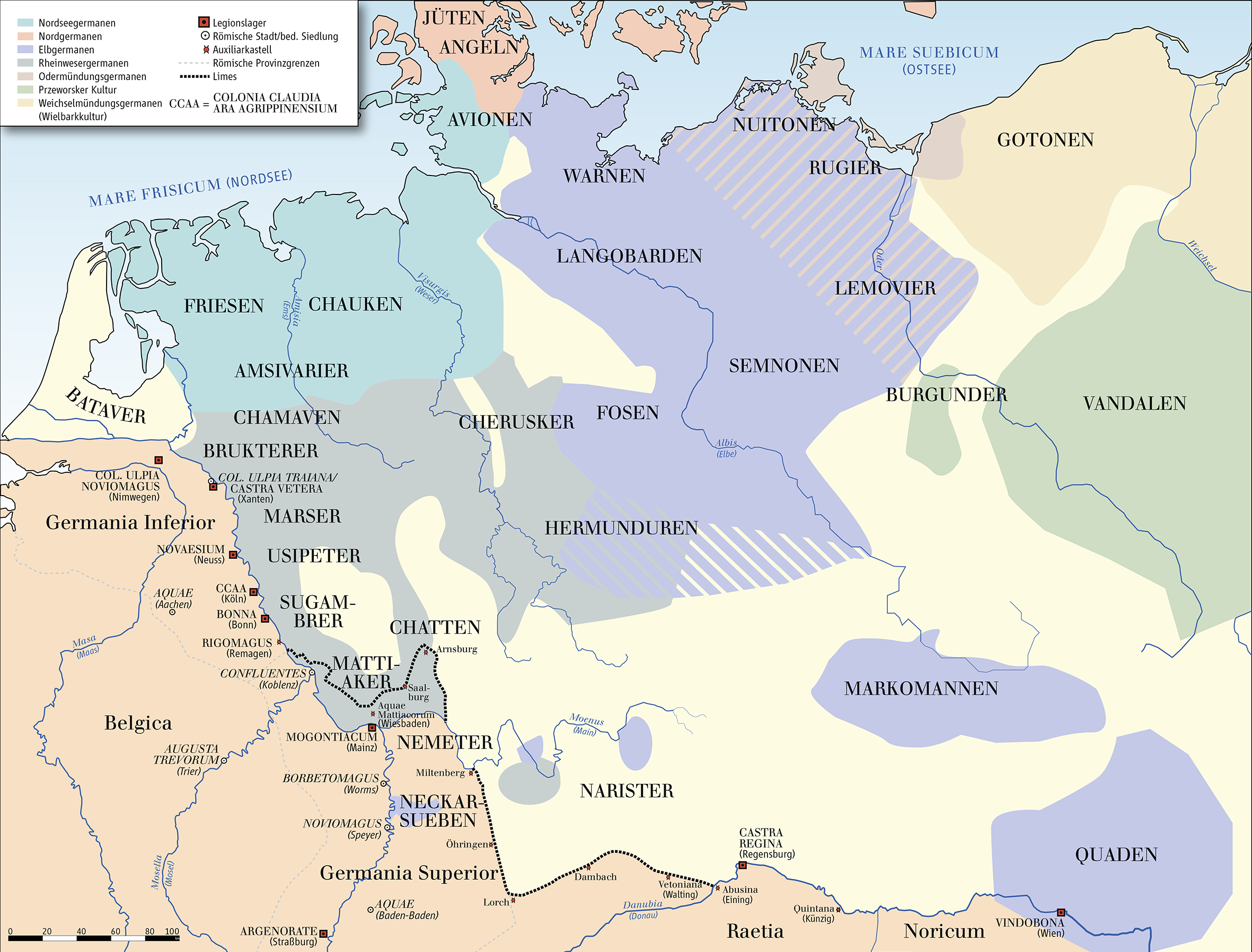
Germanische Stämme, darunter wurden zunächst alle rechtsrheinischen ethnischen Gruppen verstanden, um 100 n. Chr. (ohne Skandinavien)

Um 500 v. Chr. war der Raum des heutigen Süddeutschland keltisch und derjenige des heutigen Norddeutschland germanisch besiedelt. Erste Erwähnung finden einige germanische Stämme bei den Griechen und Römern, beginnend wohl mit Poseidonios im 1. Jahrhundert v. Chr., in der folgenden Zeit unter anderem bei Gaius Iulius Caesar und Tacitus. Die Germanen selbst waren jedoch eine uneinheitliche Gruppe von verschiedenen Stämmen, die auch kein übergeordnetes Gemeinschaftsgefühl verband. Bereits der Begriff „Germanen“ (lateinisch Germani) ist ein ethnographischer, wenig präziser Sammelbegriff antiker Autoren, die damit auch ein „Barbarenbild“ verbanden. „Germanen“ darf aus methodischen Gründen daher nicht als Begriff für ein einheitliches Volk missverstanden werden.
Die Germanen wanderten im Laufe der Jahrhunderte südwärts, sodass um Christi Geburt die Donau die ungefähre Siedlungsgrenze zwischen Kelten und Germanen war. Hierdurch gelangten keltische Orts- und Gewässernamen sowie keltische Lehnwörter in den germanischen Wortschatz. Nach der Eroberung Galliens durch Caesar im Gallischen Krieg wurden in der Regierungszeit des ersten römischen Kaisers Augustus Feldzüge im rechtsrheinischen Raum durchgeführt, wenngleich die Römer nach der Varusschlacht im Jahr 9 n. Chr. ihre Truppen schließlich wieder an den Rhein zurückverlegten und es seit Tiberius bei einzelnen Militäroperationen beließen. Von etwa 50 v. Chr. bis ins frühe 5. Jahrhundert n. Chr. gehörten die Gebiete westlich des Rheins und südlich der Donau zum Römischen Reich, von etwa 80 bis 260 n. Chr. auch ein Teil Hessens (Wetterau) sowie der größte Teil des heutigen Baden-Württemberg südlich des Limes. Die römischen Gebiete im heutigen Deutschland verteilten sich auf die Provinzen Germania superior, Germania inferior und Raetia. Auf die Römer gehen Städte wie Trier, Köln, Bonn, Worms und Augsburg zurück, die zu den ältesten Städten Deutschlands zählen. Die Römer führten Neuerungen in Hausbau und Handwerk ein. Zur Sicherung der Grenzen siedelten die Römer befreundete germanische Stämme in den Provinzen an. Auch Siedler aus allen Teilen des Römischen Reiches, insbesondere aus Italien, wanderten ein und wurden westlich des Rheins und südlich der Donau sesshaft.
Der außerhalb der römischen Provinzen liegende Teil des Siedlungsgebietes der Germanen wurde dabei von den Römern in der römischen Kaiserzeit als Germania Magna bezeichnet (siehe auch Barbaricum). Die Bemühungen der Römer zur Errichtung von Provinzen bis zur Elbe endeten schließlich. Tacitus’ im Jahr 98 entstandene Schrift Germania ist die älteste erhaltene Beschreibung der germanischen Stämme. Sie hatte in Deutschland eine bedenkliche Rezeptionsgeschichte, als deutschnationale und nationalsozialistische Gelehrte im 19. Jahrhundert und in der ersten Hälfte des 20. Jahrhunderts ahistorisch Germanen und die späteren Deutschen gleichsetzten.
Nachdem bereits Mark Aurel im 2. Jahrhundert im Verlauf der Markomannenkriege schwere Abwehrkämpfe gegen Germanen zu bestehen hatte, nahm zur Zeit der Reichskrise des 3. Jahrhunderts der germanische Druck auf die römische Nordgrenze beträchtlich zu, während gleichzeitig im Osten das neupersische Sassanidenreich die römische Ostgrenze bedrohte. Die neuformierten tribalen Großverbände der Alamannen und Goten unternahmen immer wieder Einfälle in das Imperium, das um die Mitte des 3. Jahrhunderts den Höhepunkt der Krise durchlief. Zwar errangen römische Truppen wohl 235 in einem Feldzug des Maximinus Thrax im Harzgebiet noch einen Sieg, doch 259/60 mussten die rechtsrheinischen Gebiete aufgegeben werden (Limesfall). Ende des 3. Jahrhunderts hatte sich die Lage für das Imperium wieder stabilisiert, vor allem aufgrund der Reformen Diokletians und Konstantins, die außerdem erfolgreich die Grenzen sicherten. Dennoch kam es im Verlauf der Spätantike immer wieder zu militärischen Auseinandersetzungen zwischen Römern und Germanen.

Die Ausdehnung des Frankenreichs 481 bis 814

Nach dem um 375 erfolgten Einfall der Hunnen nach Ostmitteleuropa änderte sich die Lage grundlegend. Die sogenannte Völkerwanderung (ein problematischer Forschungsbegriff, da in diesem Zusammenhang zumeist recht heterogene Verbände migrierten), die im 5. Jahrhundert ihren Höhe- und im späten 6. Jahrhundert ihren Schlusspunkt fand, brachte mehrere Stämme (lat. gentes) bzw. heterogene Kriegergruppen mit ihrem familiären Anhang im Osten, insbesondere die Germanen, in Bewegung und spätestens nach dem Rheinübergang von 406 das weströmische Reich in erhebliche Bedrängnis. Germanen, denen es vor allem um Teilhabe am Reichtum des Imperiums ging, stießen auf weströmisches Territorium vor und ergriffen schließlich von weiten Teilen des Westreiches (meistens mit Gewalt, teilweise aber auch durch Verträge) Besitz. Das Westreich war im Jahr 476, als der letzte Kaiser im Westen, Romulus Augustulus, abgesetzt wurde, faktisch auf Italien zusammengeschmolzen. Allerdings sind mehrere Aspekte der Völkerwanderung in der modernen Forschung umstritten. Die auf römisches Gebiet eingewanderten germanischen Stämme (die ethnisch oft recht heterogen zusammengesetzt waren) zogen bis nach Nordafrika und errichteten eigene Reiche. Das Vandalenreich in Nordafrika, das Burgundenreich in Südostgallien und das Ostgotenreich in Italien gingen bereits im 6. Jahrhundert unter, während das Westgotenreich in Hispanien und das Reich der Langobarden in Italien (wo diese 568 eingefallen waren) bis ins 8. Jahrhundert bestehen blieben. Am dauerhaftesten und bedeutendsten sollte sich das um 500 errichtete Frankenreich der Merowinger erweisen. Daneben existierten teilweise bis ins 6. Jahrhundert zahlreiche kleinere Herrschaftsgebilde, wie die der Heruler, Rugier und Gepiden, während die um die Mitte des 5. Jahrhunderts in Britannien eingedrungenen Angelsachsen mehrere Kleinreiche gründeten, bevor sich dort im 7. Jahrhundert eine dauerhaftere Herrschaftsordnung etablierte (Heptarchie).

## Mittelalter

### Voraussetzungen
In der historischen Forschung ist bis heute umstritten, ab wann von Deutschland und ab wann vom deutschen Volk gesprochen werden kann. Die ältere, stark national geprägte Forschung postulierte die Gleichsetzung von Germanen mit den Deutschen im mittelalterlichen Reich. Dieser Ansatz ist problematisch und die neuere Forschung lehnt ihn ab, denn dabei wird unter anderem eine bewusste Eigenidentität vorausgesetzt. Die moderne Forschung versteht Ethnogenese hingegen nicht als biologischen, sondern als sozialen Prozess, in dessen Verlauf sich eine Identität im Rahmen eines komplexen Entwicklungsprozesses erst langsam herausbildet. Hinzu kommt, dass eine Sprachgemeinschaft nicht einfach mit einer ethnischen Gemeinschaft gleichgesetzt werden kann. Die Auswertung der zeitgenössischen Quellen ergibt denn auch nicht das Bild von „deutschen Stämmen“, die sich im 9. Jahrhundert bewusst in einem eigenen Reich (dem Ostfrankenreich) zusammengeschlossen haben. Als Orientierungspunkt diente vielmehr bis weit ins 11. Jahrhundert hinein das Frankenreich.
Erst im 11. Jahrhundert taucht der Begriff rex Teutonicorum („König der Deutschen“) für den ostfränkischen/römisch-deutschen Herrscher auf, allerdings als Fremdbezeichnung durch anti-kaiserliche Kreise, denn die römisch-deutschen Herrscher haben sich selbst nie so bezeichnet. Für die mittelalterlichen römisch-deutschen Herrscher waren die deutschsprachigen Gebiete ein wichtiger Teil des Reiches, das aber daneben auch Reichsitalien und das Königreich Burgund umfasste. Aufgrund der Reichsidee, die die Anknüpfung an das antike Römerreich und eine heilsgeschichte Komponente beinhaltete, war der damit einhergehende Herrschaftsanspruch nicht national, sondern (zumindest theoretisch) universal ausgerichtet.
In der folgenden Zeit diente als loser politischer Rahmen das Reich, als verbindende kulturelle Komponente die deutsche Sprache. Eine „deutsche Identität“ – die Idee, zu einer spezifischen, abgegrenzten Gemeinschaft zu gehören – entwickelte sich im allgemeinen Bewusstsein erst gegen Ende des 13. Jahrhunderts. Während in England und Frankreich mit ihren zentral organisierten Königsherrschaften die Tendenz zu „nationalen Königreichen“ neigte (wobei Benedict Anderson den Begriff Nation als „vorgestellte, begrenzte und souveräne Gemeinschaft“ erläutert), dominierte im von partikularen Grundstrukturen geprägten römisch-deutschen Reich die universale Reichsidee, wenngleich Begriffe wie deutsche Lande in späteren Quellen durchaus belegt sind. Erst im Spätmittelalter begannen deutsche Gelehrte wie z. B. Alexander von Roes und Lupold von Bebenburg sich Gedanken über die Rolle „der Deutschen“ im Gefüge Europas und einer politischen Identität (biologische Kategorien spielten hier keine Rolle) zu machen, was aus einer Position politischer Schwäche des Reiches geschah, wobei die Überlegungen weiterhin stark mit der Reichsidee verknüpft blieben. Nun erst setzte der Prozess einer langsamen politischen Identitätsbildung im eigentlichen Sinne ein.

### Frühmittelalter
In die ehemaligen Siedlungsgebiete germanischer Stämme, die von diesen im Verlauf der Völkerwanderung verlassen worden waren, wanderten im 7. Jahrhundert bis zur Elbe-Saale-Linie slawische Gruppen ein. Fast im gesamten Raum östlich der Elbe wurde daher vom Frühmittelalter bis ins hohe Mittelalter slawisch gesprochen (Germania Slavica), in der Lausitz leben bis heute die slawischen Sorben.

#### Merowinger (um 500–751)
Ein beträchtlicher Teil West- (im Wesentlichen das ehemals römische Gallien) und Teile des westlichen Mitteleuropas wurden ab dem frühen 6. Jahrhundert vom Frankenreich eingenommen, das heutige nordwestliche Deutschland wurde von den Sachsen beherrscht. Das Frankenreich war von den Merowingern gegründet worden und sollte sich als das bedeutendste germanisch-romanische Nachfolgereich des untergegangenen Weströmischen Reichs erweisen. Childerich I. hatte dafür die Grundlage gelegt, an die sein Sohn Chlodwig I. anknüpfte. Versuche der Merowinger, ihren Herrschaftsbereich östlich des Rheins weiter auszudehnen, hatten einigen Erfolg: Alamannen und Thüringer gerieten bereits im 6. Jahrhundert unter fränkische Vorherrschaft. Interne Machtkämpfe und die zunehmende Macht der Hausmeier verhinderten jedoch, dass sich im Merowingerreich ein starkes zentrales Königtum entwickelte. Dagobert I. konnte das Königtum noch einmal stärken, bevor die Merowinger im späten 7. Jahrhundert (so zumindest die traditionelle Lehrmeinung, allerdings beruhend auf späteren und parteiischen Quellen) faktisch von den Karolingern entmachtet wurden, die seit 751 auch die fränkische Königswürde bekleideten.

#### Karolinger (751–911)

Die Gebietsaufteilung im Vertrag von Verdun (843)

Pippin der Jüngere bestieg 751 als erster Karolinger den fränkischen Königsthron. Der bedeutendste Karolinger war Pippins Sohn Karl der Große, der von 768 (allein seit 771) bis 814 regierte und seit 800 sogar die römische Kaiserwürde im Westen erneuern konnte. Karl führte Feldzüge gegen die Sachsen (die erst nach sehr harten und wechselhaft verlaufenden Kämpfen in den Sachsenkriegen besiegt werden konnten), gegen die Langobarden in Italien, die Awaren an der Südostgrenze und gegen die Mauren in Nordspanien, womit er die Grenzen des Frankenreiches erheblich ausdehnte. Kulturell erlebte das Reich ebenfalls einen lebhaften Aufschwung, der als karolingische Bildungsreform (oft auch eher unpräzise als karolingische Renaissance) bezeichnet wird. Das Karlsreich, für das vor allem die Merowinger die Grundlage gelegt hatten, einte das Gebiet des kontinentalen Europa zwischen Atlantik, Pyrenäen, Ostsee und Alpensüdrand. Nach Karls Tod 814 wurde es 843 im Vertrag von Verdun unter seinen Enkeln dreigeteilt. Das Westfrankenreich sollte die Grundlage vor allem für die Entwicklung des Königreichs Frankreich bilden. Das Ostfrankenreich ist eng mit der Geschichte des (erst im Spätmittelalter so genannten) Heiligen Römischen Reiches verknüpft und stellt faktisch die Keimzelle des späteren Deutschlands dar, ohne aber dass sich in dieser Zeit bereits eine deutsche Identität entwickelt hatte.
Mit der Teilung des Frankenreichs 843 begann sein Zerfall. Der Sohn Karls des Großen, Ludwig der Fromme, konnte dessen Einheit noch wahren. Als Nachfolger bestimmte er seinen ältesten Sohn Lothar I. Dieser bekam das Mittelreich und die Kaiserwürde, Karl der Kahle den Westteil und Ludwig der Deutsche den Ostteil. Nach dem Tod der Söhne Lothars I. wurde das einstige Mittelreich aufgeteilt unter Karl dem Kahlen und Ludwig dem Deutschen. Nach Ludwigs Tod 876 wurde dann das Ostfränkische Reich unter seinen drei Söhnen Karlmann, Ludwig dem Jüngeren und Karl dem Dicken ebenfalls aufgeteilt. 880 wurde die Grenze zum Westfränkischen Reich festgelegt, die das gesamte Mittelalter beinahe unverändert das Deutsche Reich von Frankreich scheiden sollte. Der ostfränkische König Karl der Dicke konnte nach dem Tod seiner Brüder und des westfränkischen Königs das Fränkische Reich nochmals kurze Zeit vereinigen, wurde aber nach kraftloser Herrschaft im Osten von seinem Neffen Arnolf von Kärnten, einem Sohn Karlmanns, 887 verdrängt. Mit Arnolfs Sohn Ludwig dem Kind starb 911 der letzte ostfränkische Karolinger. Um ihre eigene Macht nicht zu gefährden, wählten die Herzöge den vermeintlich schwachen Frankenherzog Konrad I. zu ihrem König (911–918).

#### Ottonen (919–1024)

Das Reich um 1000

Auf Konrad I. (911–918), der die karolingische Tradition nicht bewahren konnte, folgte der Sachsenherzog Heinrich I. aus dem Geschlecht der Liudolfinger („Ottonen“). Das Reich blieb bis zum Ende des Mittelalters geprägt vom Wahlkönigtum und dem Einfluss der Großen. In der neueren Forschung wird zwar die Bedeutung der Ottonenzeit für die Ausformung Ostfrankens betont, sie gilt aber nicht mehr als Beginn der eigentlichen „deutschen“ Geschichte. Der damit verbundene komplexe Prozess zog sich vielmehr mindestens bis ins 11. Jahrhundert hin.
Heinrich I. verteidigte das Reich gegen Einfälle von Ungarn und Slawen. Neben dem fränkischen Erbe trat nun immer mehr eine eigene gemeinsame Identität hervor. Zum Nachfolger bestimmte Heinrich I. seinen Sohn Otto I. Dieser versuchte zuerst, die neu entstandenen Stammesherzogtümer seiner Macht zu unterstellen. Zur Sicherung seiner Macht stützte er sich immer mehr auf die Kirche (Ottonisch-salisches Reichskirchensystem). 955 besiegte Otto die Ungarn in der Schlacht auf dem Lechfeld. 950 wurde Böhmen und ab 963 Polen zeitweise lehnsabhängig vom römisch-deutschen Herrscher. Otto erweiterte sein Herrschaftsgebiet um Teile Italiens. Nach der Heirat mit Adelheid von Burgund nannte er sich eine kurze Zeit König der Langobarden. 962 erreichte Otto endgültig seine Anerkennung als König von Italien und danach die Kaiserkrönung durch den Papst. In Süditalien geriet er in Konflikt mit dem byzantinischen Kaiser. Sein Sohn Otto II. heiratete schließlich die Kaisernichte Theophanu, Süditalien verblieb jedoch bei Byzanz. Otto II. erlitt 982 gegen die Sarazenen eine vernichtende Niederlage. Die Gebiete östlich der Elbe (Billunger Mark und die Nordmark) gingen im großen Slawenaufstand von 983 größtenteils für etwa 200 Jahre wieder verloren. Sein Sohn Otto III. starb, bevor er seinen Plan verwirklichen konnte, die Machtbasis nach Rom zu verlegen. Auf dem Kongress von Gnesen im Jahre 1000 erkannte er den polnischen Herrscher Bolesław I. Chrobry als Mitregenten im Reich an. Der letzte Ottonenkönig Heinrich II. hatte sich in mehreren Kriegen gegen Polen (König Boleslaw I. Chrobry) und Ungarn (König Stephan I.) zu behaupten. Unter ihm wurde das Reichskirchensystem weiter ausgebaut.

### Hochmittelalter

#### Salier (1024–1125)

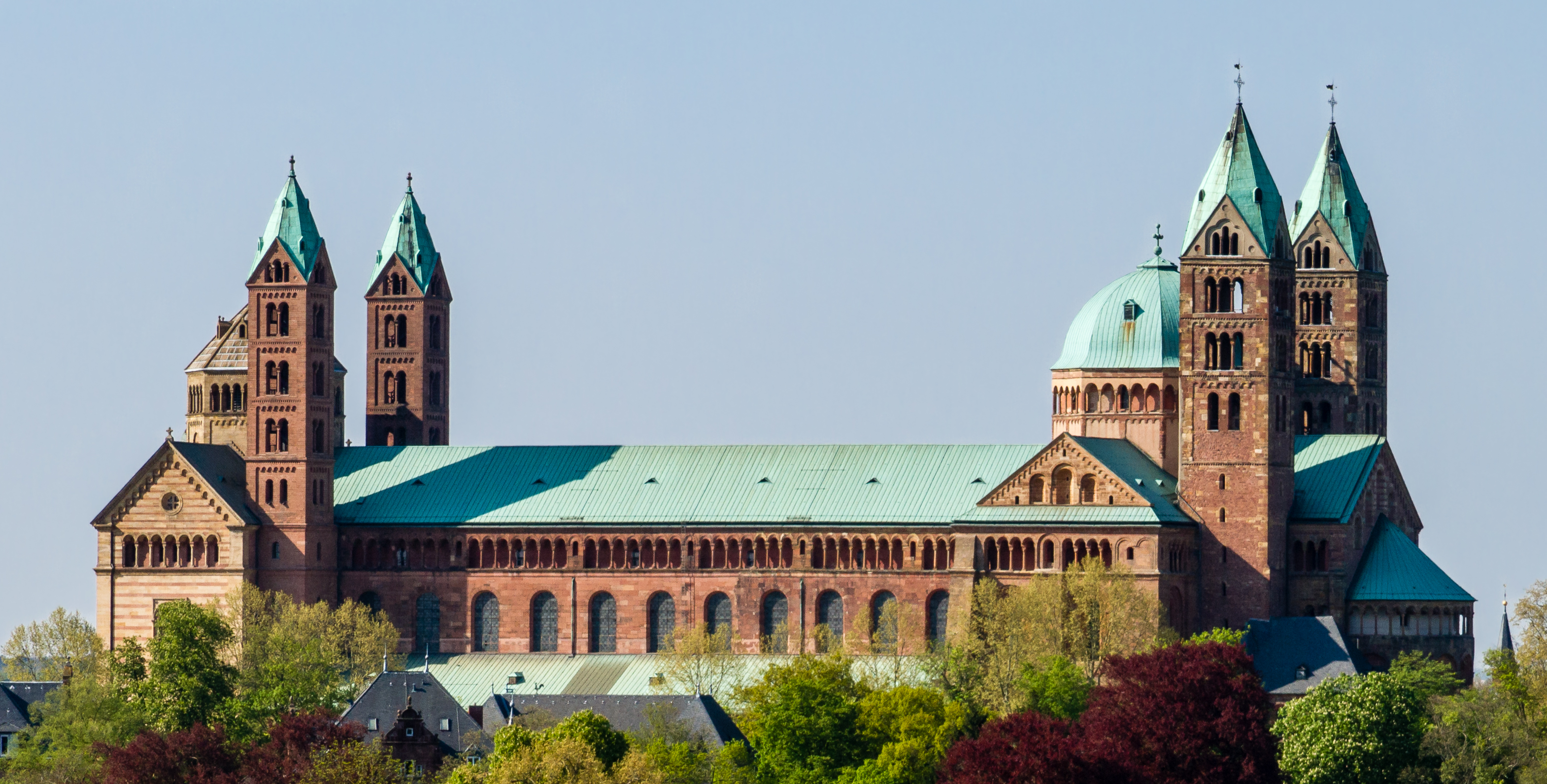
Speyerer Dom, erbaut um 1061, Grabstätte der Salier

1024 wählten die deutschen Fürsten den Salier Konrad II. zum König. Er erwarb 1032 das Königreich Burgund und stabilisierte die Königsmacht. Sein Nachfolger Heinrich III. setzte auf der Synode von Sutri drei rivalisierende Päpste ab, ernannte den Reformer Clemens II. zum Papst und ließ sich von ihm 1046 zum Kaiser krönen. Kurz darauf erließ er ein Verbot der Simonie. Gegen Heinrichs selbstbewusste Herrschaftsausübung entstand aber auch eine Opposition im Reich, was der Beginn einer Krise der salischen Monarchie war. Während der Regierungszeit Heinrichs IV. eskalierte der sogenannte Investiturstreit, in dem die Kirchenreformer dem Kaiser Simonie vorwarfen. Heinrich erklärte Papst Gregor VII. für abgesetzt, gleichzeitig formierte sich im deutschen Reichsteil eine Opposition. Nun bannte der Papst den König. Um den Kirchenbann zu lösen, unternahm Heinrich IV. den Gang nach Canossa. 1084 setzte er Papst Gregor wiederum ab und ließ sich in Rom von Gegenpapst Clemens III. zum Kaiser krönen. Sein Sohn Heinrich V. verbündete sich schließlich mit den Fürsten gegen ihn und setzte ihn ab. Ein längerer Krieg wurde durch den Tod des Vaters 1106 verhindert. Unter Heinrich V. kam es 1122 im Wormser Konkordat zum Ausgleich mit der Kirche. Die Machtstellung der salischen Monarchie hatte aber nicht unerheblich gelitten.
Im 11. Jahrhundert etablierte sich Regnum Teutonicum („Deutsches Königreich“) als Gegenbegriff zu Regnum Italicum (Reichsitalien). Der Begriff wurde jedoch weniger von den römisch-deutschen Königen, die vielmehr stets den universalen Charakter des Reichs betonten, sondern vor allem von dessen politischen Gegenspielern (wie dem Papsttum) eher abwertend benutzt.

#### Staufer (1138–1254)
Mit Heinrichs Tod endet die Salierzeit und die Fürsten wählten Lothar III. von Supplinburg zum König. Nach dem Tod Lothars 1138 wurde der Staufer Konrad III. König. Dieser erkannte Lothars Schwiegersohn, dem Welfen Heinrich dem Stolzen, dessen Herzogtümer ab. Konrads Nachfolger Friedrich I. („Barbarossa“) versuchte den Ausgleich, indem er seinen Vetter, den Welfen Heinrich den Löwen 1156 mit den Herzogtümern seines Vaters, Sachsen und Bayern, belehnte. Heinrich der Löwe nahm 1147 am Wendenkreuzzug teil und unterwarf bis 1164 die Slawen in Mecklenburg und Pommern.

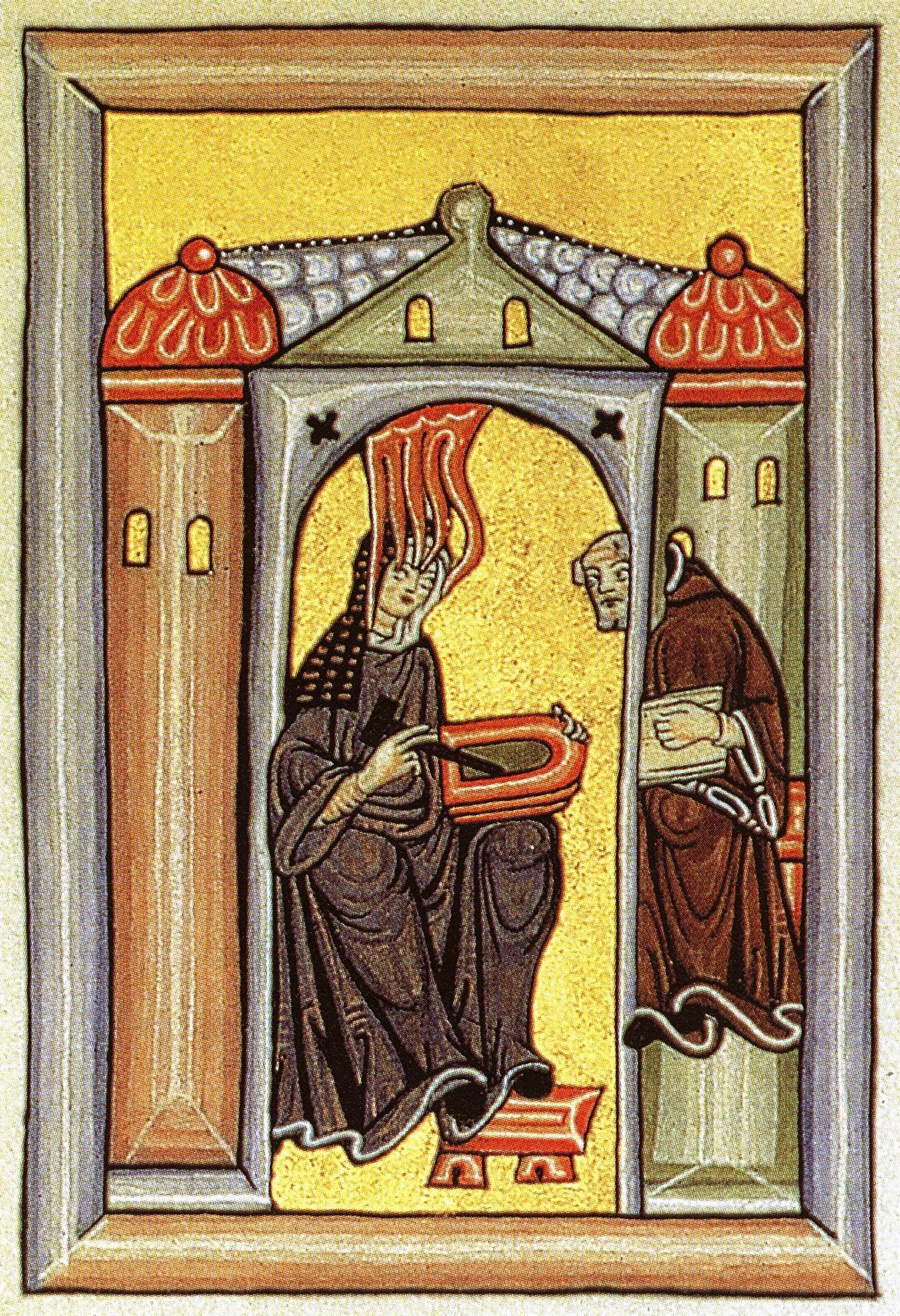
Hildegard von Bingen, Miniatur aus dem Rupertsberger Riesenkodex des Liber Scivias, der vor 1179 entstand. Hildegard empfängt göttliche Inspiration, die sie an ihren Schreiber weitergibt. Das Original ist seit 1945 verschollen.

Im Vertrag von Konstanz 1153 erreichte Friedrich I. die Kaiserkrönung, die 1155 erfolgte. Er besiegte anfangs die nach mehr Selbständigkeit strebenden lombardischen Städte, konnte sich aber nicht dauerhaft gegen sie durchsetzen. Als Alexander III. Papst wurde, begann der Kampf zwischen Kaiser und Papst erneut. Nach der Niederlage bei Legnano musste Friedrich Alexander als Papst und den Lombardenbund anerkennen. 1180 entzog Friedrich Heinrich dem Löwen, der seine Italienpolitik nicht mehr unterstützte, dessen Herzogtümer. Am Ende musste Friedrich, der den honor Imperii betonte, politisch mehrere Zugeständnisse an die Großen des Reichs machen. Ab 1187 bereitete Friedrich I. den Dritten Kreuzzug vor, brach 1189 ins Heilige Land auf und ertrank auf dem Weg 1190 in Kleinarmenien.
Friedrichs Sohn Heinrich VI. wurde dank der Heirat mit der normannischen Prinzessin Konstanze 1194 König von Sizilien. Als Heinrich VI. 1197 starb, kam es zu einer Doppelwahl des Staufers Philipp von Schwaben, des Bruders von Heinrich VI., und des Welfen Otto IV., eines Sohns Heinrichs des Löwen. Nach der Ermordung Philipps 1208 wurde Otto IV. König. Der Papst unterstützte aber wegen Ottos Italienzug den Staufer Friedrich II., den Sohn Heinrichs VI., der 1212 zum Gegenkönig gewählt wurde. 1214 brachte die Schlacht bei Bouvines die Entscheidung für Friedrich, der 1220 die Kaiserkrone erlangte. Friedrich regierte sein Reich von seiner Heimat Sizilien aus, wo er auch über wesentlich mehr politische Macht verfügte als dies im deutschen Reichsteil der Fall war. Die Regierung in Deutschland überließ er seinem Sohn Heinrich.
Die Machtposition der Landesherren gegenüber dem Königtum war inzwischen derart stark, dass bestimmte Vorrechte der geistlichen und weltlichen Fürsten in zwei Privilegien (1220 bzw. 1231/32) vom Königtum anerkannt wurden. 1235 setzte der Kaiser statt Heinrich dessen Bruder Konrad IV. ein. Es kam aufgrund der Italienpolitik Friedrichs und des politischen Machtanspruchs beider Seiten zum Machtkampf mit Papst Gregor IX., der den Kaiser 1227 bannte. Dennoch erreichte Friedrich im Heiligen Land die Übergabe Jerusalems. Der Konflikt setzte sich auch fort, als Innozenz IV. Gregors Nachfolge antrat. Innozenz erklärte den Kaiser 1245 gar für abgesetzt. Friedrich II. starb im Dezember 1250. Nach seinem Tod tobte der Kampf des Papstes gegen die Staufer weiter. Konrad IV. konnte sich im Königreich Sizilien behaupten, starb aber 1254. 1268 wurde der letzte Staufer, der sechzehnjährige Sohn Konrads IV., Konradin, im Kampf um sein sizilianisches Erbe gegen Karl von Anjou in Neapel öffentlich hingerichtet.

### Spätmittelalter
Das Spätmittelalter (circa 1250 bis 1500) wird in der neueren Forschung im Gegensatz zur älteren Lehrmeinung nicht mehr als Niedergangszeit begriffen. Die Zeit bis ins späte 14. Jahrhundert war stark vom Wahlkönigtum geprägt: Drei große Familien, die Habsburger, die Luxemburger und die Wittelsbacher, verfügten über den größten Einfluss im Reich und über die größte Hausmacht. Es kam zwar zu Krisen wie Hungersnöten aufgrund von Überbevölkerung (siehe auch Spätmittelalterliche Agrarkrise), Pestausbrüchen (Schwarzer Tod), denen rund ein Drittel der Bevölkerung zum Opfer fiel, Judenverfolgungen zur Zeit des Schwarzen Todes und zum abendländischen Schisma. Aber im Spätmittelalter florierten auch die Städte und der Handel mit der expandierenden Hanse, es kam zu grundlegenden politischen Strukturierungen und es begann der Übergang in die Renaissance.

#### Interregnum und beginnendes Hausmachtkönigtum (1254–1313)
Nach dem Ende der Staufer verfiel die Königsmacht. Das Königtum stützte sich nur noch auf ein geringes Reichsgut, das vor allem während des 14. Jahrhunderts durch Reichspfandschaften weitgehend verloren ging. Der König musste nun versuchen, seine Hausmacht zu erweitern und damit Politik zu machen. Als neuer Machtfaktor erwiesen sich inzwischen die Reichsstädte. Eine Gruppe mächtiger Reichsfürsten (die späteren Kurfürsten) wählten in einer verfassungsrechtlich bemerkenswerten Doppelwahl sowohl Richard von Cornwall aus England als auch Alfons von Kastilien zum König. Dies verschaffte den Wählenden die Möglichkeit, ihre eigene Macht weiter auszubauen, wenngleich die Forschung betont, dass die Kurfürsten gegenüber den Reichsinteressen keineswegs desinteressiert waren. Beide Gewählten waren aber zu schwach, sich im Reich durchzusetzen, und strebten eher nach der Kaiserkrone. Richard war ganz selten im Reich, Alfons hat es nie betreten. Zeitgenossen sprachen schon damals vom „Interregnum“, der königslosen Zeit, doch wird dieser Zeitraum in der neueren Forschung differenzierter beurteilt, zumal es zu keinem Zusammenbruch des Reiches kam.
Das Interregnum wurde 1273 durch die Wahl Rudolfs von Habsburg beendet. Seit dieser Zeit waren die Kurfürsten das exklusive Wahlgremium und beanspruchten auch Mitwirkungsrechte. Rudolf ebnete dem Haus Habsburg den Weg, auf dem es zu einer der mächtigsten Dynastien im Reich wurde. Er konnte die Königsmacht wieder konsolidieren und effektiv Handlungsspielräume nutzen, doch gelang es ihm nicht, Kaiser zu werden. Seine beiden Nachfolger, Adolf von Nassau und Albrecht I., standen im Konflikt mit den Kurfürsten aufgrund ihrer expansiven Hausmachtpolitik. 1308 wurde der Luxemburger Heinrich VII. zum König gewählt. Dieser konnte 1310 seine Hausmacht um Böhmen erweitern, das Haus Luxemburg stieg zur zweiten großen spätmittelalterlichen Dynastie neben den Habsburgern auf. Er betrieb in Anlehnung an die Staufer wieder eine Italienpolitik und wurde im Juni 1312 in Rom zum Kaiser gekrönt. Er starb im August 1313 in Italien.

#### Ludwig IV. der Bayer und Karl IV. (1314–1378)

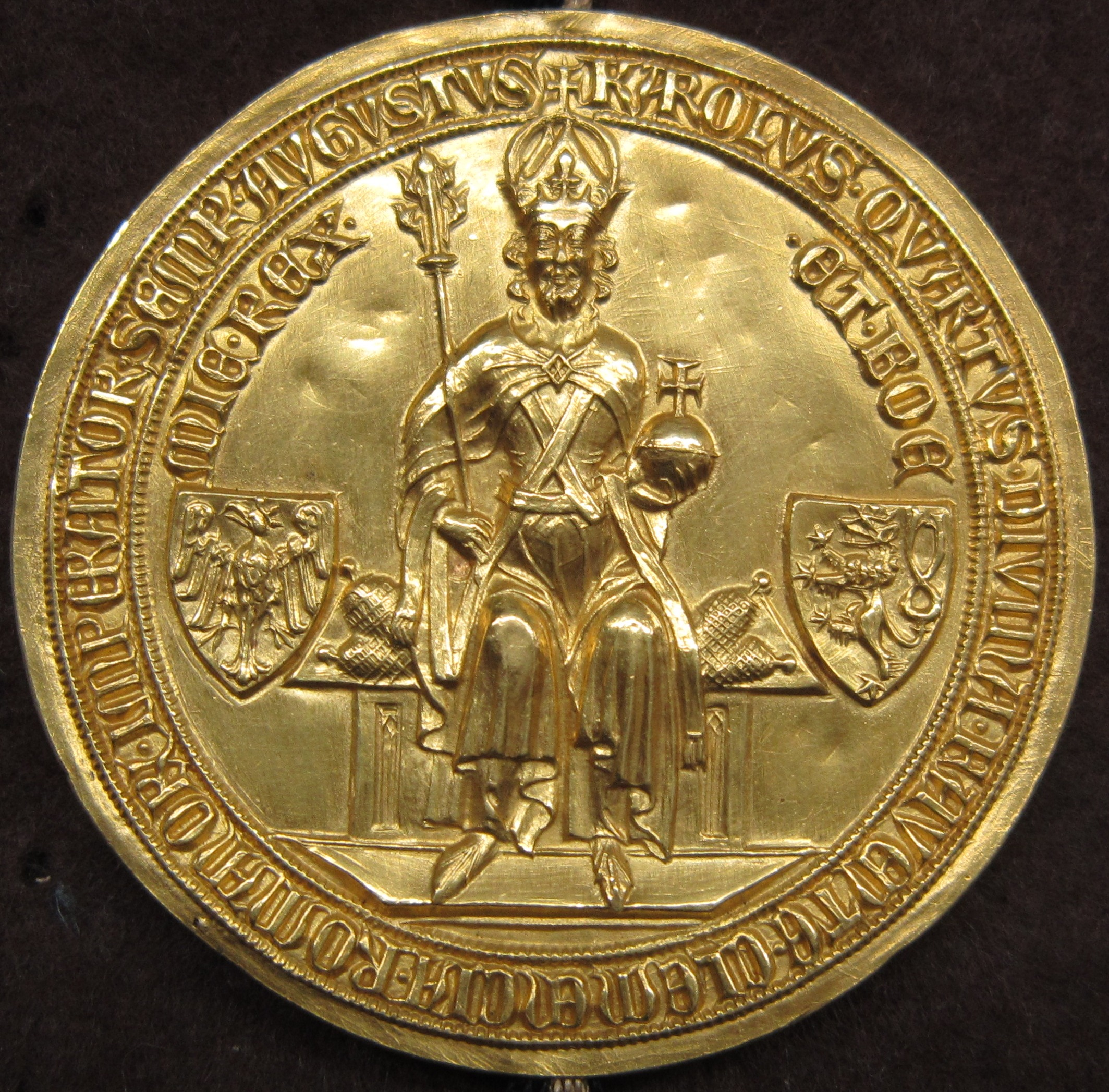
Goldene Bulle Karls IV.

Nach dem Tod Heinrichs VII. setzte sich nach einer Doppelwahl 1314 der Wittelsbacher Ludwig der Bayer gegen die Habsburger durch. 1327 zog Ludwig nach Italien und wurde im darauf folgenden Jahr in Rom zum Kaiser gekrönt, allerdings ohne Mitwirkung des Papstes, der Ludwig die päpstliche Approbation verweigerte. Im Kampf des Kaisers gegen das Papsttum, dem letzten Kampf der beiden Universalgewalten des Mittelalters, bestätigten die Kurfürsten im Kurverein von Rhense 1338, dass ein von ihnen gewählter König nicht vom Papst bestätigt werden müsse. Eine von den Luxemburgern geführte Opposition gegen Ludwigs Hausmachtpolitik formierte sich 1346. Der Luxemburger Karl IV. wurde von seinen Anhängern mit Unterstützung des Papstes zum Gegenkönig gewählt.
Der Tod Ludwigs 1347 verhinderte einen längeren Krieg. Karl IV. verlegte seinen Herrschaftsschwerpunkt nach Böhmen. Er gewann unter anderem die Mark Brandenburg zu seinem Hausmachtkomplex hinzu. Im Vertrag von Namslau 1348 erkannte Kasimir der Große von Polen die Zugehörigkeit Schlesiens zu Böhmen – und damit zum Heiligen Römischen Reich – an, versuchte später jedoch beim Papst, diesen anzufechten. 1348 wurde in Prag die erste deutschsprachige Universität gegründet. 1355 wurde Karl zum Kaiser gekrönt. Er verzichtete auf eine Weiterführung der Italienpolitik und gab auch im Westen teils Reichsrechte auf; das Reichsgut verpfändete er weitgehend, so dass die nachfolgenden Könige sich endgültig nur noch auf ihr Hausgut stützen konnten. Die Goldene Bulle von 1356 stellte bis zum Ende des Heiligen Römischen Reichs eine Art Grundgesetz dar und regelte die Wahlmodalitäten (einschließlich Mehrheitsprinzip). Ihr Hauptziel war die Verhinderung von Gegenkönigen und Thronkämpfen. Karl glaubte, die Machtstellung des Hauses Luxemburg zementiert zu haben, vor allem aufgrund seiner starken Hausmacht, doch gelang es den nachfolgenden Luxemburger Königen nicht mehr, effektiv darüber zu verfügen.

#### Beginnender Aufstieg Habsburgs (1378–1493)

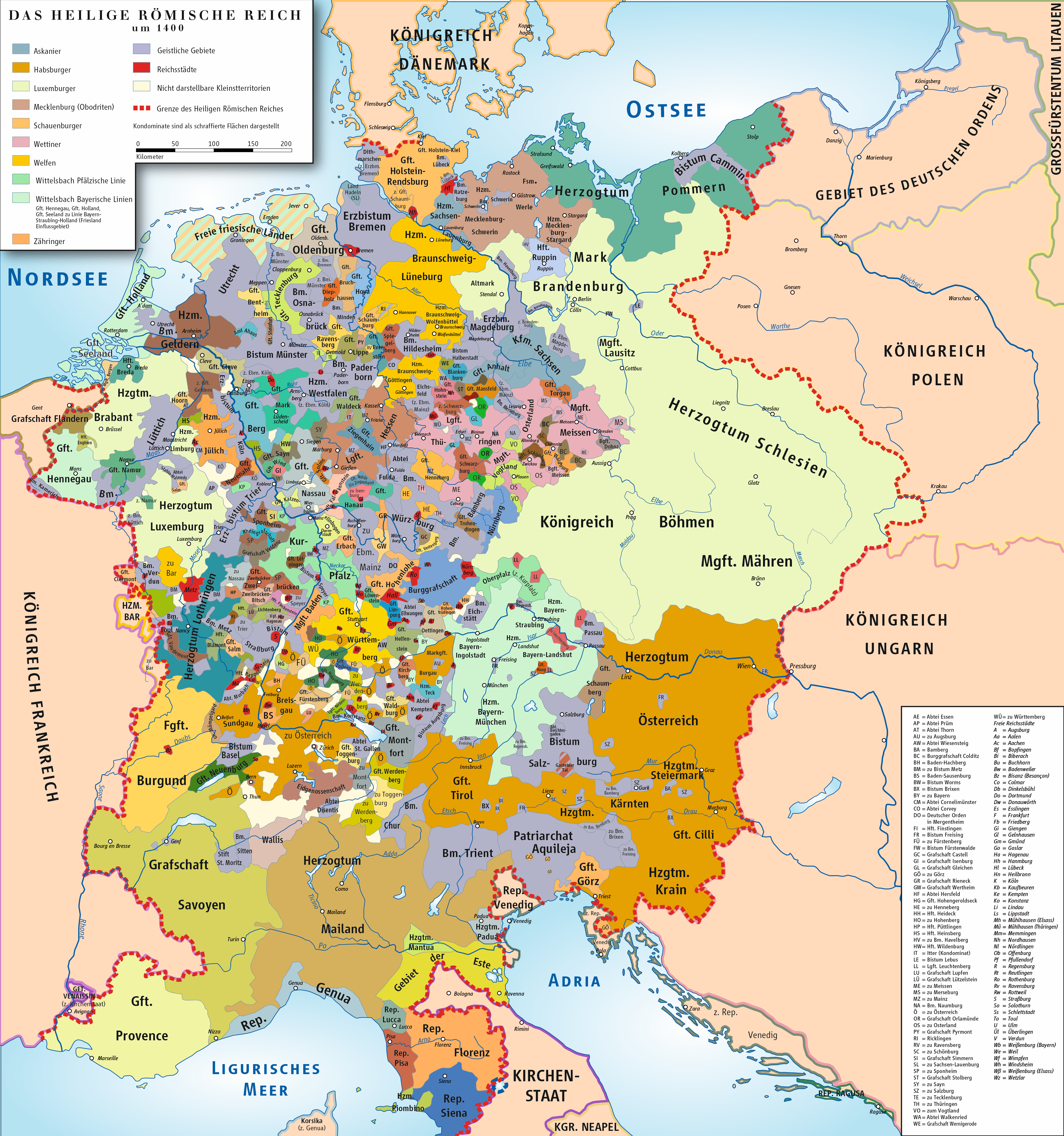
Das Heilige Römische Reich um 1400

Unter dem Nachfolger Karls verfiel die Königsmacht endgültig. Wenzel, der ältere Sohn Karls IV., wurde 1400 von den vier rheinischen Kurfürsten wegen Untätigkeit abgesetzt. Nach dem Tod des Nachfolgers Ruprecht von der Pfalz aus dem Hause Wittelsbach 1410 wurde mit Wenzels Bruder Sigismund, der bereits König von Ungarn war, wieder ein Luxemburger gewählt. Sigismund war ein gebildeter und intelligenter Herrscher, doch verfügte er über keine ausreichende Machtbasis im Reich. Er erreichte zwar 1433 die Kaiserkrönung, war jedoch nicht in der Lage, das Königtum zu stabilisieren. Eine Reichsreform scheiterte an Eigeninteressen der Landesherrscher. Durch die Einberufung des Konzils von Konstanz konnte er allerdings das Abendländische Schisma beenden.
Mit dem Tod Sigismunds erlosch das Haus Luxemburg in männlicher Linie. Die Habsburger traten 1438 mit Albrecht die Nachfolge an. Von 1438 bis 1740 und von 1745 bis zum Ende des Reiches 1806 sollte das Haus Habsburg nun den römischen König stellen. Unter der langen Regierung von Friedrich III. (1440–1493) wurde der Grundstein für die spätere habsburgische Weltmachtpolitik gelegt. Gleichzeitig durchlief das Reich einen Struktur- und Verfassungswandel, wobei in einem Prozess „gestalteter Verdichtung“ (Peter Moraw) die Beziehungen zwischen den Reichsgliedern und dem Königtum enger wurden.

## Frühe Neuzeit

### Maximilian I. (1486–1519)
Maximilian I. erwarb durch Heirat die Besitzungen des Hauses Burgund, zu denen unter anderem die reichen Niederen Lande gehörten, für sein Haus und behauptete große Teile davon im Krieg gegen Frankreich (Frieden von Arras). 1495 beschloss der Wormser Reichstag eine Reichsreform. Maximilians Sohn Philipp der Schöne wurde 1496 mit der Erbin Spaniens vermählt. Maximilian nahm 1508 ohne päpstliche Krönung den Kaisertitel an. Er beendete faktisch die Züge der römisch-deutschen Könige zur Kaiserkrönung nach Rom (sein Enkel Karl V. wurde aber noch vom Papst in Bologna gekrönt). Grund waren verschiedene schwelende Konflikte mit Frankreich und Venedig, dessen Truppen viele Alpenpässe versperrt hatten. Durch seine Heiratspolitik kamen neben der spanischen Krone auch Böhmen und Ungarn von den Jagiellonen zum Herrschaftsbereich der Habsburger.

### Reformation und Gegenreformation (1517–1618)

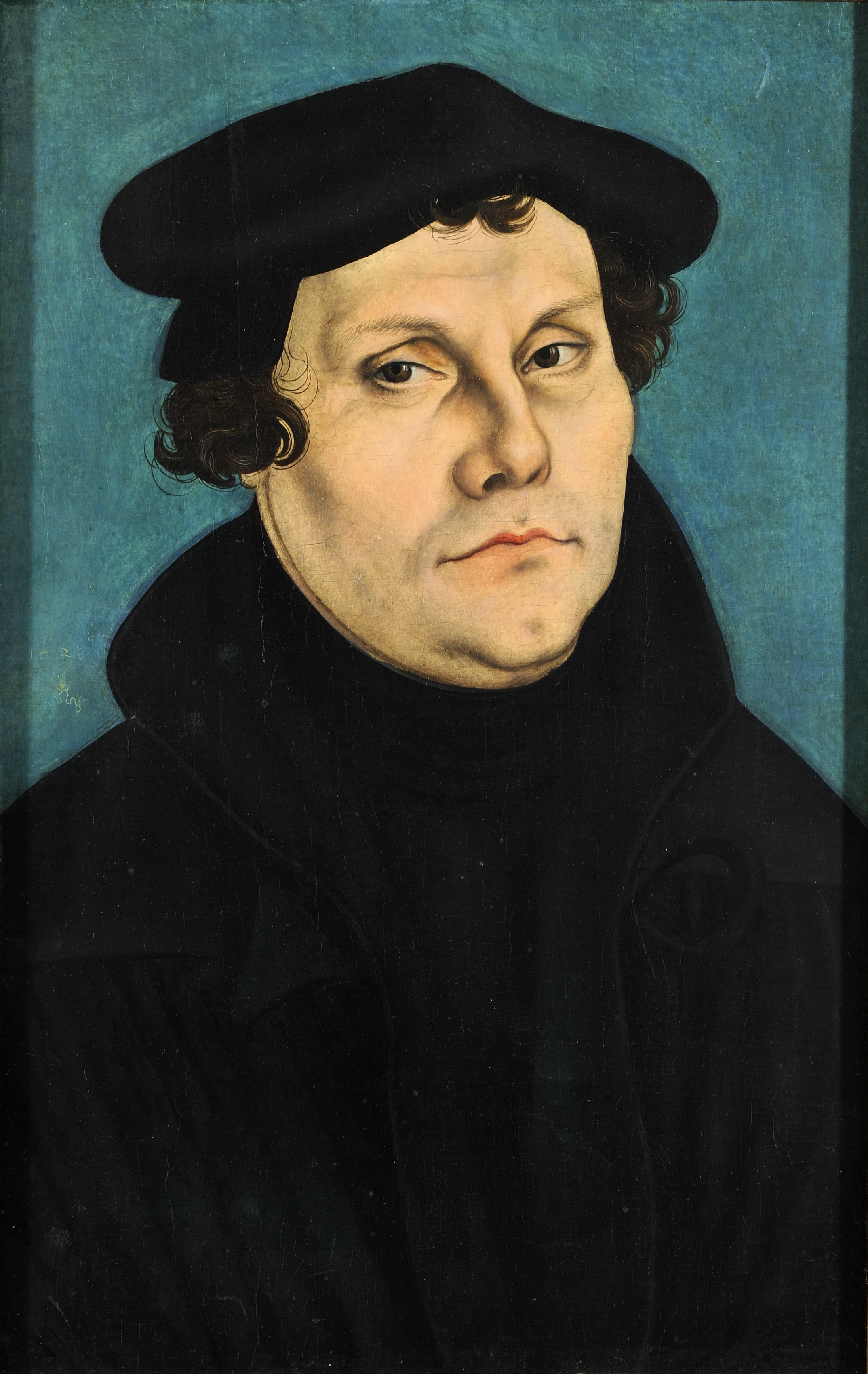
Martin Luther, Porträt von Lucas Cranach d. Ä., 1529

Mit der Publikation seiner 95 Thesen gegen den Ablasshandel durch Martin Luther setzte 1517 die Reformation ein.
1519 wurde der Habsburger Karl V. zum König gewählt und nannte sich nach seiner Krönung im Jahre 1520 „erwählter Kaiser“; erst zehn Jahre später wurde er im Rahmen einer Aussöhnung als letzter deutscher Herrscher vom Papst gekrönt, diesmal nicht in Rom, sondern in Bologna. Unter Karl stieg Habsburg zur Weltmacht auf. Außenpolitisch war er in ständige Kriege zur Abwehr der Osmanen sowie gegen Frankreich und den Papst verwickelt. Dadurch war seine Stellung im Reich selbst schwach und er konnte die Ausbreitung der Reformation nicht verhindern.
In den Jahren 1522 bis 1526 wurde in etlichen Ländern und Städten des Reichs die Lehre Luthers eingeführt. Die Reformation erfolgte durch Landesherren, die auch zum Landesbischof wurden. Der Bruder des Kaisers, Ferdinand, wollte die Duldung der Lutheraner aufheben. Dagegen protestierten die evangelischen Landesfürsten. Daher leitet sich die Bezeichnung Protestanten für Anhänger der evangelischen Glaubensrichtung ab.
Die schlechte Lage der Bauern hatte schon im 15. Jahrhundert zu regionalen Bauernaufständen geführt, während der Reformationszeit kam es 1524 bis 1526 zum Deutschen Bauernkrieg. 1525 wurde ein Bauernheer unter Führung von Thomas Müntzer bei Frankenhausen vernichtet.
Im Schmalkaldischen Krieg von 1546/1547 kam es erstmals zum Kampf der Katholiken unter Führung des Kaisers gegen die Protestanten. Der Kaiser gewann den Krieg, konnte aber das Augsburger Interim nicht durchsetzen.
Als sich die Fürsten über die Religionsgrenzen hinweg gegen ihn erhoben, verzichtete Karl V. 1556 zugunsten seines Sohnes Philipp II. auf Spanien und machte seinen Bruder Ferdinand zu seinem Nachfolger im Reich. Der neue König hatte bereits 1555 den Augsburger Reichs- und Religionsfrieden ausgehandelt, dessen Grundsatz Cuius regio, eius religio später formuliert wurde.
Unter dem Eindruck der Reformation begann die katholische Kirche eine innere Reform. Die daraus entstehende Gegenreformation bestand zum einen in der Verfolgung von Zweiflern an der offiziellen päpstlichen Lehre durch die Inquisition, zum anderen entstanden neue Orden, von denen die Jesuiten eine führende Rolle bei der Rekatholisierung spielten.
Dennoch war die Religionspolitik von Ferdinands Sohn und Nachfolger Maximilian II. vergleichsweise tolerant, während in Frankreich zur selben Zeit die Hugenottenkriege wüteten. Die dezentralisierte Herrschaft im Reich erwies sich hierbei als vorteilhaft, da in den jeweiligen Landesherrschaften unterschiedliche Konfessionen bestehen konnten, aber daraus wenigstens zunächst kein scharfer Gegensatz zum Kaisertum entstand, während in Frankreich das Königtum bestrebt war, ausschließlich die katholische Konfession durchzusetzen. Maximilians Sohn Rudolf II. zog sich dagegen in seiner Residenz Prag immer mehr aus der Wirklichkeit zurück, während die religiösen Konflikte sich zuspitzten. Es kam zum Kölner Krieg, als der dortige Erzbischof zum Protestantismus übergetreten war. Der Achtzigjährige Krieg führte zur Teilung der Niederlande in die vom Reich nunmehr unabhängige Republik der Sieben Vereinigten Provinzen und die Spanischen Niederlande, die unter habsburgischer Herrschaft blieben und das spätere Belgien bildeten.
Die protestantischen Fürsten schlossen sich 1608 unter Führung Friedrichs von der Pfalz zur Union zusammen. Entsprechend schlossen sich die katholischen Fürsten 1609 unter Führung des Bayernherzogs Maximilian I. zur Liga zusammen.

### Dreißigjähriger Krieg (1618–1648)

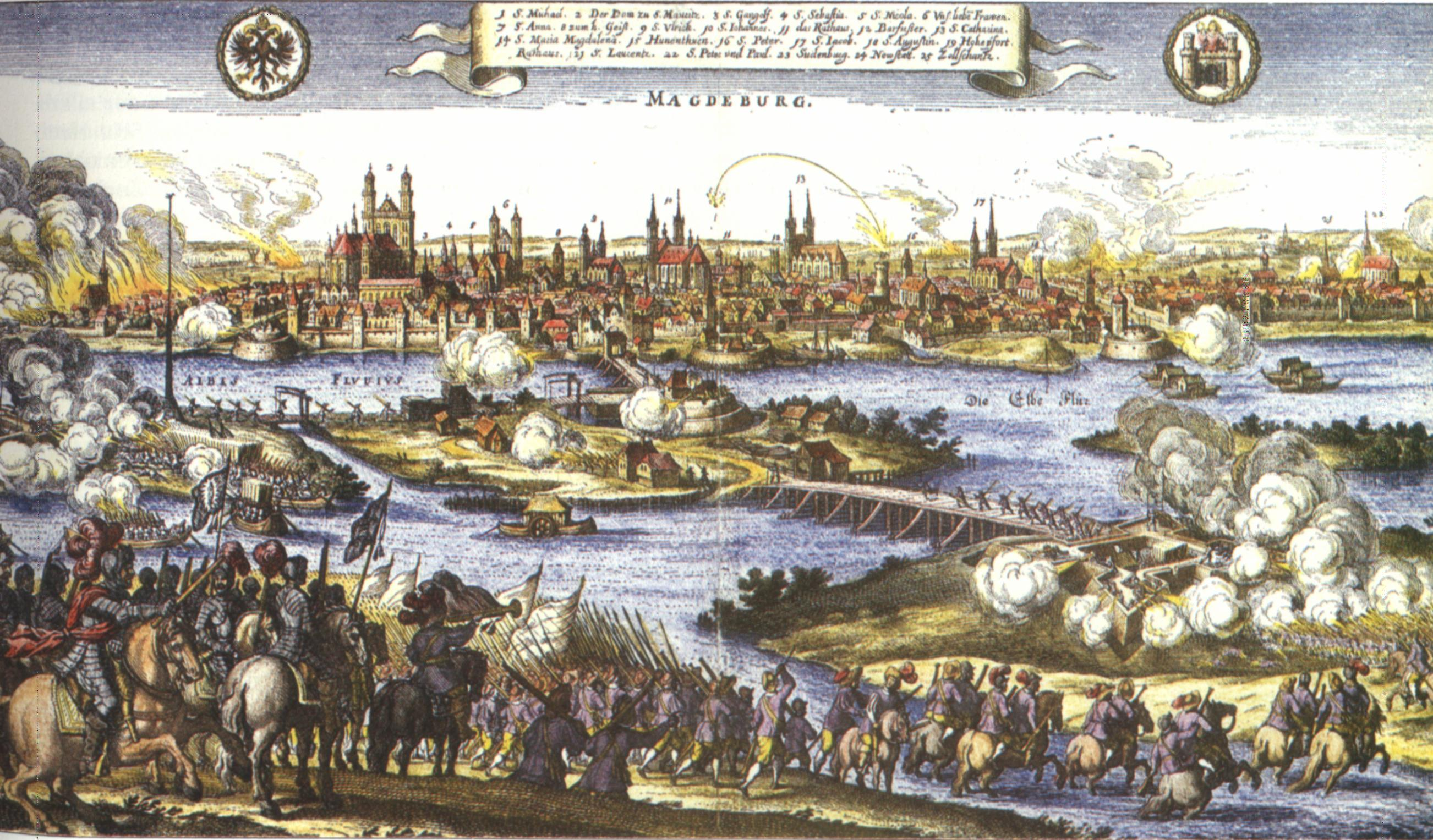
Zerstörung der Stadt Magdeburg, 1631

Kaiser Rudolfs Nachfolger Matthias überließ seine Regierung weitestgehend seinem Kanzler Melchior Khlesl, der auf Reichsebene einen Ausgleich mit den Protestanten suchte. In den habsburgischen Erblanden wurde dagegen die Gegenreformation verstärkt, insbesondere in Böhmen, seitdem Matthias’ präsumtiver Nachfolger Ferdinand 1617 dort zum König gewählt wurde. 1618 kam es deshalb zum Prager Fenstersturz, bei dem zwei kaiserliche Räte von böhmischen Standesvertretern in der Prager Burg zum Fenster hinausgeworfen wurden.
Nach dem Tod des Kaisers wurde der Führer der Union, Friedrich von der Pfalz, 1619 zum König von Böhmen erklärt. Der neue Kaiser Ferdinand II. zog mit dem Heer der katholischen Liga nach Böhmen. In der Schlacht am Weißen Berg 1620 wurde das böhmische Heer besiegt. Nach der Flucht Friedrichs besetzte Tilly die Pfalz und die Oberpfalz. Der Bayernherzog Maximilian I. bekam die Pfälzer Kurfürstenwürde.
Der Dänenkönig Christian IV. rückte 1625 mit seinem Heer in Norddeutschland ein. Er wurde aber vom kaiserlichen Heer unter Tilly und dem böhmischen Adligen Wallenstein besiegt. Pommern, Jütland und Mecklenburg wurden vom katholischen Heer besetzt.
Nach dem Ende des Niedersächsisch-Dänischen Krieges erließ der Kaiser 1629 das Restitutionsedikt. Besorgt wegen seiner erheblich gestiegenen Machtfülle erreichten die Reichsstände auf dem Regensburger Kurfürstentag (1630) die Absetzung seines Feldherrn Wallenstein.
Während die kaiserlichen Soldaten zusammen mit Spanien in den Mantuanischen Erbfolgekrieg verwickelt waren, griff der Schwedenkönig Gustav II. Adolf auf Seiten der protestantischen Reichsstände ins deutsche Kriegsgeschehen ein und drang weit nach Süddeutschland vor. Ein Jahr nach der Magdeburger Bluthochzeit fiel Tilly 1632 bei Rain. Der Kaiser setzte daraufhin Wallenstein wieder ein. Bei der Schlacht von Lützen 1632 fiel der Schwedenkönig.
Wallenstein wurde 1634 erneut abgesetzt und bald darauf ermordet. Um die Schweden vom deutschen Boden zu vertreiben, schloss der Kaiser mit Kurfürst Johann Georg von Sachsen 1635 einen Sonderfrieden, den Frieden von Prag, in dem das Restitutionsedikt für 40 Jahre ausgesetzt wurde. Bis auf Hessen-Kassel schlossen sich nach und nach die Reichsstände dem Frieden an, der Kaiser überließ das Besiegen der Schweden aber zunächst den protestantischen Kurfürsten von Sachsen und Brandenburg, die dieser Aufgabe nicht gewachsen waren.

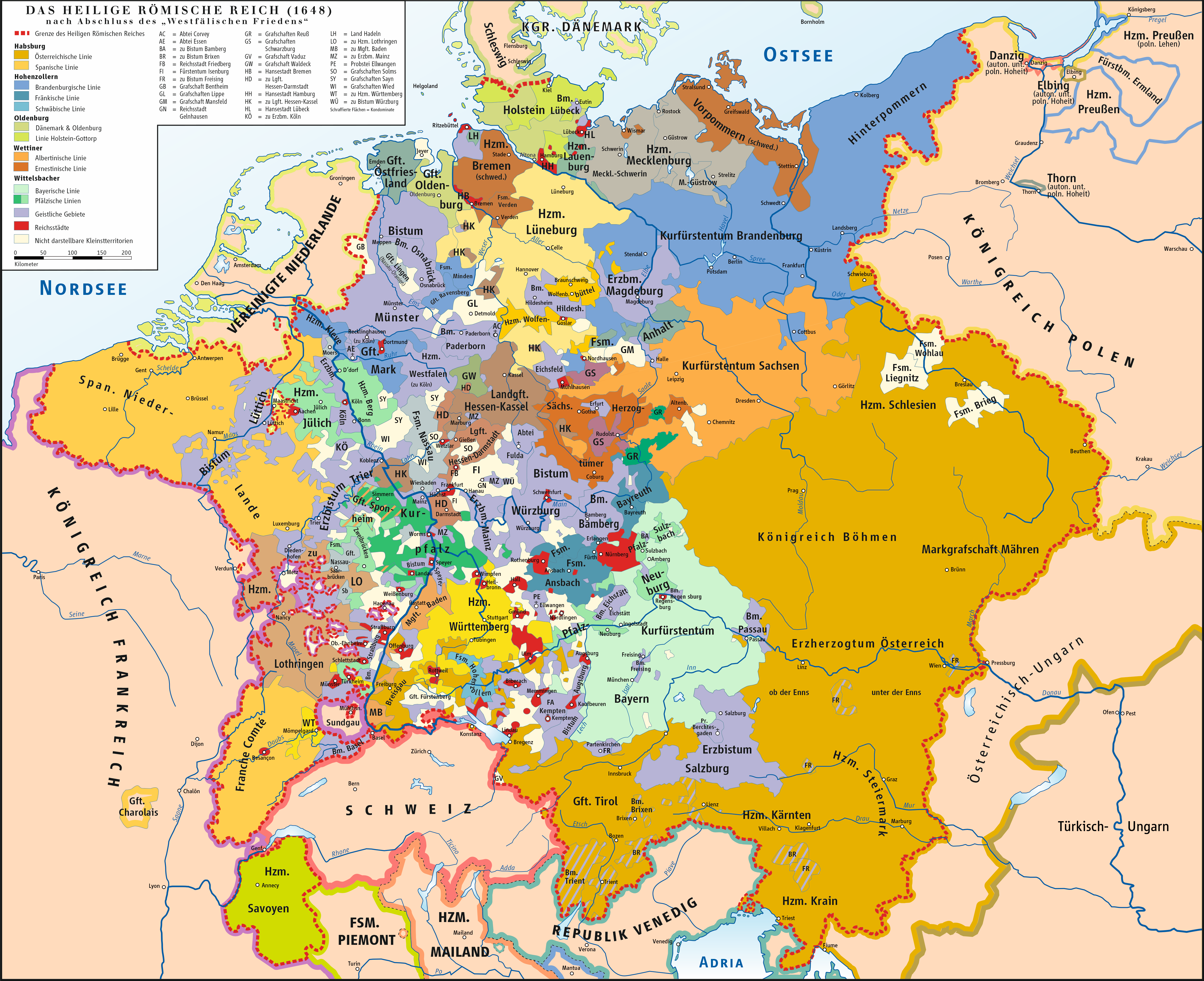
Das Heilige Römische Reich Deutscher Nation 1648

Das katholische Frankreich griff 1635 auf schwedischer Seite ein, jedoch konnte keine der beiden Seiten den Krieg für sich entscheiden. Große Teile des Reiches wurden verwüstet. Die Vorkriegs-Einwohnerzahl wurde erst wieder um 1750 erreicht. Der neue Kaiser Ferdinand III. bemühte sich seit 1637 verstärkt um Friedensverhandlungen, aber es sollte sich über die nächsten Jahre zeigen, dass weder ein angestrebter Separatfrieden mit Schweden noch ein Friedensschluss ohne Beteiligung der Reichsstände möglich war, wodurch sich das Leid der Bevölkerung weiter verlängerte. Die seit 1642 laufenden Verhandlungen führten am 24. Oktober 1648 zum Westfälischen Frieden.
Der Friedensschluss beinhaltete die Anerkennung der seit 1552 französisch besetzten Drei Bistümer (Trois-Évêchés) in Lothringen als französischem Besitz sowie die Abtretung der habsburgischen Rechte im Elsass an Frankreich, wodurch große Teile der Region unter französische Hoheit gelangte. Schweden erhielt Vorpommern und die Elbherzogtümer Bremen und Verden als Reichslehen verliehen. Brandenburg erhielt als Gegengewicht zu Schweden Hinterpommern und mehrere aufgehobene Hochstifte, damit wurde es auch für seine Erbansprüche auf ganz Pommern entschädigt. Bayern behielt die Oberpfalz und die pfälzische Kurwürde, während die Kurpfalz teilweise wiederhergestellt wurde und eine neue, achte Kurwürde erhielt. Die Niederlande und die Schweiz schieden offiziell aus dem Reich aus. Die Stellung der Reichsstände wurde durch Anerkennung ihrer Landeshoheit und festgeschriebene Befugnisse des Reichstages gestärkt, der Augsburger Religionsfriede bestätigt. Bei einem Konfessionswechsel des Landesherrn wurde allerdings nicht mehr von der Bevölkerung dasselbe verlangt. Die Macht des Kaisers wurde im Vergleich zum Prager Frieden wieder eingeschränkt, trotzdem war für diesen eine aktive Reichspolitik in Kooperation mit den Reichsständen weiter möglich.
Das Heilige Römische Reich bestand nach dem Ende des Krieges aus 382 verschiedenen Territorien. Dieses Reichsgebilde wurde vom zeitgenössischen Staatsrechtler Samuel Pufendorf in der Schrift De statu imperii Germanici als „Monstrum“ oder „durch göttliche Fügung bewahrtes Unding“ bezeichnet, was aber nicht wertend zu verstehen war, sondern die Nichtzuordenbarkeit zu den aristotelischen Staatsformen beschrieb. Pufendorf, der als einer der ersten die Bezeichnung „Deutschland“ verwendete, kritisierte allerdings deutlich die Schwächen, die das Reich seiner Ansicht nach durch die Zwischenform aus regulärer Monarchie und ungeordnetem Staatenbund aufweise.

### Absolutismus (1648–1789)

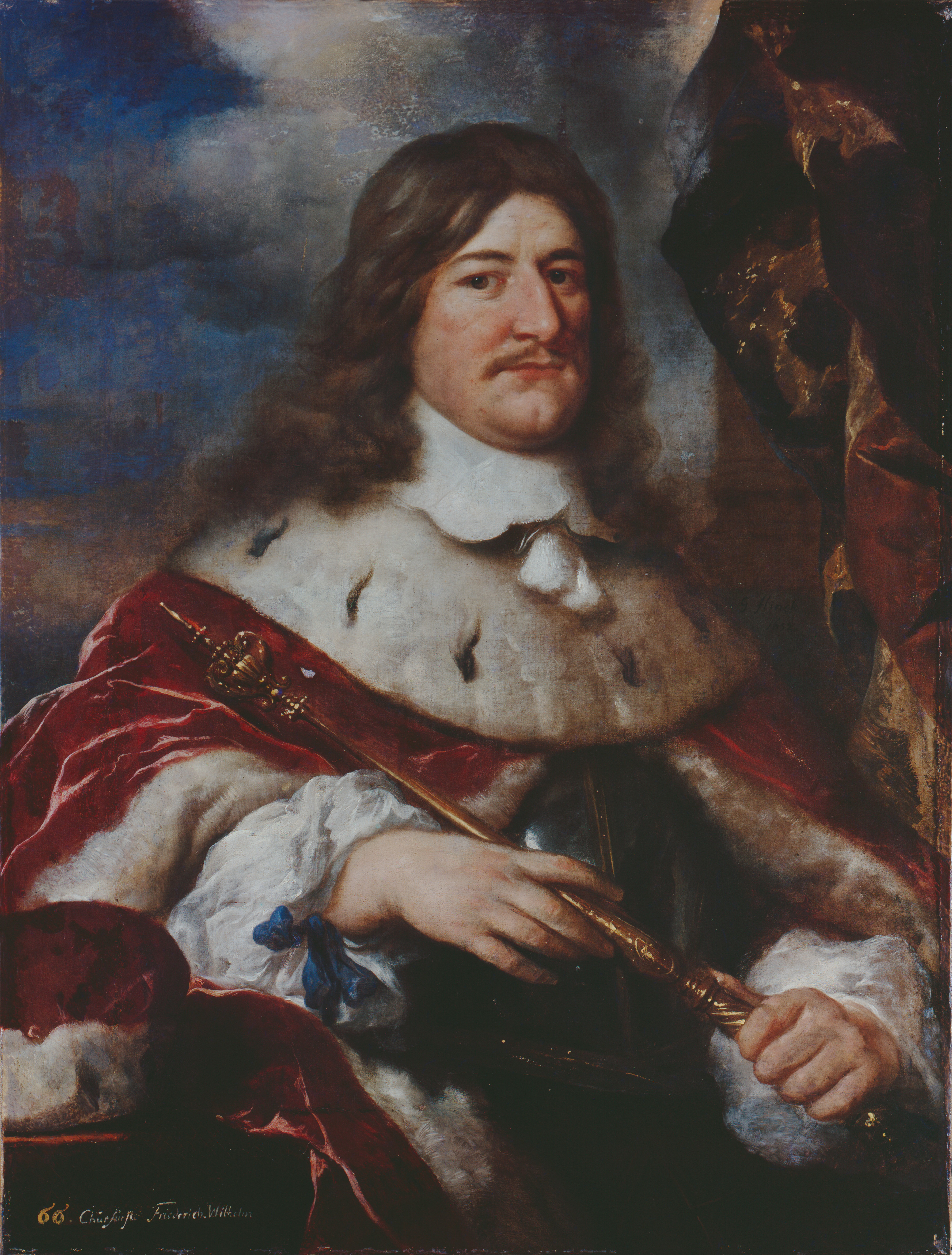
Kurfürst Friedrich Wilhelm von Brandenburg, Ölgemälde von Govaert Flinck, 1652

Auf die Zerstörungen und Bevölkerungsverluste des Dreißigjährigen Kriegs reagierten die Staatshäupter mit der Förderung gelenkter Wirtschafts- und Sozialpolitik. Verbunden mit der merkantilistischen Wirtschaftsform war das Entstehen der absolutistischen Herrschaftsform nach Vorbild des französischen Königs Ludwig XIV.
Unter Kurfürst Friedrich Wilhelm begann seit 1640 der Aufstieg Brandenburg-Preußens. Sein Nachfolger Friedrich III. vollzog 1701 seine Selbstkrönung zum König Friedrich I. in Preußen. Die Standeserhebung war möglich, weil das Herzogtum Preußen außerhalb des Heiligen Römischen Reiches lag. Gegen eine Zahlung von zwei Millionen Talern und die Entsendung eines Truppenkontingentes für die Reichsarmee erkannte der habsburgische Kaiser Leopold I. ihn innerhalb und außerhalb des Reiches als König an. Der Aufstieg des nun entstehenden brandenburg-preußischen Staates, später einfach nur Preußen genannt, führte zum Dualismus mit Österreich, der Deutschlands Innenpolitik bis 1866 bestimmen sollte.
Unter Kaiser Leopold I. war das Reich der zweifachen Bedrohung durch die Osmanen und den Expansionsdrang Frankreichs unter Ludwig XIV. ausgesetzt. 1683 konnte der Kaiser mit Unterstützung einiger deutscher Fürsten und des Polenkönigs Johann III. Sobieski, der die Schlacht am Kahlenberg bei Wien gegen Kara Mustafa Pascha gewann, die Zweite Wiener Türkenbelagerung abwenden und die Türken aus Ungarn vertreiben.
Um einen Zweifrontenkrieg gegen Frankreich zu verhindern, wurden 1684 dessen Reunionen im Regensburger Stillstand vorübergehend anerkannt. Im Rahmen der französischen Reunionspolitik waren die freie Reichsstadt Straßburg und andere elsässische Gebiete in Frankreichs Territorium einverleibt worden, obwohl diese Gebiete Reichsstände waren. Der Versuch Ludwigs XIV., die Reunionen und weitergehende Ansprüche auf Teile der Kurpfalz dauerhaft durchzusetzen, führte 1688 zum Pfälzischen Erbfolgekrieg. Nach schweren Verheerungen des deutschen Südwestens wurden die französischen Ansprüche abgewehrt und die Reunionen 1697 weitgehend rückgängig gemacht; Frankreich behielt aber das Elsass.
Durch die Wahl des sächsischen Kurfürsten August der Starke 1697 zum König von Polen kam es zu einer Personalunion von Sachsen und Polen, die durch den Großen Nordischen Krieg und den Polnischen Thronfolgekrieg unterbrochen wurde, jedoch bis 1763 bestand. Ebenso gab es von 1714 bis 1837 eine Personalunion zwischen Großbritannien und Hannover.
Das Aussterben der spanischen Habsburger löste 1701 den Spanischen Erbfolgekrieg aus, der nach einigen Erfolgen mit dem Tod von Joseph I. 1711 eine für Habsburg ungünstige Wende nahm. Der österreichische Thronfolgekandidat für Spanien wurde als Karl VI. nun selbst Kaiser, seine Verbündeten Großbritannien und die Niederlande wollten allerdings eine österreichische Vorherrschaft in Europa verhindern und schlossen Frieden mit Frankreich. Der Krieg erschütterte jedoch auch die Kräfte Frankreichs und brachte die spanischen Besitzungen in den Niederlanden und Italien an Österreich. Das österreichische Haus Habsburg war unter Leopold I. und Joseph I. zur europäischen Großmacht geworden.

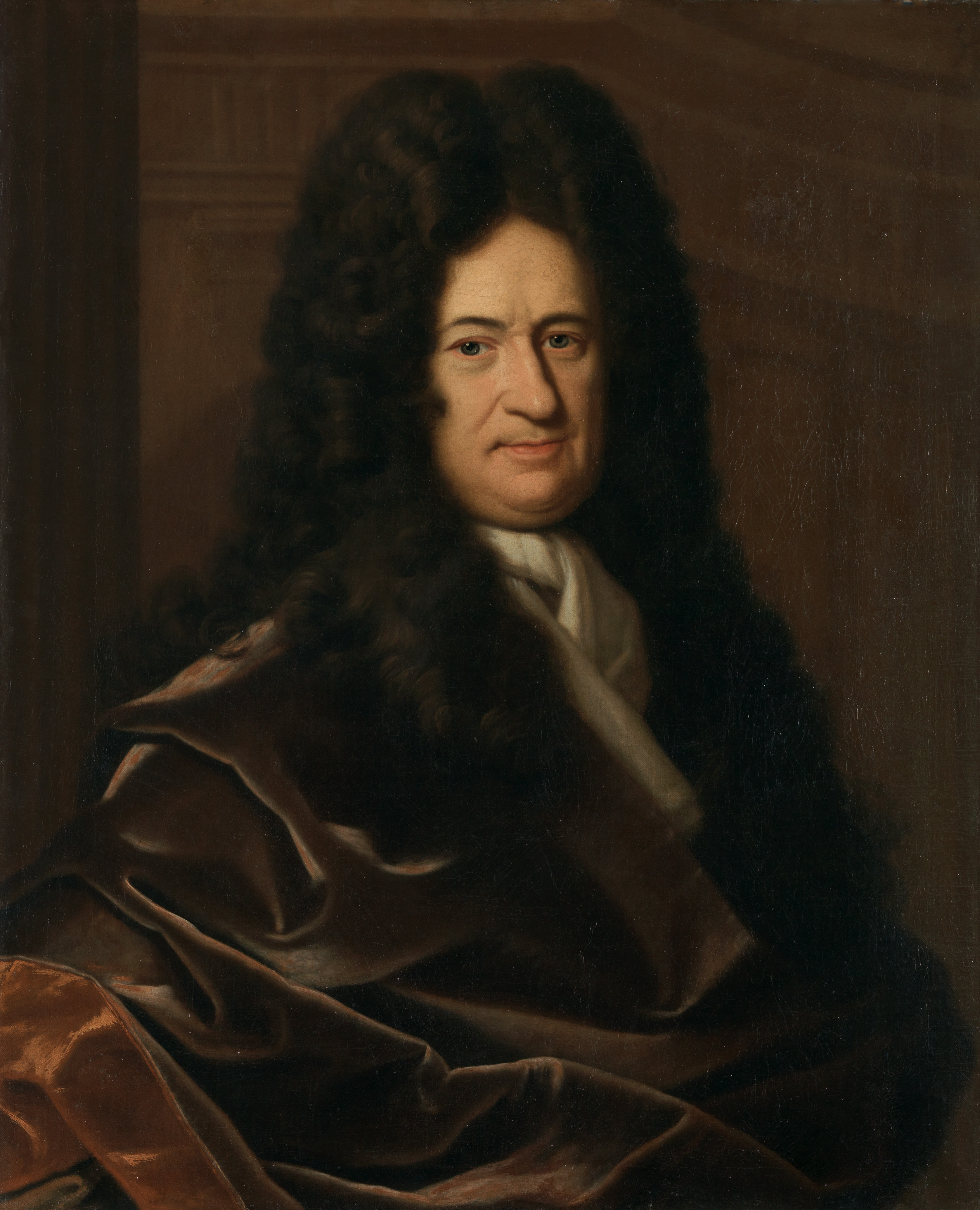
Gottfried Wilhelm Leibniz, Porträt von Christoph Bernhard Francke, um 1700; Herzog Anton Ulrich-Museum, Braunschweig

Das Aussterben der österreichischen Habsburger im Mannesstamm mit Kaiser Karl VI. führte 1740 zum Österreichischen Erbfolgekrieg. Der Wittelsbacher Karl VII. wurde zum neuen Kaiser gewählt, Friedrich II. fiel im habsburgischen Kronland Schlesien ein.
Karls VI. Tochter Maria Theresia konnte die Kaiserkrone für ihren Gemahl Franz I. zwar mit britischer Hilfe schließlich gegen preußische Hegemonialansprüche verteidigen, sie verlor aber im Siebenjährigen Krieg 1763 Schlesien endgültig an Preußen.
Schweden verlor durch seine Niederlage im Großen Nordischen Krieg (1700–1721) gegen Russland, Dänemark, Sachsen-Polen und Preußen fast alle Besitzungen im Reich. Die drei Teilungen Polens 1772, 1793 und 1795 ergaben für Österreich und Preußen erhebliche Gebietsgewinne.
Die Aufklärung hielt Einzug in Preußen unter Friedrich dem Großen (der Alte Fritz), der nach den Prinzipien des aufgeklärten Absolutismus herrschte. Der eher zurückhaltende Josephinismus in Österreich unter Kaiser Joseph II. wirkte im Sinne der Katholischen Aufklärung. Josephs Bruder und Nachfolger Leopold II. musste einen Teil der Reformen in den österreichischen Erblanden wieder zurücknehmen.

## Das „lange 19. Jahrhundert“ (1789–1914)
Als historische Epoche hat das 19. Jahrhundert Überlänge, indem es jeweils mit umwälzenden Ereignissen auch für die Geschichte Deutschlands schon 1789 anfängt und erst 1914 endet. Den Auftakt bilden die Französische Revolution und Napoleon Bonapartes zeitweilige Vorherrschaft über Europa; das Ende markiert der Ausbruch des Ersten Weltkriegs, die „Urkatastrophe des 20. Jahrhunderts“. Für Deutschland war dieses lange Jahrhundert jene Epoche, in der Freiheit und Einheit der Nation als Bürgerforderungen den deutschen Fürsten präsentiert wurden und in der Revolution 1848/49 vorerst scheiterten, in der die industrielle Revolution neue wirtschaftliche, soziale und politische Strukturen hervorbrachte und in der mit Hilfe des preußischen Militärs unter Bismarcks politischer Leitung das Deutsche Kaiserreich zustande kam.

### Vom Ende des Alten Reiches bis zum Scheitern Napoleons I.

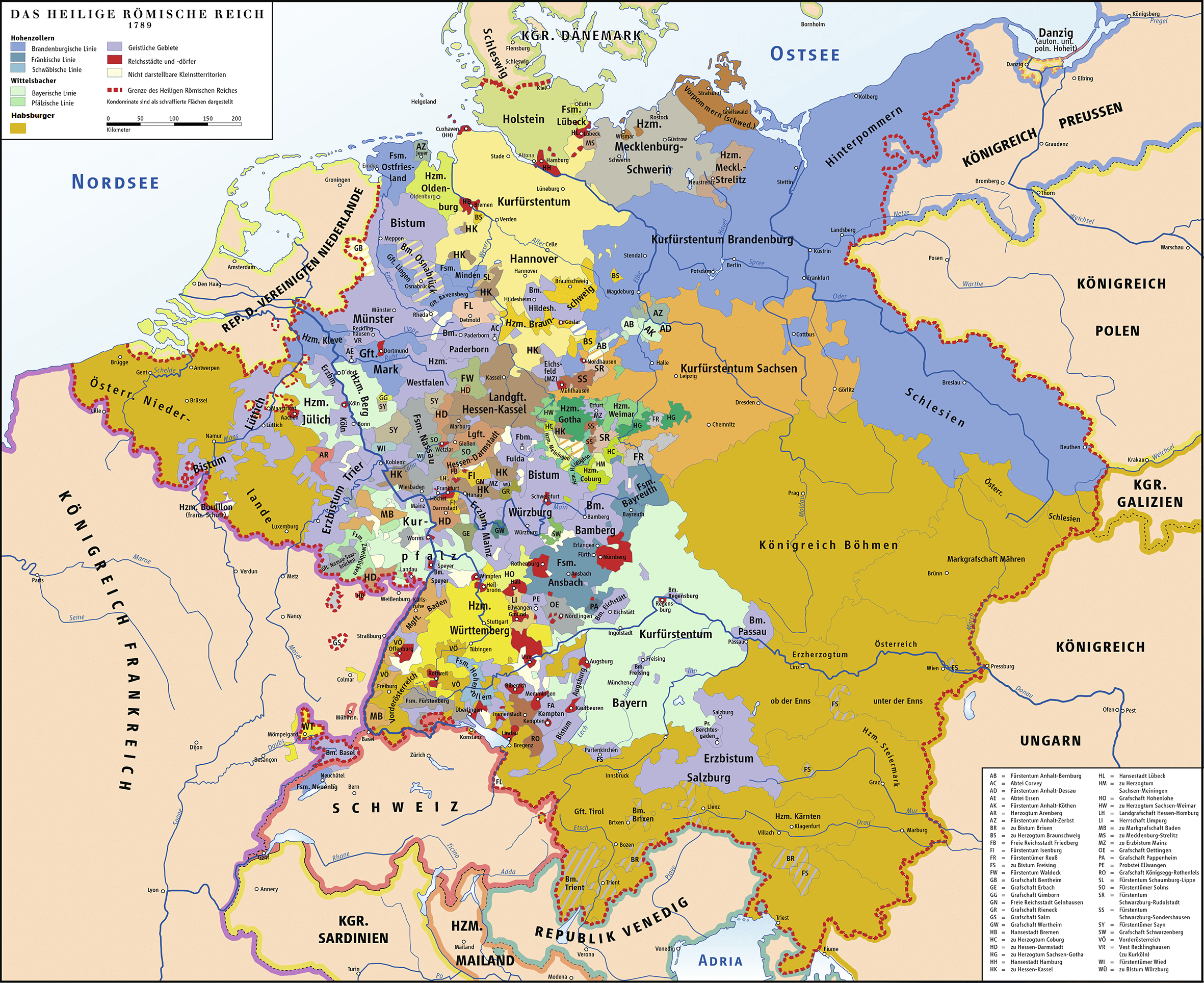
Das Heilige Römische Reich am Vorabend der Französischen Revolution 1789

Die Französische Revolution wurde in ihrer Frühphase mit den Schlagworten von Freiheit, Gleichheit, Brüderlichkeit, der Erklärung der Menschen- und Bürgerrechte und gewaltenteilender Verfassung auch in Deutschland teils enthusiastisch begrüßt. Man kannte und schätzte in gebildeten Kreisen französische Aufklärer wie Voltaire, Montesquieu und Rousseau. Die Radikalisierung des Revolutionsgeschehens in Frankreich bis hin zur Terrorherrschaft mit dem Dauereinsatz der Guillotine gegen „Feinde des Volkes“ und Verdächtige führte außerhalb jedoch schnell zu weit überwiegender Ablehnung dieser Entwicklung. Die aus dem revolutionären Frankreich geflohenen adligen Emigranten schürten die gegenrevolutionäre Stimmung an den Höfen im Ausland. In der Pillnitzer Deklaration drohten Kaiser Leopold II. und König Friedrich Wilhelm II. von Preußen bereits mit militärischer Intervention zugunsten des französischen Königs Ludwig XVI. Die nachfolgenden Koalitionskriege gegen das französische Revolutionsheer brachten aber keinen durchschlagenden Erfolg. Vielmehr gelang es dem aus dessen Reihen hervorgegangenen General Napoleon Bonaparte, durch militärische Erfolge und politisches Geschick die Führung der Republik an sich zu reißen, sich zum Kaiser der Franzosen zu krönen und durch die Gründung von Satellitenstaaten wie dem Königreich Westphalen (1807–1813) die politischen Verhältnisse in Deutschland in seinem Sinne neu zu ordnen.
Während die Franzosen als Nation in einem Staat geeint waren, bot das Heilige Römische Reich deutscher Nation eher ein Bild staatlicher Zersplitterung in die Territorien unterschiedlichster Größe der mehr als 300 Reichsstände. Als Kulturnation lediglich durch Sprache, Literatur und Geistesleben geeint, waren die Deutschen weit davon entfernt, eine Staatsnation zu bilden. Für Goethe war Deutschland nicht recht dingfest zu machen: „Wo das gelehrte beginnt, hört das politische auf.“

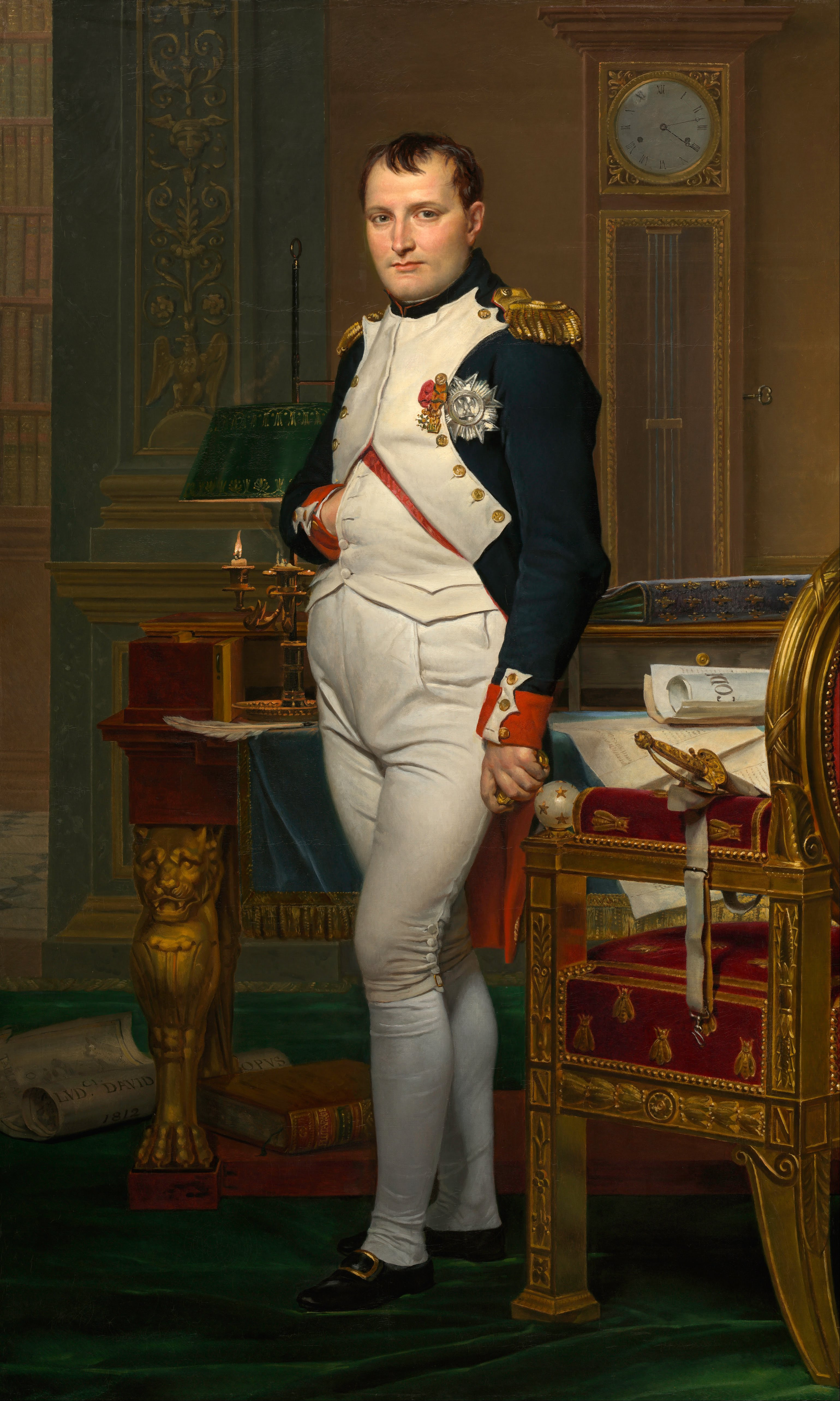
Napoleon Bonaparte (1769–1821)

Mit dem Frieden von Lunéville 1801, der das ganze linksrheinische Gebiet Frankreich angliederte und Kompensationsansprüche deutscher Reichsstände zur Folge hatte, wurde Napoleon zum „Schiedsrichter über Deutschland“. Seinem politischen Gestaltungsanspruch unterlag folglich auch der Reichsdeputationshauptschluss 1803, durch den die katholischen Fürsten in Deutschland im Zuge der Säkularisation und Mediatisierung fast alle ihre Besitzungen verloren. Gebietszuwächse erlangten dabei vor allem Preußen, Bayern, Württemberg und Baden. Kurz nachdem Napoleon sich 1804 zum Kaiser der Franzosen gemacht hatte, erklärte sich Franz II. zum erblichen Kaiser von Österreich, da er als römisch-deutscher Kaiser bedeutungslos geworden war.
Der Sieg Napoleons in der Schlacht bei Austerlitz 1805, die Gründung des Rheinbunds unter französischem Protektorat 1806 und die Niederwerfung Preußens durch Napoleon in der Schlacht bei Jena und Auerstedt sowie sein anschließender Einzug in Berlin setzten neue Rahmenbedingungen für die Franzosenzeit in Deutschland. Die Sonderformation der Rheinbundstaaten setzte den Schlusspunkt unter die Auflösung des Alten Reiches, da Franz II. als römisch-deutscher Kaiser nun auch formal abdankte. Der Rheinbund, über den Napoleon militärisch wie außenpolitisch gebot, folgte mit der Einführung des Code civil dem französischen Vorbild und wurde dabei je länger, desto deutlicher zu einem Instrument französischer Hegemonie im Dienste Napoleons. Preußen verlor im Frieden von Tilsit die Besitzungen westlich der Elbe und fast alle Gebietszuwächse aus den Teilungen Polens: Es wurde nahezu halbiert. Diese Schwächungen bereiteten aber auch den Boden für die Preußischen Reformen unter Heinrich Friedrich Karl vom und zum Stein und Karl August von Hardenberg, von denen zumal die Heeresreform (Gerhard von Scharnhorst und August Neidhardt von Gneisenau) sowie die Reformen in der Wirtschaft sowie dem Bildungswesen (Wilhelm von Humboldt) neue Kräfte wecken und neue Ressourcen erschließen sollten.
Weil Napoleon Deutschland hauptsächlich als imperiale Rekrutierungsbasis der Grande Armée behandelte und finanziell und wirtschaftlich ausbeuten ließ, schlugen anfängliche Bewunderung für den Korsen oder relative Gleichgültigkeit um in Abneigung, Verbitterung und Hass auf die französische Okkupationsmacht. Die Verhängung der Kontinentalsperre gegen England durch Napoleon, die ein ausgedehntes Schmuggelwesen erzeugte, gegen das wiederum mit militärischen Mitteln repressiv vorgegangen wurde, ließ den allgemeinen Unmut weiter ansteigen. Man war ständig Kontrollen und Schikanen ausgesetzt, litt unter Teuerung und Versorgungsengpässen.
Erst nach Napoleons gescheitertem Russlandfeldzug konnte 1813 durch eine Koalition der anderen europäischen Mächte die Napoleon verbliebenen Truppen geschlagen und die französische Vorherrschaft in Deutschland wie in Europa beendet werden. Das Signal für den Beginn der Befreiungskriege setzte der preußische General Ludwig Yorck von Wartenburg, indem er am 30. Dezember 1812 ohne die Order seines noch mehrere Wochen zögerlichen Königs die Konvention von Tauroggen abschloss. Offiziell wurde die preußisch-russische Allianz Ende Februar 1813. Österreich trat erst im August 1813 in den Krieg gegen Napoleon ein, trug aber zu dessen Niederlage in der Völkerschlacht bei Leipzig (16. bis 19. Oktober 1813) wesentlich bei. Nun sagten sich auch die Rheinbundstaaten von Napoleon los, und bis zum Jahresende war ganz Deutschland befreit.

### Deutscher Bund und „Heilige Allianz“ (ab 1815)

Die 39 Bundesstaaten des Deutschen Bundes

Als die europäischen Mächte auf dem Wiener Kongress darangingen, die Hinterlassenschaft der Ära Napoleons auch in Deutschland neu zu ordnen, suchte man die Balance zu halten zwischen einer Zersplitterung, die als Machtvakuum Begehrlichkeiten der westlichen wie der östlichen Nachbarmächte Frankreich und Russland hätte wecken können, und einer national geeinten deutschen Großmacht, die ihrerseits auf Expansionskurs hätte gehen können. Als für alle akzeptable Neuschöpfung entstand so der Deutsche Bund, kein Bundesstaat, sondern ein Staatenbund aus 41 souveränen Mitgliedern mit einem in Frankfurt am Main tagenden ständigen Gesandtenkongress, dem Bundestag, als einzigem gemeinsamen Organ. Mit den Königen von England, den Niederlanden und Dänemark waren einerseits auch ausländische Fürsten mit Territorialbesitz im Deutschen Bund vertreten; die Herrscher Österreichs und Preußens andererseits geboten zusätzlich über Gebiete außerhalb des Bundes.

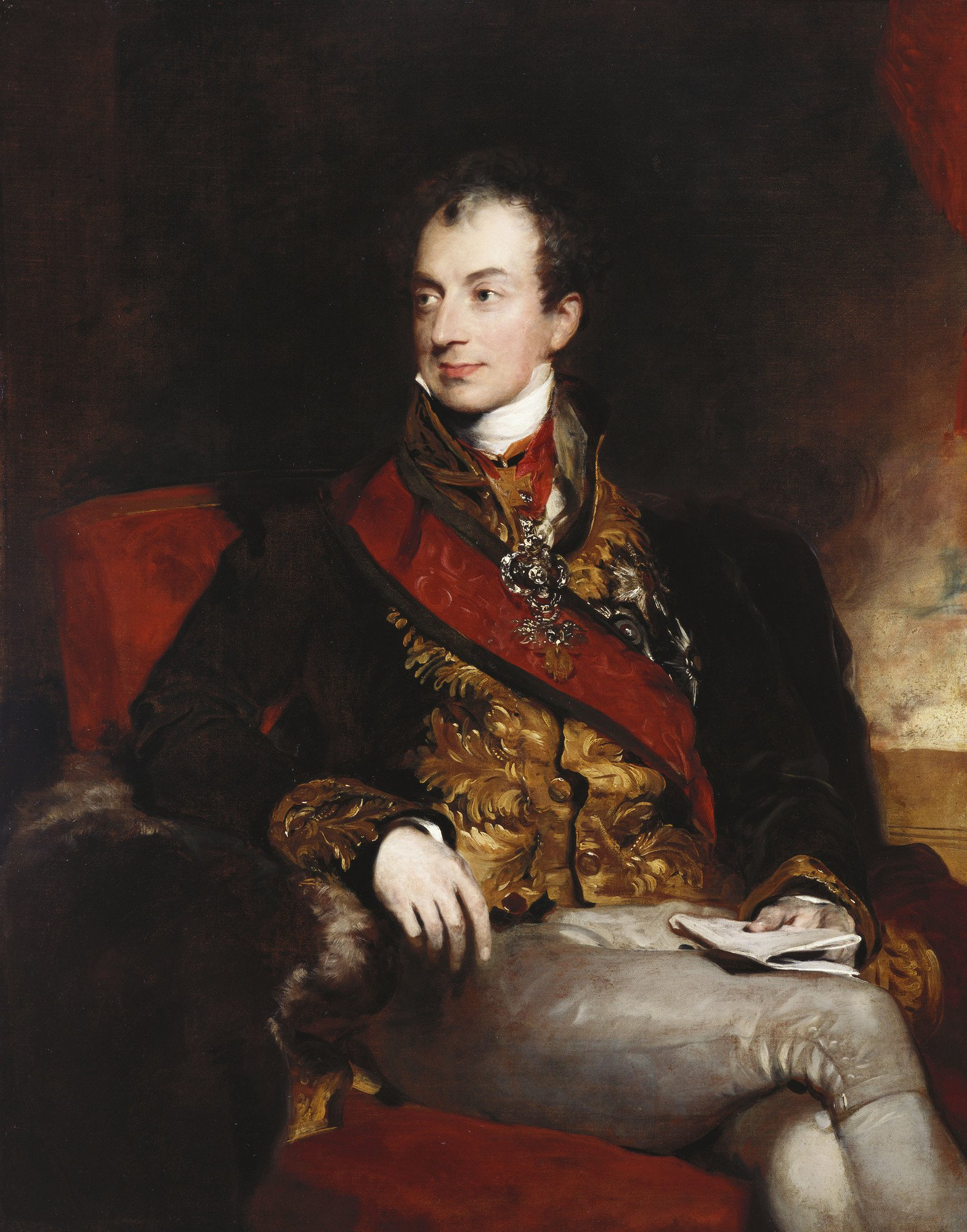
Clemens Wenzel von Metternich

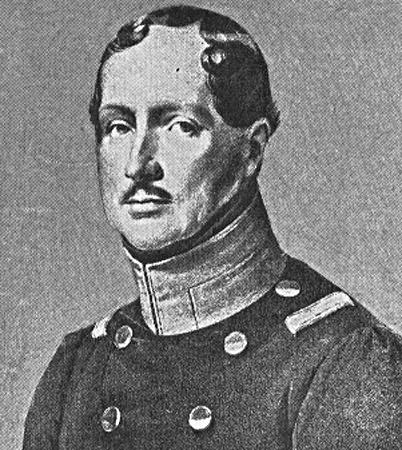
Friedrich Wilhelm III.

Der betont restaurative Charakter der Beschlüsse des Wiener Kongresses zeigte sich besonders in der von Zar Alexander I. initiierten Heiligen Allianz, in der die europäischen Herrscher einander Verbundenheit und wechselseitigen Beistand bezeugten und darin übereinstimmten, ihre Völker in väterlichem Sinne christlich und friedlich zu regieren. „Die Heilige Allianz ist kein Instrument realer Politik der europäischen Mächte, aber sie wird ein Symbol der konservativen, der antirevolutionären Restauration und Stabilisierungspolitik.“ In der politischen Praxis gingen die beiden Großmächte innerhalb des Deutschen Bundes, Österreich mit Metternich an der Spitze und Preußen, besonders entschieden auf Restaurationskurs. So löste Friedrich Wilhelm III. von Preußen zur allgemeinen Enttäuschung aller Reformanhänger sein wiederholtes Versprechen nicht ein, Preußen zu einem Staat mit Verfassung zu machen, während in Süddeutschland eine ganze Reihe von Verfassungsstaaten entstanden. Das hatten sich viele der Freiwilligen anders vorgestellt, die für Freiheit und Einheit des Vaterlands in die Befreiungskriege gezogen waren.
Die Proteststimmung konzentrierte sich in den studentischen Burschenschaften und kam in öffentlichen Manifestationen zum Ausdruck, so beim Wartburgfest 1817, wo neben den Forderungen nach nationaler Einheit und konstitutioneller Freiheit auch solche gegen den Polizeistaat und die feudale Gesellschaft geäußert wurden. Die Ermordung des Schriftstellers August von Kotzebue, der die Burschenschaften verspottet und die russische Regierung mit Berichten über jakobinische Tendenzen an deutschen Universitäten versorgt hatte, durch den Theologiestudenten Karl Ludwig Sand sowie ein weiteres Attentat mit burschenschaftlich-radikalem Hintergrund wurden zum Anlass für die von Metternich betriebenen Karlsbader Beschlüsse 1819.
Zeitgleich zu den Verhandlungen in Karlsbad kam es im August 1819 in vielen Städten und Ortschaften des Deutschen Bundes, insbesondere in Würzburg, Frankfurt und Hamburg, zu massiven antijüdischen Ausschreitungen. Die Hep-Hep-Krawalle gelten als größter überregionaler Aufruhr der Restaurationsphase bis zur Revolution von 1848. Die rasche Durchsetzung der Karlsbader Beschlüsse wurde durch die Krawalle beschleunigt, weil die Regierungsbehörden hinter den eigentlich gegen die Jüdische Emanzipation gerichteten sozialen Protesten „revolutionäre Umtriebe“ vermuteten. Die Beschlüsse von Karlsbad führten zum Verbot der Burschenschaften, zur Überwachung der Universitäten auch hinsichtlich staatsfeindlicher Lehre, zu ausgedehnter Zensur von Druckerzeugnissen und zur „Exekutionskompetenz gegen widerspenstige oder revolutionäre Gliedstaaten“ des Deutschen Bundes. „Indem jede freie Bewegung abgewürgt und unterdrückt wurde, konnte sich kein politisches Leben, Öffentlichkeit und Verantwortung bilden, keine großen Ziele und keine konkreten Aufgaben, kein freies Wechselspiel der verschiedenen Kräfte.“
Das deutsche Leben wurde in die Innerlichkeit abgedrängt, in Kunstverehrung, Wissenschaft oder Geschichte, in eine weitgehende Entpolitisierung jedenfalls. Bürger, die ihre politische Protesthaltung nicht im Untergrund hochhalten oder theoretisch vertiefen wollten, widmeten sich verstärkt dem Privatleben in Haus und Familie. Kleinheit, Überschaubarkeit und Gemütlichkeit gehörten zum Biedermeier-Ambiente und prägten das Zusammenleben. Der gemeinsame Sonntagsspaziergang der Familie wurde im bürgerlichen Milieu nun ebenso üblich wie der Weihnachtsbaum, das Weihnachtsliedersingen und die Hausmusik im kleinen Kreis.

### Vormärz und Revolution 1848/49

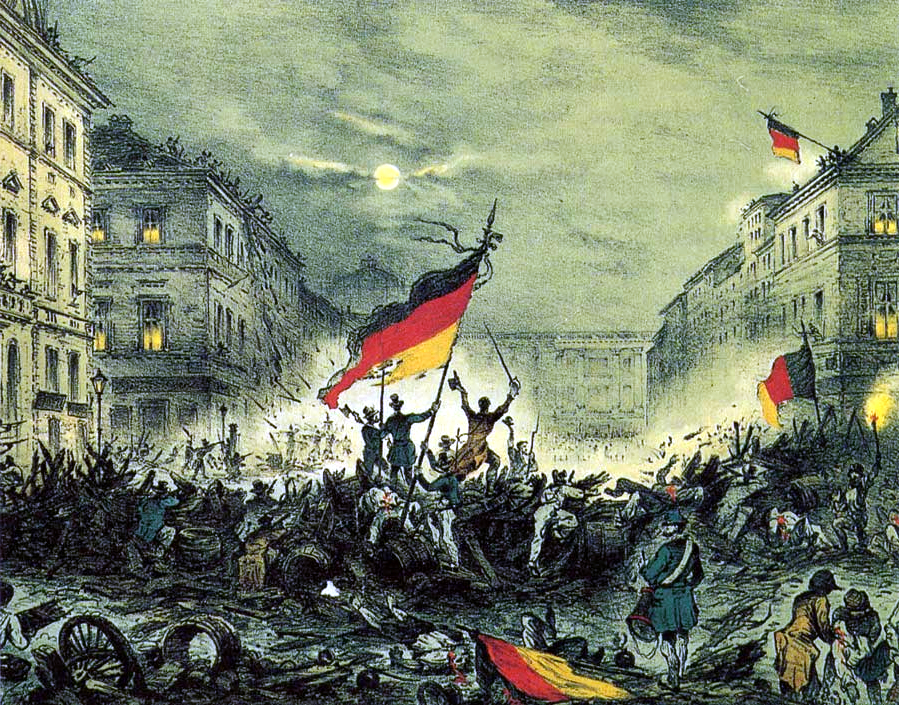
Jubelnde Revolutionäre nach Barrikadenkämpfen in Berlin am 19. März 1848, im Hintergrund das Berliner Schloss

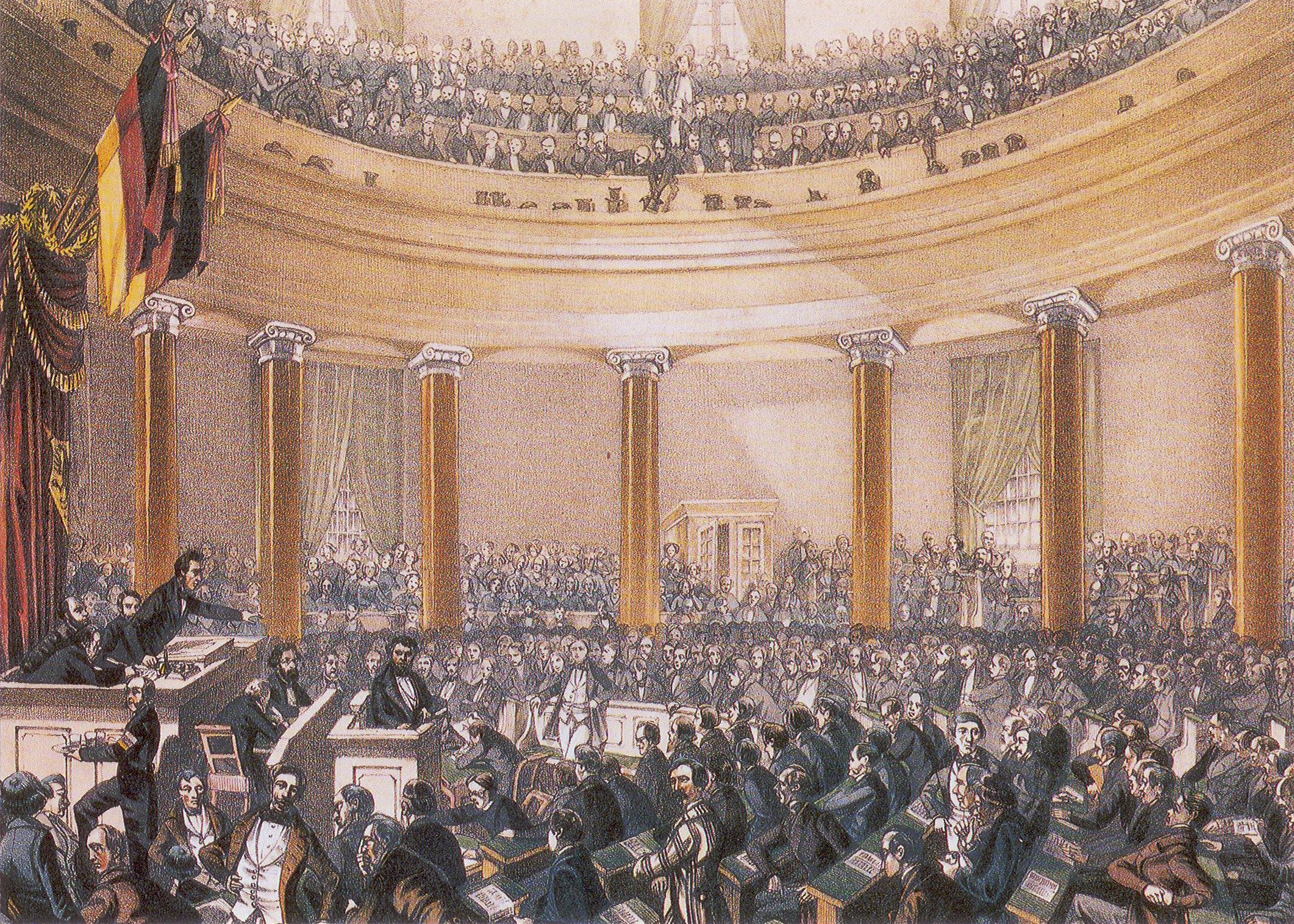
Nationalversammlung 1848/1849 in der Frankfurter Paulskirche

Deutschlandkonzepte 1848–1867: Begriffe

Erzherzog Johann von Österreich, 1848/49 Reichsverweser des Deutschen Reiches

Die Julirevolution von 1830 in Frankreich hatte europaweit Auswirkungen. So führte der vergebliche Novemberaufstand 1830–1831 in Polen gegen Russlands Vorherrschaft zu einem polnischen Emigrantenstrom nach Westen. In Deutschland löste sich die zwischenzeitliche Erstarrung des politischen Lebens. Eine deutliche Manifestation wiedererwachten öffentlichen Eintretens für Freiheit und Einheit war das Hambacher Fest 1832, wo im Zeichen schwarz-rot-goldener Fahnen unter dem Jubel der Menge Bekenntnisse zu einem geeinten, demokratisch-republikanischen Deutschland abgelegt wurden. Zwar blieben repressive Reaktionen nicht aus, aber es zeigte sich darin wie auch im Professoren-Widerstand der Göttinger Sieben 1837, dass das fortbestehende Regime der Karlsbader Beschlüsse nicht überall durchschlug.
In der Rheinkrise 1840, ausgelöst durch französische Ambitionen auf linksrheinische deutsche Territorien, fanden Bürger und Regierende in nationalem Selbstbehauptungsstreben zusammen. Das Kölner Dombaufest 1842 inszenierte Friedrich Wilhelm IV. von Preußen „als Bekenntnis zu deutscher Größe und zur Versöhnung der Konfessionen im Zeichen eines gemeinsamen kulturellen Erbes“, jedoch ohne die Bereitschaft, sein verfassungsloses „väterliches Regiment“ in Frage stellen zu lassen. Neben uneingelösten politischen Forderungen im Bürgertum waren für die Destabilisierung der Ordnung des Deutschen Bundes im Vormärz auch soziale Missstände ursächlich. Dem Bevölkerungswachstum zwischen 1815 und 1848 von 22 auf 35 Millionen Menschen (+59 Prozent) stand keine auch nur annähernd proportionale Steigerung der landwirtschaftlichen Produktion gegenüber, mit der Folge einer desolaten Versorgungslage. Pauperismus steht als Begriff und Zustandsbeschreibung für das Elend dieser Zeit. Kartoffelfäule und Getreidemissernten verschlechterten die Lage ab 1845 zusätzlich.
Aus diesen Gründen gab es bereits eine breit gestreute Unzufriedenheit und Auflehnungsbereitschaft gegen die bestehenden Verhältnisse als die Februarrevolution 1848, erneut von Paris ausgehend, in Europa Wellen schlug. In Wien wurde am 13. März Metternichs Rücktritt erzwungen, während der Kaiserhof seinen Sitz vorübergehend nach Innsbruck verlegte. In Berlin reagierte Friedrich Wilhelm IV. auf Barrikadenkämpfe und Revolutionstote in der Märzrevolution mit einem Aufruf, der Volksvertretungen auf ständischer Grundlage befürwortete, der mit der Formel schloss: „Preußen geht fortan in Deutschland auf.“ Die Regierungen in Deutschland ernannten liberale „Märzregierungen“, die wiederum entsprechend neue Gesandte in den Bundestag schickten. 500 Liberale und Demokraten aus ganz Deutschland bildeten am 31. März in Frankfurt am Main ein Vorparlament, das den erneuerten Bundestag beriet.
Der Bundestag ließ ein gesamtdeutsches Parlament wählen, die Frankfurter Nationalversammlung. Sie sollte einen Verfassungsentwurf für einen deutschen Bundesstaat erarbeiten, doch setzte schon im Juni 1848 eine vorläufige Reichsregierung ein, die Provisorische Zentralgewalt, die auch von den Staaten anerkannt wurde. Außerdem erließ die Nationalversammlung Reichsgesetze und gab den Bau der ersten gesamtdeutschen Flotte in Auftrag. Denn mittlerweile befand sich Deutschland im Krieg mit Dänemark um Schleswig-Holstein.
Der deutsche Bundesstaat sollte ursprünglich die Grenzen des Deutschen Bundes haben, zuzüglich der preußischen Ostprovinzen und Schleswigs. Das hätte eine großdeutsche Lösung bedeutet, weil große Teile Österreichs zum Bundesgebiet gehört hatten. Diese weithin begrüßte Lösung erwies sich aber als unmöglich, als die österreichische Monarchie im Herbst 1848 wieder erstarkte. Im März 1849 war überdeutlich, dass das zentralistische Österreich es nicht erlauben würde, dass nur Teile sich einem deutschen Bundesstaat anschlossen. Außerdem gab der preußische König Friedrich Wilhelm IV. nur undeutliche Signale, ob er eine deutsche Kaiserkrone eines Kleindeutschland annehmen würde. Innerlich lehnte er sie sowieso ab, weil er lieber von den übrigen Fürsten zum Kaiser ausgerufen werden wollte.
Trotzdem wählte die Nationalversammlung den preußischen König zum Kaiser. Im Laufe des April 1849 erfolgte erst eine vorläufige, dann eine endgültige Ablehnung. Der König verbot daraufhin, wie auch andere Fürsten, seinen Untertanen rechtswidrig die Mitgliedschaft in der Nationalversammlung. Ein Teil der Abgeordneten machte dennoch weiter; viele von ihnen sind dafür verfolgt worden. Die im Zusammenhang mit einer Reichsverfassungskampagne stehenden Maiaufstände in Dresden, in der Rheinpfalz und in Baden wurden allerdings niedergeschlagen; die letzten Revolutionäre ergaben sich am 23. Juli in der Festung Rastatt.
Der verbleibende Ertrag und wesentliche Rezeptionsaspekte der gescheiterten Revolution von 1848/49 lagen vornehmlich auf der Verfassungsebene: Zum einen kam nun auch in Preußen der Konstitutionalisierungsprozess in Gang. Zum anderen wurden mit der am 28. März 1849 kurzzeitig in Kraft getretenen Paulskirchenverfassung etwa bezüglich der Grundrechte und der Bundesstaatlichkeit erstmals für Deutschland Normen gesetzt, die später in der Weimarer Verfassung von 1919 und im Grundgesetz für die Bundesrepublik Deutschland von 1949 verwirklicht wurden.
Ob die Niederlage des deutschen Liberalismus 1848/49 in einen deutschen Sonderweg mündete, der Deutschland weg von freiheitlichen Traditionen des Westens und letztlich in den Zivilisationsbruch der NS-Zeit führte, wird in der Geschichtswissenschaft kontrovers diskutiert.

### Industrialisierung und preußisch-österreichischer Dualismus (1850–1866)
Mit dem doppelten Scheitern der Frankfurter Nationalversammlung erst an der österreichischen, dann auch an der preußischen Reaktion waren nun auch die von der Revolution inspirierten liberalen Verfassungen hinfällig und wurden in der nun folgenden Reaktionsära durch obrigkeitsgefälligere Modelle abgelöst. Erst während der sogenannten Neuen Ära Ende der 1850er Jahre gewannen erneut liberale Ansätze in der Politik an Bedeutung. Zu einem Dauerkonflikt für anderthalb Jahrzehnte wurde die Rivalität der beiden Großmächte um die Führungsrolle in Deutschland. Wirtschaftspolitische Voraussetzungen und Entwicklungsprozesse spielten dabei eine wichtige, die preußischen Ambitionen letztlich begünstigende Rolle.

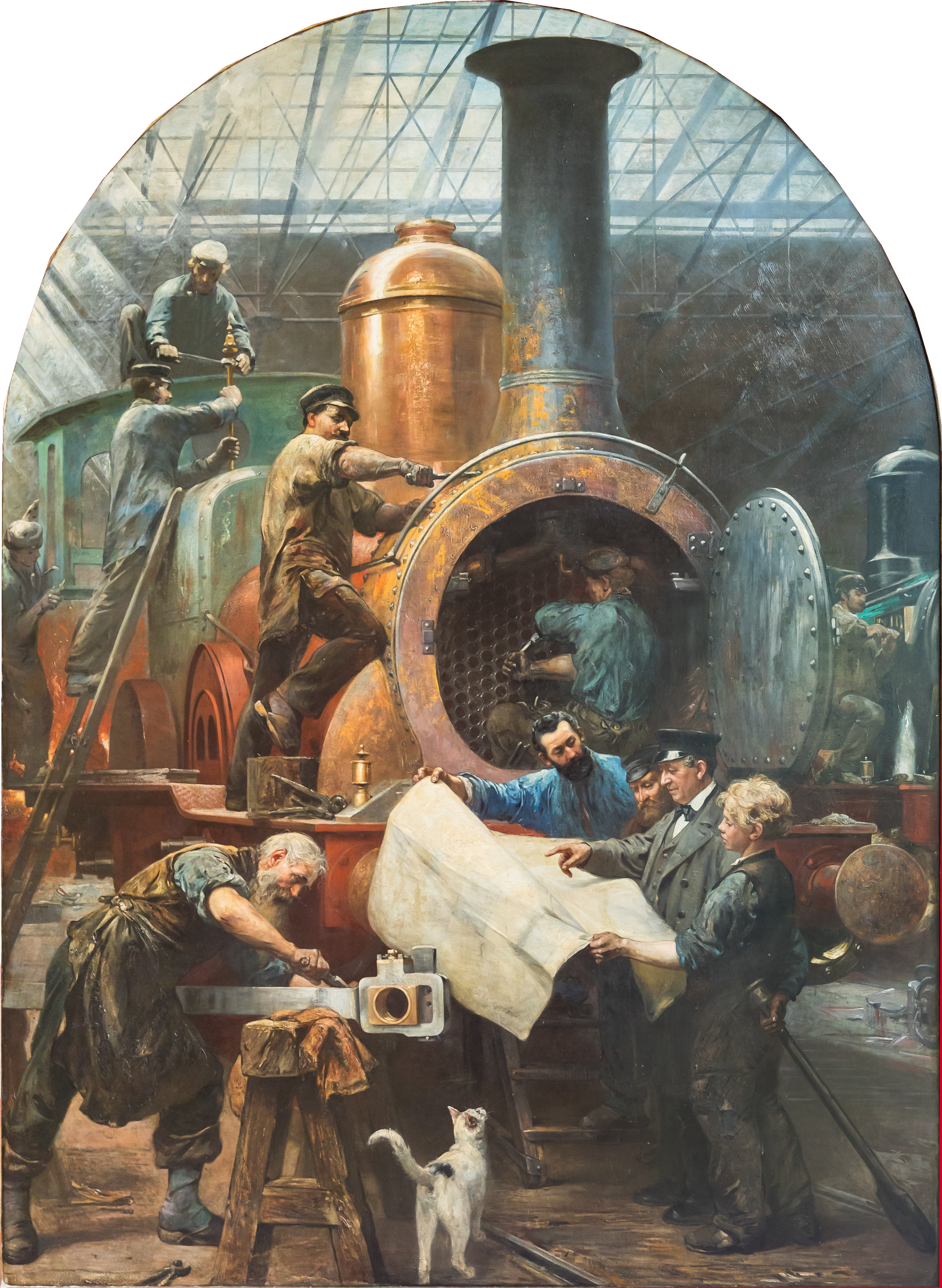
Lokomotivbau bei Borsig

Ab der Mitte des 19. Jahrhunderts kam die Industrielle Revolution in Deutschland verstärkt zum Zuge. Mit dem Deutschen Zollverein von 1834 waren über Preußen hinausgehend elementare Voraussetzungen zur Herstellung eines einheitlichen Wirtschaftsraumes geschaffen, in dem sich künftig auch politische Interessen bündeln ließen. Das industrielle Wachstum wurde durch einen mobilen Kapitalmarkt und weiträumige Märkte gefördert, die durch verbesserte Transportwege und Nachrichtenkommunikation erschlossen wurden. Maßgeblichen Anteil an dem sich beschleunigenden Industrialisierungsprozess hatte das energisch vorangetriebene Eisenbahnwesen, sei es beim Auf- und Ausbau des Schienennetzes oder bei der Herstellung von Lokomotiven, wie zum Beispiel in den Borsigwerken. Im Ergebnis wurden die Transportkosten um bis zu 80 Prozent gesenkt und die allgemeine Mobilität gestärkt. Für Bodenschätze, Ernteerträge und Massenwaren konnten nun größere Märkte erschlossen werden. Ab der Jahrhundertmitte wurden Aktienbanken für die Finanzierung von Industrie und Handel typisch.

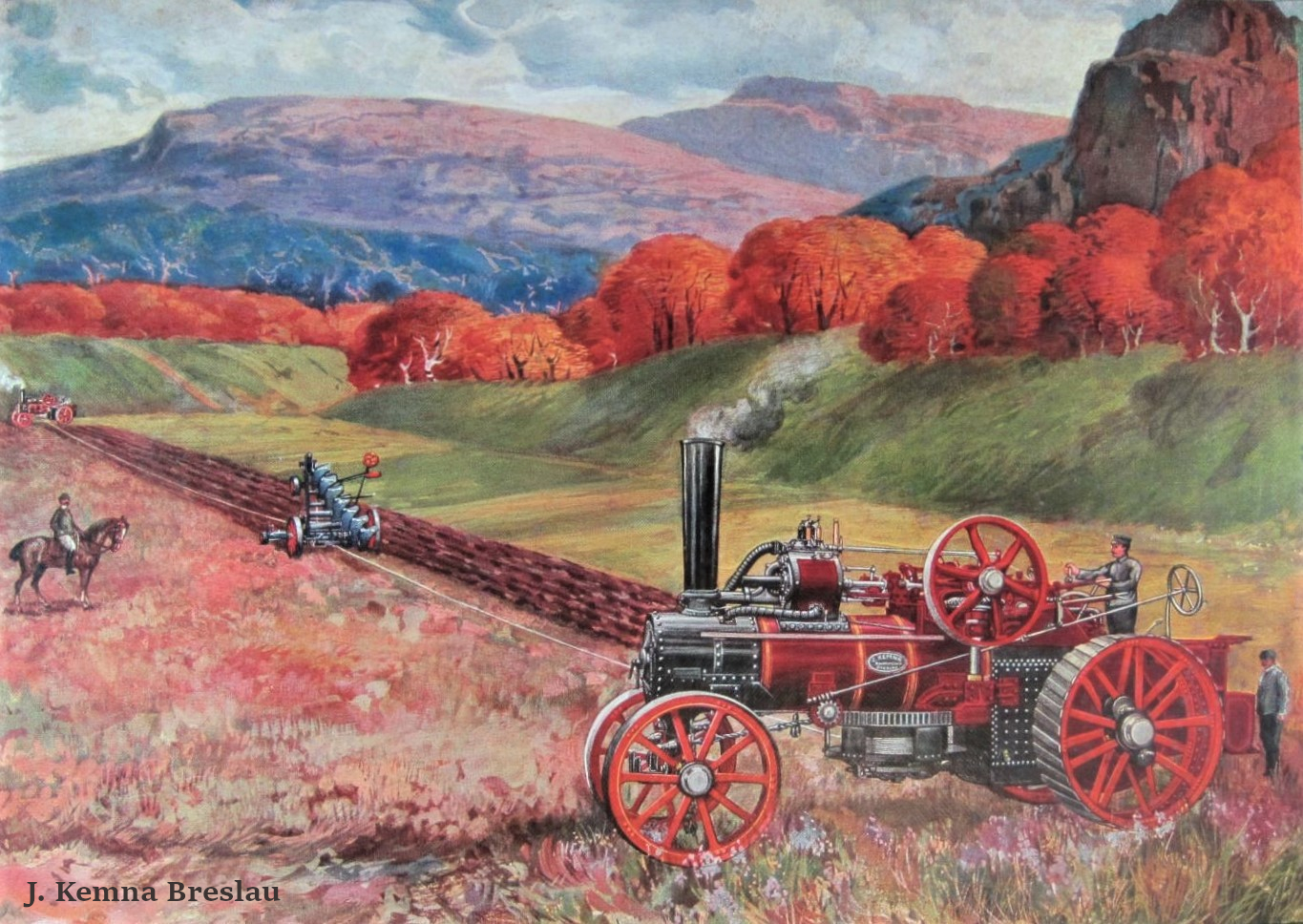
Viele deutsche Unternehmen, wie die Dampfmaschinenfabrik J. Kemna, wurden nach dem Vorbild englischer Fabriken gegründet.

Der durch die Industrialisierung angestoßene Strukturwandel verlief in Preußen in mehrerer Hinsicht dynamischer als in Österreich. Neben ein höheres Bevölkerungswachstum auf preußischer Seite trat eine beschleunigt veränderte Beschäftigungssituation: Während in Österreich erst am Ende des 19. Jahrhunderts weniger als 60 Prozent der Bevölkerung in der Landwirtschaft tätig waren, bestand dieses Verhältnis in den außerösterreichischen Gebieten des Deutschen Bundes mehr als ein halbes Jahrhundert früher. „Die Standortnachteile bei Kohle und Eisen, das Fehlen verkohlbarer Kohle, die ungünstigen Verkehrsverhältnisse und vor allem die wesentlich geringere durchschnittliche Produktivität und Kaufkraft schon im Bereich des Agrarsektors – 40 Gulden pro Kopf und Jahr in der Monarchie, 78 Gulden im Zollverein (1852) – hatte ein unaufhaltsames Zurückfallen der österreichischen Wirtschaft zur Folge.“
Bis um 1865 blieb aber die österreichische Diplomatie darin erfolgreich, die preußischen Ambitionen auf eine mindestens gleichrangige Führungsrolle in Deutschland abzuwehren. Während Preußen unmittelbar nach der gescheiterten Revolution mit der Bildung einer kleindeutschen Union unter preußischer Führung (Erfurter Union) durchzudringen suchte, setzte Österreich auf Wiederherstellung des Deutschen Bundes und hatte dabei Russlands Unterstützung. Mit der Olmützer Punktation nahm Preußen von einer militärischen Auseinandersetzung Abstand und kehrte in den Deutschen Bund mit Österreich als Präsidialmacht zurück. Das österreichische Streben nach Schaffung eines mitteleuropäischen Wirtschaftsraums durch Beteiligung an Preußens Zollverein scheiterte jedoch am preußischen Widerstand und daran, dass die deutschen Mittelstaaten sich politisch zwar eher an Österreich hielten, wirtschaftlich aber vom Verbund mit Preußen profitierten.

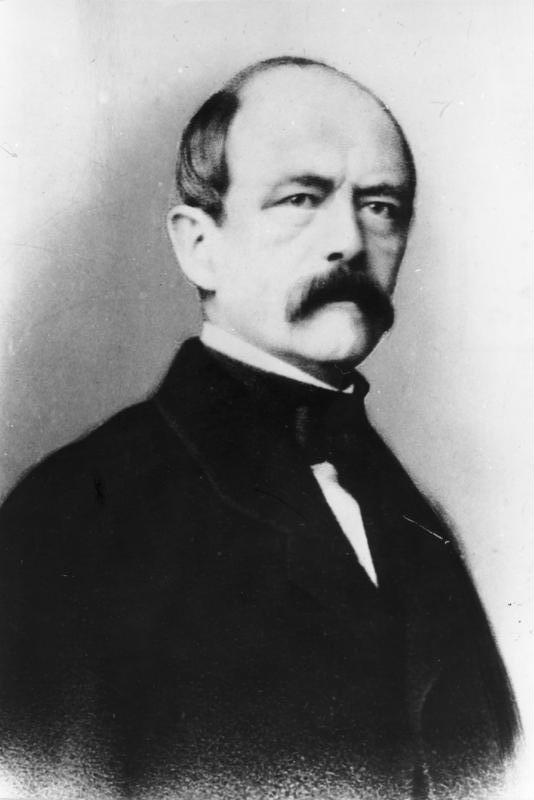
Otto von Bismarck, um 1862

Dass das Präsidieren im Deutschen Bund der äußeren Machtstellung Österreichs nichts nützte, wenn Preußen sich verweigerte, zeigte sich sowohl im Krimkrieg als auch im Zweiten Italienischen Unabhängigkeitskrieg, der für Österreich mit dem Verlust der Lombardei endete. Auch die vorübergehende Schwächung Preußens durch den inneren Konflikt um Heeresreform und Verfassung konnte Österreich gegen den Widerstand des nunmehr zum preußischen Ministerpräsidenten berufenen Otto von Bismarck nicht zur Festigung des Führungsanspruchs im Deutschen Bund nutzen. Bismarck formulierte ein kampfbetontes Programm: „Preußens Grenzen nach den Wiener Verträgen sind zu einem gesunden Staatsleben nicht günstig; nicht durch Reden und Majoritätsbeschlüsse werden die großen Fragen der Zeit entschieden – das ist der große Fehler von 1848 und 1849 gewesen –, sondern durch Blut und Eisen.“
Den Krieg gegen Dänemark um Schleswig führten beide Mächte 1864 gemeinsam und einigten sich danach auch in der Folgenregelung: Nach zunächst gemeinsamer Zuständigkeit für beide Herzogtümer kam Holstein 1865 unter österreichische, Schleswig unter preußische Verwaltung. Seit Anfang 1866 betrieb Bismarck in der Holstein-Frage eine auf Konfliktschürung angelegte Politik, die Preußens Führung in Deutschland zum Ziel hatte. Durch eine Allianz mit Italien und die Erlangung der Neutralität Napoleons III. konnte Bismarck auch Wilhelm I. für den Waffengang gegen Österreich gewinnen, das von den übrigen deutschen Staaten keine durchschlagende militärische Unterstützung erhielt. In dem knapp sechswöchigen Deutschen Krieg besiegte das preußische Lager zunächst die Österreich verbundenen deutschen Mittelmächte und in der Schlacht bei Königgrätz dann auch das österreichische Heer selbst. Um ein französisches Eingreifen zu vermeiden, begnügte sich Preußen im anschließenden Friedensschluss mit Österreichs Verzicht auf Mitwirkung in den deutschen Angelegenheiten, mit der endgültigen Auflösung des Deutschen Bundes sowie mit der Gründung eines Norddeutschen Bundes unter Führung Preußens nördlich der Mainlinie. Die süddeutschen Staaten erhielten die Möglichkeit, sich zu einem Südbund zusammenzuschließen, der allerdings nicht verwirklicht wurde.

### Norddeutscher Bund und Kaiserreich im Zeichen Bismarcks (1866–1890)

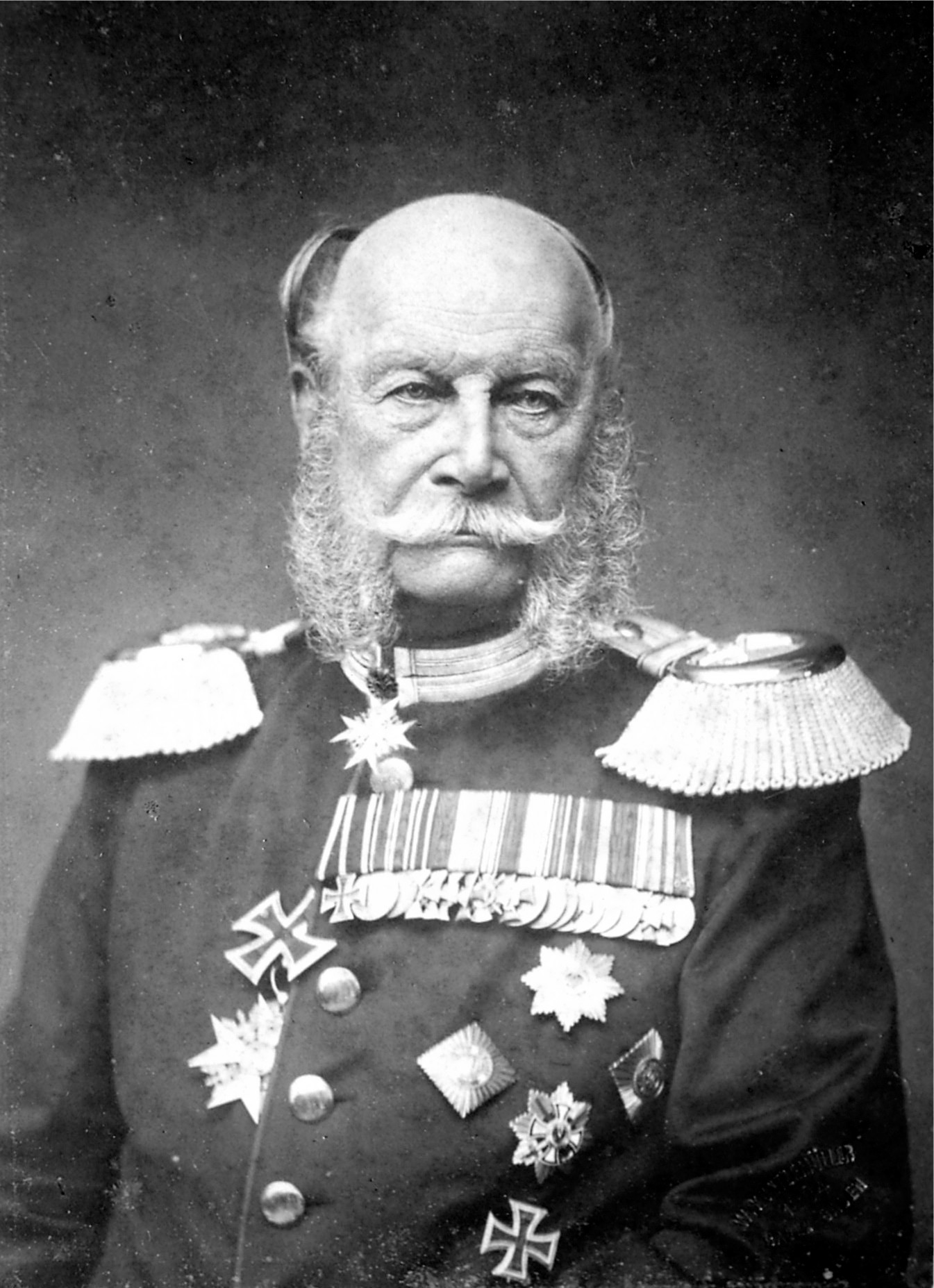
Wilhelm I.

Die Verfassung des Norddeutschen Bundes wie auch die unter preußischer Führung betriebene Wirtschafts- und Infrastrukturpolitik nahmen das nachfolgende Kaiserreich in mancher Beziehung voraus bzw. zielten darauf hin. Wie in der nachmaligen Verfassung des Kaiserreichs gab es einen Bundesrat mit starkem preußischen Übergewicht, einen Kanzler Bismarck, der in Personalunion die Funktionen des preußischen Ministerpräsidenten und des Außenministers vereinte, sowie einen Reichstag als Entscheidungsorgan über Gesetzgebung und Staatshaushalt. Die Anbindung der süddeutschen Staaten an den Weltmarkt war wesentlich auf die Nutzung preußischer Eisenbahnen und Wasserwege angewiesen. Durch Zollverein und zentralisierte Gesetzgebung wurde der wirtschaftliche und rechtliche Rahmen in den Mitgliedsstaaten des Norddeutschen Bundes vereinheitlicht.
Zum Frankreich Napoleons III., der für seine Neutralität im Preußisch-Österreichischen Krieg und für die Hinnahme von Preußens Machtzuwachs wenigstens mit Luxemburg hatte abgefunden werden wollen – was vor allem an England scheiterte –, bestanden zunehmend Spannungen, die hinsichtlich der spanischen Thronfolge eskalierten, als ein Kandidat aus dem Hause Hohenzollern, Leopold von Hohenzollern, dafür im Gespräch war. Die von Bismarck redigierte Emser Depesche provozierte Frankreichs Kriegserklärung. Auch im Deutsch-Französischen Krieg von 1870/71 behielt das preußische Militär die Oberhand (Schlacht von Sedan) und schuf damit die Voraussetzungen zur Gründung des Deutschen Kaiserreiches, die mit der Krönung Wilhelms I. zum Deutschen Kaiser im Spiegelsaal von Versailles am 18. Januar 1871 vollzogen wurde. Nicht nur das mussten die Franzosen hinnehmen, sondern im Frieden von Frankfurt als Kriegsverlierer zudem die Annexion von Elsaß-Lothringen sowie Reparationen in Höhe von fünf Milliarden Goldfranken.

Das Deutsche Reich 1871

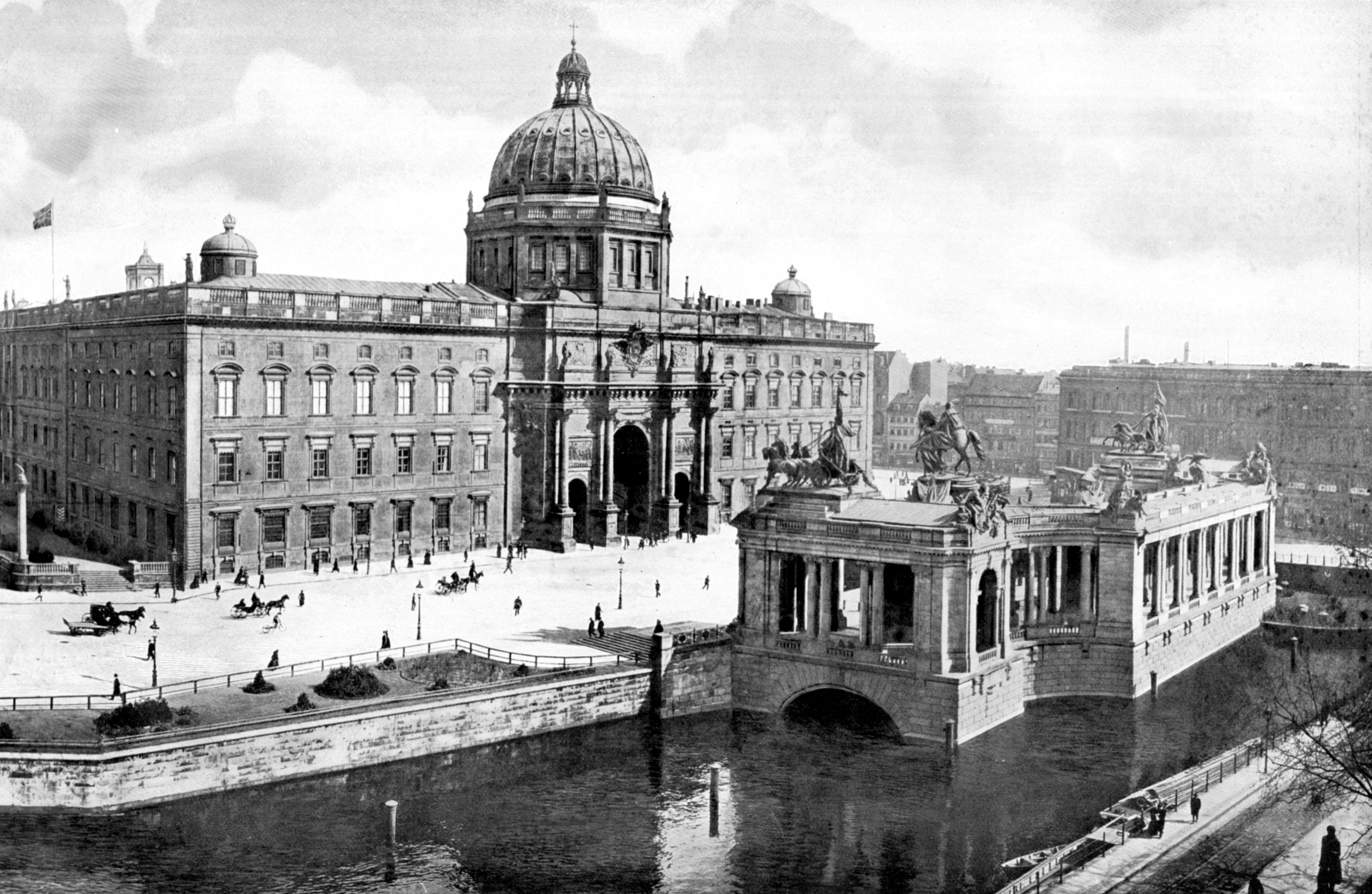
Berliner Schloss, Hauptresidenz der Hohenzollern

Vor allem die süddeutschen Staaten Württemberg und Bayern ließen sich ihre Einbeziehung in das Kaiserreich mit Reservatrechten abgelten. Diese betrafen unter anderem Bier- und Branntweinsteuern sowie die Post- und Eisenbahnverwaltungen. Das deutsche Volk kam mit der Reichstagswahl vom 3. März 1871 erst ins Spiel, als die Weichen bereits gestellt waren. Die politische Orientierung und Interessenartikulation der Bürger vermittelten die Parteien, die in Deutschland von weltanschaulichen Grundsätzen geprägt waren und seit der Revolution 1848/49 ein Fünfparteiensystem aus Konservativen, rechten und linken Liberalen, Katholizismus und Sozialisten bildeten.
Als erste organisiert hervorgetreten waren im 19. Jahrhundert die Liberalen, die Freiheit und Einheit der Nation in einer Gesellschaft rechtsgleicher Bürger anstrebten: einen Nationalstaat mit liberaler Verfassung. An der Haltung gegenüber Bismarcks antiparlamentarischem Kurs bei der Budgetierung des preußischen Militärs schieden sich die Nationalliberalen von der älteren Fortschrittspartei. Die Konservativen traten im Rahmen der neuen Verfassungsordnung für die Vorrechte von Monarch, Regierung und ländlichem Grundbesitz ein, für Kirche, Militär und Adel. Die Interessen der anwachsenden Industriearbeiterschaft richteten sich seit der Gründung des Allgemeinen Deutschen Arbeitervereins (ADAV) durch Ferdinand Lassalle auf die Durchsetzung des allgemeinen Wahlrechts und die Verbesserung der Lebens-, Arbeits- und Lohnverhältnisse durch Machtzuwachs im staatlichen Institutionengefüge. Seit dem Gothaer Vereinigungsparteitag 1875 mit der SDAP bildeten die Sozialdemokraten eine geschlossene und weiter wachsende politische Bewegung. Die Existenz einer katholischen Volkspartei, des Zentrums, lässt sich mit der Minderheitslage der Katholiken in einer vornehmlich protestantisch und teils säkular geprägten Gesellschaft erklären, in der Katholiken – außer in Bayern – einem nichtkatholischen „Regierungsestablishment“ gegenüberstanden.
Bismarcks Stellung im politischen System war durch das Vertrauen Wilhelms I. gefestigt, aber auch seine Fähigkeit, mit den Fraktionen des Reichstags umzugehen. Das verschaffte ihm großen politischen Gestaltungsspielraum, den er mit wechselnden Partnern unter den Parteien zu nutzen wusste. Dabei ging es ihm um die Stabilisierung und Modernisierung des Reiches ebenso wie um die Konservierung politischer und gesellschaftlicher Hierarchien. Bei der Modernisierung handelte es sich unter anderem um Vereinheitlichung und Liberalisierung der Wirtschaftsordnung, um reichsweite Gewerbe- und Niederlassungsfreiheit, um die Vereinheitlichung des Rechtswesens, um Verwaltungsreformen und die Einführung der Verwaltungsgerichtsbarkeit, lauter Anliegen, für die Bismarck von den Liberalen unterstützt wurde. Das galt auch für sein Vorgehen im Kulturkampf gegen die Machtposition des katholischen Klerus, dessen Einfluss auf mehreren Ebenen durch die Reichsgesetzgebung zurückgedrängt wurde, speziell durch das Verbot politischer Aufwiegelung von der Kirchenkanzel herab, durch Beseitigung der geistlichen Schulaufsicht, Einführung der obligatorischen Zivilehe und Streichung von staatlichen Leistungen an den Klerus („Brotkorbgesetz“).

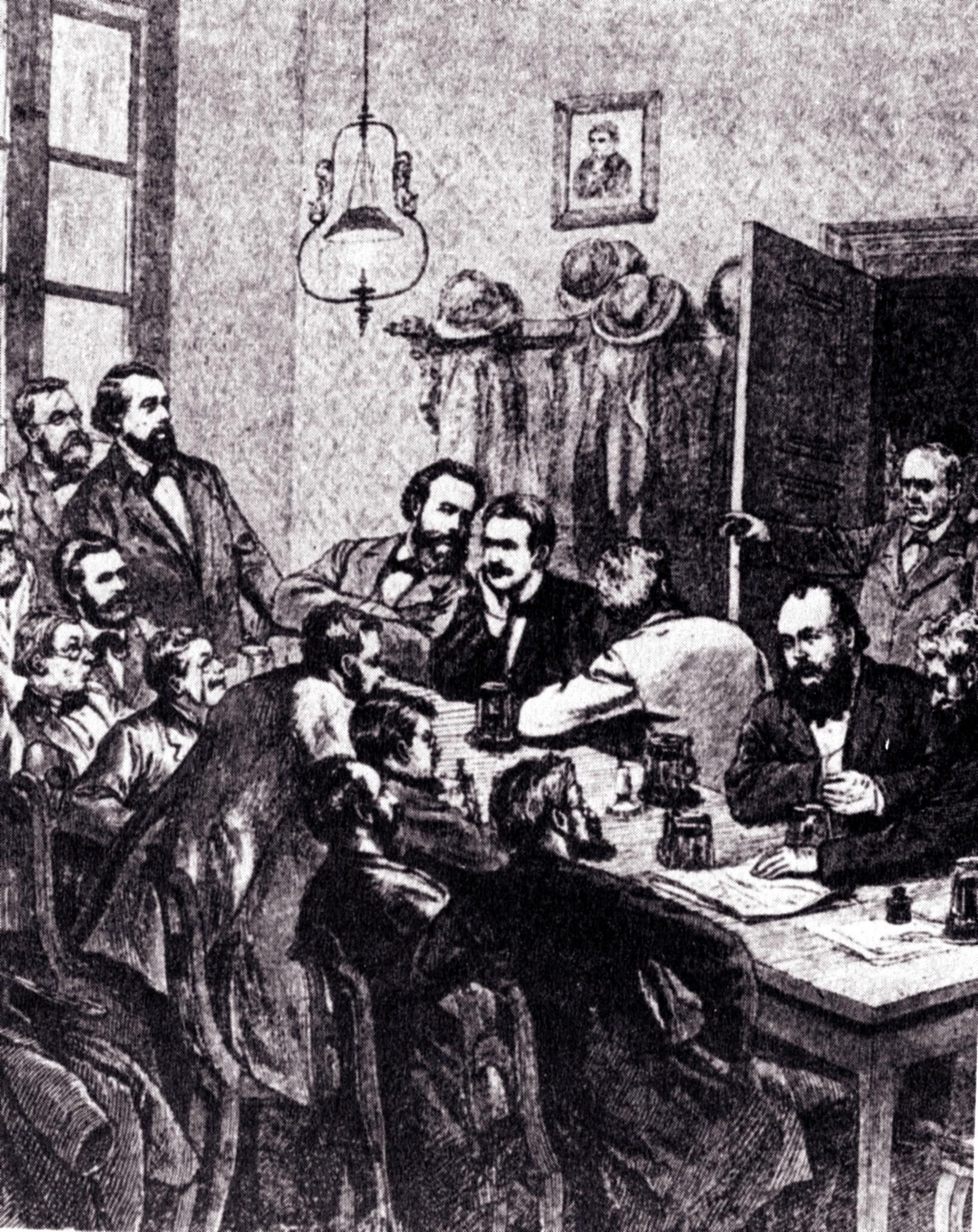
Auflösung einer sozialdemokratischen Versammlung im Jahr 1881: Wilhelm Hasenclever am Tisch sitzend (2. von rechts); Wilhelm Liebknecht stehend vor dem Fenster; August Bebel vor Liebknecht sitzend.

Als die französischen Kriegsentschädigungen, die ihren Teil zur wirtschaftlichen Blüte des Gründerbooms bis 1873 beigetragen hatten, aufgebraucht waren und es um eine Reform der Reichsfinanzverfassung, bald darauf zudem um die Einführung von Schutzzöllen ging, verschob sich die Bismarcks Gesetzesvorlagen mittragende Reichstagsmehrheit stärker auf die konservative Seite. Und als es Bismarck nach Attentaten auf Kaiser Wilhelm I. 1878 darum ging, die geeinte und als Systembedrohung angesehene Sozialdemokratie durch die Sozialistengesetze niederzuhalten, fand er dafür eine Reichstagsmehrheit aus Konservativen und Liberalen. Diesem bis 1890 bestehenden Repressionsinstrument stellte Bismarck in der Folge eine Sozialgesetzgebung mit Krankenversicherung (1883), Unfallversicherung (1884) und Rentenversicherung (1889) entgegen, die Lebensrisiken und Unmut in der Arbeiterschaft vermindern und zukunftsweisende Bedeutung haben sollte.
Außenpolitisch setzte Reichskanzler Bismarck nach der Krieg-in-Sicht-Krise 1875, in der Frankreich, Großbritannien und Russland gegen Deutschland zusammenwirkten, auf ein Defensivbündnis mit Österreich-Ungarn, das Russland möglichst nicht verprellen sollte (Rückversicherungsvertrag 1887) und damit die prekäre deutsche Mittellage in Anbetracht der sicheren Gegnerschaft Frankreichs durch eine elastische Friedenspolitik zu stabilisieren versuchte: „In jeder europäischen Krise, so stellte sich die Lage in der späten Bismarckzeit dar, spielte Berlin die Hinterhand, konnte bremsen, beruhigen, abwarten und sich nach Möglichkeit heraushalten.“

### Wirtschaftspotenz und Weltmachtstreben (1890–1914)

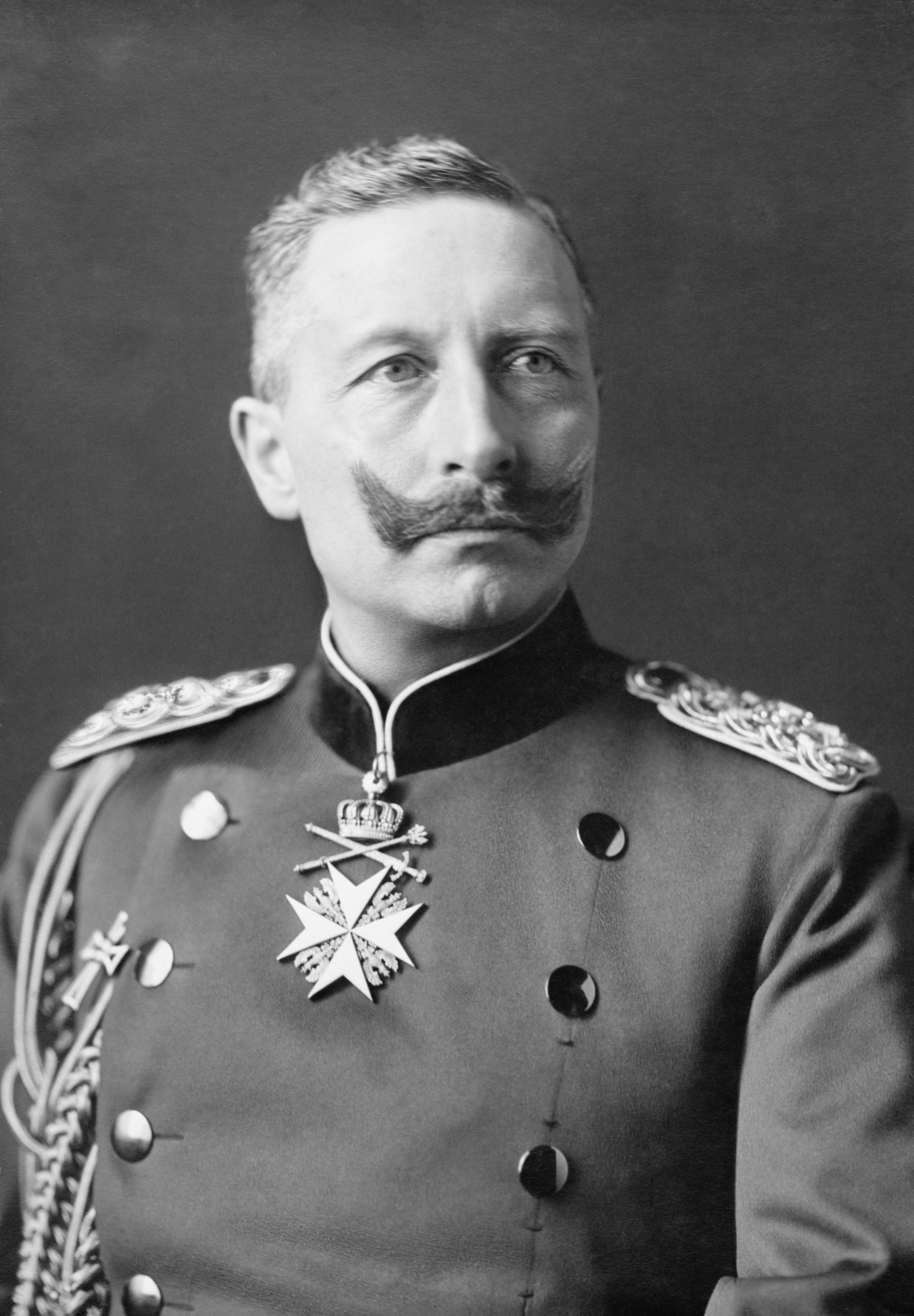
Wilhelm II.

Nachdem das Dreikaiserjahr 1888 nicht nur den Tod Wilhelms I., sondern auch den seines Sohnes Friedrichs III. gebracht hatte, der liberalen politischen Vorstellungen nahestand, jedoch den Thron nur 99 Tage innehatte, wurde dessen Sohn Wilhelm II. 29-jährig Deutscher Kaiser, der unverhohlen von der Vorstellung des „persönlichen Regiments“ geleitet war. Meinungsverschiedenheiten über die Beibehaltung des Sozialistengesetzes, wofür Bismarck stand, wurden zu einem Hauptgrund seiner Entlassung 1890.

#### Sozioökonomische Aspekte
Die dem „Gründerkrach“ folgende wirtschaftliche Depression hatte gesellschaftliche Rückwirkungen, die sich im vermehrten Auftreten von Interessenverbänden wie auch in innergesellschaftlichen Ab- und Ausgrenzungstendenzen zeigten. Politisch und gesellschaftlich diskriminiert waren nicht allein die Sozialdemokraten, sondern verstärkt auch wieder Juden, deren Gegner sich nun als Antisemiten bezeichneten, sich in Antisemitenparteien sammelten, eine Antisemitenliga gründeten und eine Antisemitenpetition verfassten. Zu dieser Zeit erklärte Hofprediger Adolf Stoecker die Juden zu „einer Gefahr für das deutsche Volksleben“. Eugen Dühring publizierte im Jahr darauf ein Buch zur „Judenfrage“ als Rassen-, Sitten- und Kulturfrage, beklagte darin das „Übel der Verjudung und Judenherrschaft für die modernen Völker“ und erwog Möglichkeiten der „Entjudung“.
Spätestens 1890 ging die deutsche Wirtschaftsentwicklung wieder in eine so ausgeprägte Wachstumsphase über, dass sogar von einem „ersten deutschen Wirtschaftswunder“ die Rede ist, zu dessen Leitsektoren Großchemie, Elektrotechnik und Maschinenbau gehörten. Beim Anteil an der Weltindustrieproduktion lag Deutschland 1913 an zweiter Stelle hinter den USA, im Welthandel ebenfalls auf dem zweiten Platz hinter Großbritannien. Für die Mehrzahl in der arbeitenden Bevölkerung verbesserte der Wirtschaftsaufschwung auch die Lebensverhältnisse um die Jahrhundertwende. Dies galt nicht zuletzt für die wachsende Industriearbeiterschaft, die ihre Interessen auch zunehmend gewerkschaftlich organisierte und vertreten ließ. Dagegen gab es in häuslicher Arbeit und traditionellem Handwerk kaum noch ein Auskommen.

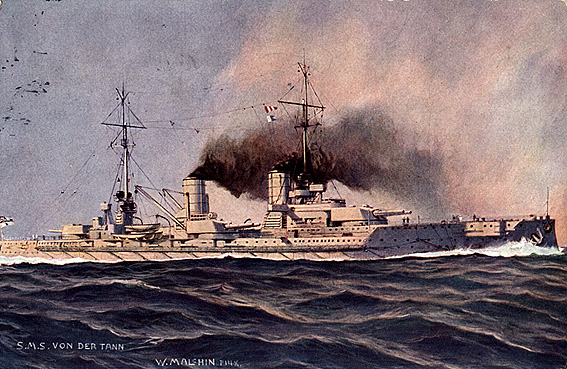
Der Große Kreuzer SMS von der Tann – der erste deutsche Schlachtkreuzer (Stapellauf 1909)

#### Reichsnationalismus als ideologisches Band
Der bis zur Reichsgründung verbreitete Kultur- und Sprachnationalismus wandelte sich nach 1871 zu einem Reichsnationalismus, der als einigendes Band für den jungen, wenig homogenen und in Sonderinteressen befangenen Nationalstaat diente. Deutsches wurde erst einmal in Abgrenzung vom Nicht-Deutschen bestimmt, im Osten gegen die Polen, im Westen gegen die Franzosen. Im Inneren isolierte dieser Nationalismus Anhänger anderer Orientierungen, so die Sozialdemokraten mit ihrer Ausrichtung am Internationalismus oder die Katholiken mit ihrer Verbindung zur Papstkirche in Rom. Eine frühe Abgrenzung dieses neudeutschen Nationalismus galt wie gezeigt zudem den Juden als einziger nichtchristlicher Minderheit in Deutschland. Im Nationalismus drängten mancherlei Probleme und Ängste zum Austrag, darunter das Leiden an sozialer Zerrissenheit und politischer Auseinandersetzung, die Verklärung der Einheit vor der Vielfalt, die Resignation vor der Kompliziertheit der modernen Welt in Verbindung mit der Sehnsucht nach einfachen Erklärungen, ein Bedrohungsgefühl gegenüber ungezügelter Freiheit sowie die Suche nach Erlösungsperspektiven und religionsartigem Halt.

#### Provokative Seemachtambitionen
Das wirtschaftlich prosperierende Kaiserreich dieser Zeit schien somit vielen gesellschaftlich einflussreichen Köpfen prädestiniert, sich auch weltpolitisch im Kampf um Märkte und Rohstoffe einen „Platz an der Sonne“ zu sichern. In Kombination mit der Neigung Wilhelms II. zum Auftrumpfen und zur Prestigesteigerung wurde daraus eine hyperaktive, unstete und wenig substantielle äußere Politik, die mit vielen Forderungen und Drohgesten vor allem Unruhe stiftete. Ein besonders markanter, an Bedeutung stetig zunehmender und letztlich fataler Aspekt deutscher Weltmachtpolitik war die Flottenrüstung, die Alfred von Tirpitz mit Unterstützung unter anderem des „Flottenkaisers“ und des Alldeutschen Verbandes vorantrieb. Dabei war Navalismus als Vorstellung, dass Weltmacht sich auf Seemacht gründete, seinerzeit international durchaus verbreitet. Dass aber das Kaiserreich in seiner prekären Mittellage zwischen den Mächten Frankreich und Russland, die untereinander einen Interessenausgleich herbeigeführt hatten und ein Bündnis eingegangen waren, mit seinem unverkennbar gegen England gerichteten, herausfordernden Flottenrüstungsprogramm sich diese etablierte Weltmacht auch noch zum Gegner machte, ist unter rationalen Gesichtspunkten kaum zu erklären.
Außer Österreich-Ungarn stand im Wesentlichen nur Italien noch für ein Bündnis zur Verfügung. Nach den Marokkokrisen, der Bosnienkrise und während der Balkankriege bildete sich im Kaiserreich zunehmend die Vorstellung aus, eingekreist zu sein. Dies zeigte sich auf höchster Ebene im Kriegsrat vom 8. Dezember 1912, wo der Chef des Generalstabes von Moltke davon sprach, den für unvermeidlich gehaltenen Krieg je eher desto besser zu führen. Wilhelm II. sprach sich in erster Konsequenz bezüglich Marine und Heer für intensivierte Kriegsvorbereitungen aus, während der nicht anwesende Reichskanzler Bethmann-Hollweg einstweilen auf diplomatische Entschärfung der Lage setzte.

#### Kolonialer Imperialismus

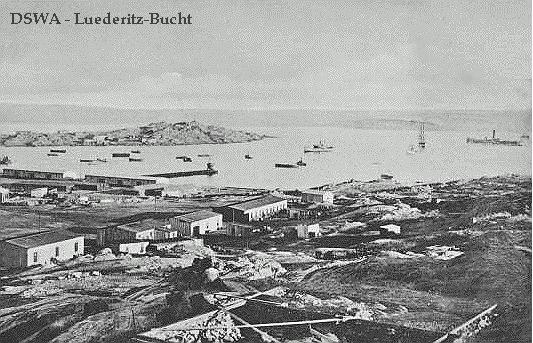
Lüderitzbucht, 1900

Im Kontext des imperialen Weltmachstrebens der europäischen Mächte im 19. Jahrhundert und der damit einhergehenden Kolonialisierung in Afrika und Asien, entwickelten sich auch in Deutschland entsprechende Interessen. Nur widerwillig öffnete sich Bismarck schließlich dem Drängen nach kolonialer Expansion, da er vor allem die Sicherheit des eben erst gegründeten Deutschen Kaiserreichs im europäischen Mächtekonzert gesichert sehen wollte. Die 1884 einsetzende deutsche Kolonialpolitik in Afrika und Ozeanien, wo sich Briten und Franzosen mit ihren Einflussgebieten bereits gegenüberstanden, führte in West-, Südwest- und Ostafrika sowie in der Südsee zwar nominell zu Landnahmen, die die Fläche des Reichsgebiets mehrfach überstiegen, stellte sich aber weder wirtschaftlich noch außenpolitisch als Gewinn dar. Im Ernstfall waren die deutschen Kolonien nicht verteidigungsfähig, drohten aber, das Kaiserreich in unübersehbare Konflikte zu verwickeln.
Bereits 1883 hatte der deutsche Kaufmann Adolf Lüderitz einen Küstenstreifen im heutigen Namibia in Besitz genommen. Das „Lüderitzland“ genannte Gebiet wurde im April 1884 vom Kaiserreich als deutsches „Schutzgebiet“ deklariert und markierte damit den Beginn deutscher Kolonialherrschaft. Auf ähnliche Weise hatten hanseatische Kaufleute mehrere Handelsstützpunkte an der Küste Togos und Kameruns in Besitz genommen. Daraufhin ernannte Bismarck den Afrikaforscher Gustav Nachtigal zum Reichskommissar für Deutsch-Westafrika mit dem Auftrag eine Kolonialverwaltung aufzubauen. Am 5. Juli 1884 erklärte Nachtigal Togoland ebenfalls zum „Schutzgebiet“ des Kaiserreichs. Im November 1884 fand auf Einladung Bismarcks die Kongokonferenz in Berlin zur imperialen Aufteilung des afrikanischen Kontinents unter den Kolonialstaaten statt. Das Abschlussdokument, genannt Kongoakte, sprach Deutschland die koloniale Verwaltung über Deutsch-Westafrika, Deutsch-Südwestafrika (heute: Namibia) sowie Deutsch-Ostafrika (heute: Tansania, Ruanda, Burundi) zu.
Aufgrund der Gewaltverbrechen und systematischen Unterdrückung durch die Kolonialverwaltung kam es immer wieder zu Rebellionen in den Kolonien. Grausamste Folgen hatte 1904 der Aufstand der Herero und Nama gegen die deutschen Truppen, der von Generalleutnant Lothar von Trotha und 15.000 Soldaten blutig niedergeschlagen wurde. Überlebende des Kampfes flohen in die Omaheke-Wüste, die auf Befehl von Trotha abgeriegelt wurde, sodass tausende Herero und Nama verdursteten. Die Verbrechen der deutschen Kolonialherrschaft sind heute als Völkermord anerkannt.

## Das „kurze 20. Jahrhundert“ – vom Ersten Weltkrieg bis zum Ende des Ost-West-Konflikts
Während das durch den Aufstieg des Bürgertums, durch die Industrialisierung und die Rivalität der imperialistischen Mächte geprägte Zeitalter auch in Deutschland das erste Jahrzehnt des 20. Jahrhunderts überdauerte, endete die nachfolgende Epoche der verschärften globalen Konflikte des 20. Jahrhunderts, an denen Deutschland wesentlichen Anteil hatte, bereits am Ende der 1980er Jahre.

### Erster Weltkrieg (1914–1918)
Die Bündniskonstellationen zwischen den europäischen Mächten und die Verwicklung des österreichisch-ungarischen Vielvölkerstaats in die seit längerem instabilen Verhältnisse auf dem Balkan (Balkankrise, Balkankriege) wirkten zusammen, als nach der Ermordung des österreichischen Thronfolgers Franz Ferdinand am 28. Juni 1914 in Sarajevo die k.u.k-Monarchie am 23. Juli Serbien vorsätzlich ein kaum annehmbares Ultimatum stellte. Dieses Vorgehen begünstigte der „Blankoscheck“, den Wilhelm II. mit der deutschen Regierung dazu erteilt hatte. Am 28. Juli erklärte Österreich-Ungarn Serbien den Krieg; Deutschland folgte am 1. August mit der Kriegserklärung gegen Russland und am 3. August mit der gegen Frankreich. Der völkerrechtswidrige Einmarsch deutscher Truppen in Belgien, von der alliierten Propaganda als Schändung Belgiens bezeichnet, war der Anlass für die Kriegserklärung Großbritanniens an Deutschland am 4. August 1914. Somit entwickelte sich innerhalb weniger Tage aus einem Lokalkrieg der Erste Weltkrieg, die „Urkatastrophe des 20. Jahrhunderts“ (George Kennan). Angesichts der durch den Kaiser verkündeten Burgfriedenspolitik und der allgemeinen Mobilmachung zu Kriegsbeginn zerstoben zunächst alle Aktivitäten der Friedensbewegung in einer Welle der Kriegsbegeisterung großer Teile der bürgerlich-akademischen Schichten.
Zum ersten Mal in der Geschichte wurde die Kriegsschuldfrage gestellt und führte zu jahrzehntelangen Diskussionen. Völkerrechtlich gilt nach wie vor die Setzung des Versailler Vertrages, wonach „Deutschland und seine Verbündeten als Urheber für alle Verluste und Schäden verantwortlich sind“. Nach einer Phase der gegenseitigen Schuldzuweisungen in den 1920er Jahren näherte man sich später auf internationaler Ebene der Deutung, dass Europa 1914 in den Krieg „hineingeschlittert“ sei („Europe slithered over the brink into the boiling cauldron of war“, so David Lloyd George im Jahre 1933). Infolge der Fischer-Kontroverse kam es seit den 1960er Jahren zu der Auffassung, dass zwar eine längerfristige Planung des Krieges seitens Deutschlands nicht nachweisbar, die unverantwortliche Politik der deutschen Regierung in der Julikrise aber ausschlaggebend für die Auslösung des Weltkriegs gewesen sei. Zum 100. Jahrestag des Kriegsbeginns sind andererseits eine Reihe von Veröffentlichungen erschienen, welche die Teilverantwortung Russlands, Serbiens und Frankreichs sowie der Gesamtheit der beteiligten Staaten wieder mehr in den Blickpunkt rücken und den Sinn einer Schuldzuweisung generell bezweifeln.

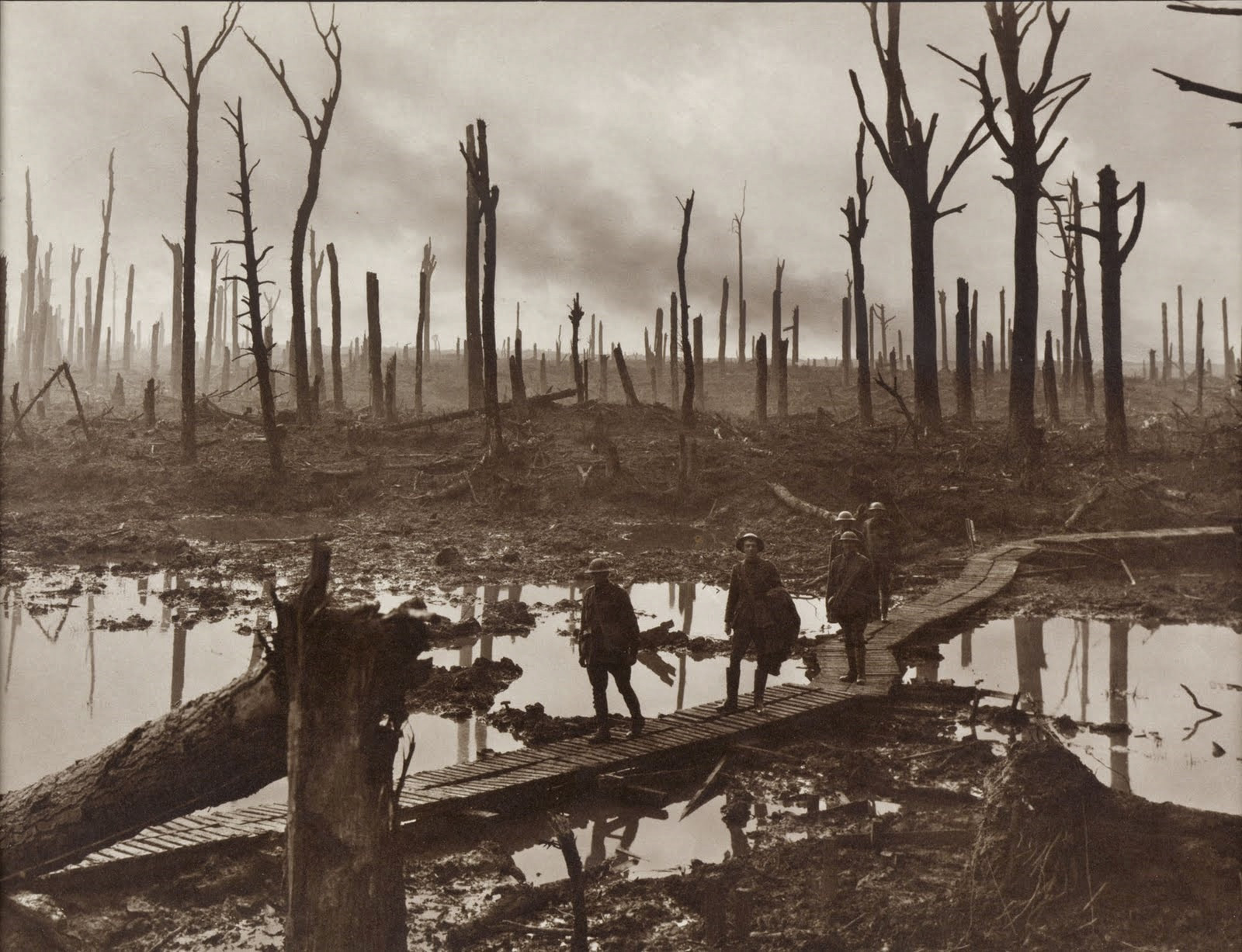
Der Chateauwald bei Ypern besteht nach den intensiven Artilleriebombardements nur noch aus Baumstümpfen (1917)

Als nach ersten militärischen Erfolgen des deutschen Heeres im Osten der mit dem Schlieffen-Plan verbundene Vorstoß im Westen ab September 1914 im Stellungs- und Grabenkrieg zum Erliegen kam, als die Materialschlachten zu hohen Verlusten an der Front führten und die Kriegswirtschaft zu Versorgungsengpässen und -notlagen in der heimischen Zivilbevölkerung, bröckelte die anfänglich geschlossene Unterstützung für die von der Obersten Heeresleitung (OHL) unter Paul von Hindenburg und Erich Ludendorff seit August 1916 zunehmend dominierte Reichsregierung. Zwar konnte 1918 im Friedensvertrag von Brest-Litowsk mit der aus der Oktoberrevolution in Russland hervorgegangenen Sowjetregierung ein aus Sicht der OHL vorteilhafter Frieden geschlossen werden; dennoch wurde mit dem Kriegseintritt der USA die Lage des deutschen Heeres im Westen entgegen der noch im Sommer 1918 optimistisch ausgerichteten Kriegspropaganda zunehmend unhaltbar.
Ende September 1918 überraschte die OHL die deutsche Öffentlichkeit mit der Forderung, die politisch Verantwortlichen müssten nunmehr umgehend Waffenstillstandsverhandlungen aufnehmen. Diese Wendung führte zu den Oktoberreformen, auf deren Grundlage erstmals ein parlamentarisches Regierungssystem gebildet wurde, die nun aber auch für den Ausgang des Krieges würde einstehen sollen. Kurzzeitig und einmalig in seiner Geschichte war Deutschland vom 28. Oktober bis zum 9. November 1918 eine parlamentarische Monarchie. Noch während der laufenden Bemühungen um einen Waffenstillstand erteilte die Seekriegsleitung den Befehl an die Flotte, zu einer auf den ehrenvollen Untergang angelegten letzten Schlacht gegen die Royal Navy auszulaufen. Diesem Befehl verweigerten die Schiffsbesatzungen in Wilhelmshaven und Kiel den Gehorsam, und der daraus sich entwickelnde Kieler Matrosenaufstand weitete sich aus zur Novemberrevolution der Arbeiter und Soldaten, die die Monarchie in Deutschland beseitigte und im Ergebnis der politischen Richtungskämpfe zur Ausbildung einer parlamentarischen Republik führte.

### Weimarer Republik (1918/19–1933)

Das Deutsche Reich 1919–1937

Inmitten der revolutionären Unruhen erfolgte am 9. November 1918 eine zweifache Ausrufung der Republik: durch Philipp Scheidemann mit parlamentarischer Zielsetzung, durch Karl Liebknecht mit sozialistischer Ausrichtung. Unter dem Druck der revolutionären Arbeiter- und Soldatenräte kam es zu einer Übergangsregierung bestehend aus je drei „Volksbeauftragten“ der Mehrheits- und der Unabhängigen Sozialdemokratie. Ein Reichsrätekongress im Dezember 1918 in Berlin machte aber mit großer Mehrheit den Weg frei für Wahlen zu einer Verfassunggebenden Nationalversammlung, erstmals mit Einschluss des Frauenwahlrechts. Da die Unruhen aber anhielten – im Januar 1919 wurde der Spartakusaufstand durch Freikorps-Truppen niedergeschlagen und dessen führende Köpfe Rosa Luxemburg und Karl Liebknecht ermordet –, verlegte man den Tagungsort der Nationalversammlung nach Weimar. Auch in dieser Hinsicht war die Weimarer Republik das Ergebnis anfänglicher Improvisationen.
Die Nationalversammlung hatte die Aufgabe, dem Deutschen Reich eine neue politische Ordnung zu geben, was in Form der am 14. August 1919 in Kraft getretenen Weimarer Verfassung geschah, und sie fungierte gleichzeitig als Parlament, stimmte über Gesetze und Haushaltsfragen ab, wählte ein neues Staatsoberhaupt (Reichspräsident Friedrich Ebert) und bildete eine breite Regierungskoalition, die sog. Weimarer Koalition, aus der am 13. Februar 1919 das Kabinett Scheidemann hervorging. Unter den sowohl innen- wie außenpolitisch äußerst schwierigen Nachkriegsbedingungen strebte es eine soziale Befriedung und die Umstellung der Kriegs- auf eine Friedenswirtschaft an. Umstritten waren bei dieser Neuordnung Sozialisierungsmaßnahmen in bestimmten Wirtschaftsbereichen wie auch Möglichkeiten und Ausmaß einer personellen Erneuerung in den Bereichen Verwaltung, Justiz und Militär, um mit den gesellschaftspolitischen Strukturen des Kaiserreichs zu brechen. Diesbezüglich wird mitunter von einer „unvollendeten Revolution“ gesprochen. Vorerst unumstritten waren hingegen die Einführung des Achtstundentags, die Anerkennung der Gewerkschaften und das Betriebsrätegesetz.

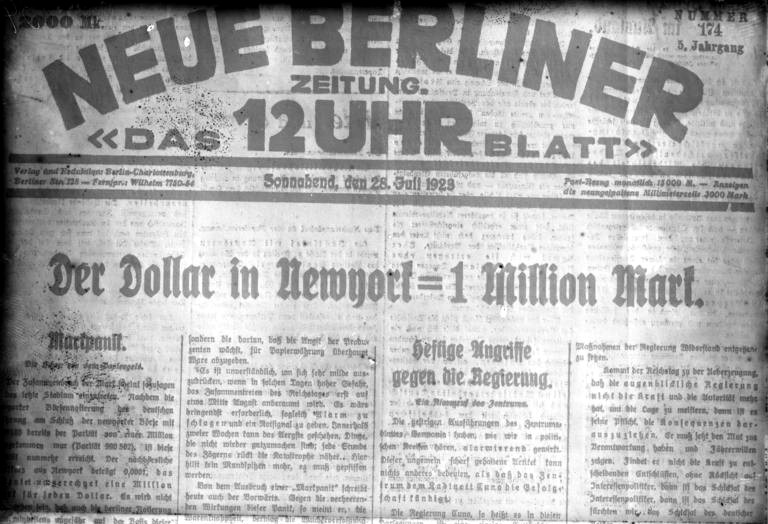
Berliner Tageszeitung meldet, dass in New York ein Dollar eine Million Mark kostet, Juli 1923

Zur inneren Zerreißprobe und dauerhaften Belastung der Weimarer Republik wurde die Auseinandersetzung um die Unterzeichnung des von den Siegermächten des Ersten Weltkriegs ausgehandelten Versailler Vertrags durch Deutschland. Mit Gebietsabtretungen, Reparationsforderungen und Abrüstungsauflagen war zugleich das Eingeständnis gefordert, dass Deutschland und seine Verbündeten „Urheber aller Verluste und aller Schäden“ seien, was als offizielles Schuldeingeständnis interpretiert wurde und in Deutschland ganz überwiegend als „Kriegsschuldlüge“ aufgefasst wurde. Um die deutsche Position in den Friedensverhandlungen nicht zusätzlich zu schwächen, blieben Dokumente, die die kaiserzeitliche politische Führung belasteten, mit sozialdemokratischer Unterstützung unter Verschluss. Als die Nationalversammlung unter ultimativem Druck der Siegermächte dem Vertrag schließlich doch zustimmte, trat Scheidemann als Regierungschef zurück.
Anhaltende politische Instabilität und republikfeindliche Tendenzen begleiteten die Weimarer Republik auch weiterhin. Im März 1920 trieb der von oppositionellen Militärs initiierte Kapp-Putsch die Berliner Regierung zunächst in die Flucht, scheiterte jedoch am entschlossenen Widerstand und Generalstreik breiter Bevölkerungskreise. Der Ruhraufstand der Roten Ruhrarmee wurde von der Reichsregierung niedergeschlagen. Matthias Erzberger und Walther Rathenau wurden 1921 bzw. 1922 von rechtsterroristischen Attentätern der Organisation Consul als „Erfüllungspolitiker“ im Hinblick auf den Versailler Vertrag ermordet. 1923 kam es zu einer mehrseitig bedrohlichen staatlichen Existenzkrise: Neben der durch Kriegsfinanzierung, Reparationspflichten und finanzpolitische Weichenstellungen bedingten Großen Inflation des Jahres 1923, in der das sparfreudige Bürgertum alle verbliebenen Geldreserven verlor, führte der Ruhrkampf im geschwächten Rheinland zu separatistischen Aktivitäten. Im Hamburger Aufstand kam es zu kommunistischen Machtkämpfen, in Sachsen (Gesamtministerium Zeigner) und in Thüringen (Kabinett Frölich II) zur Beteiligung der KPD an den Landesregierungen. In München, das 1919 kurzzeitig von einer Räterepublik regiert worden war, fand am 9. November 1923 der Hitlerputsch statt.

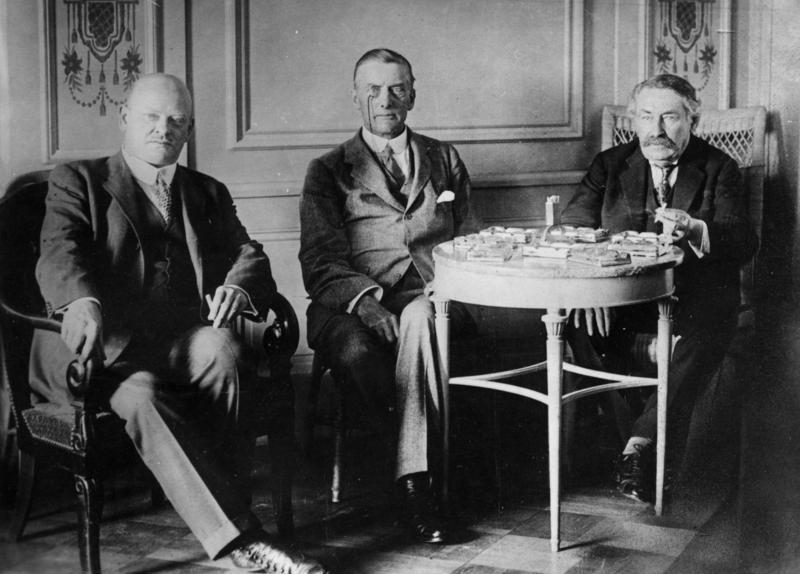
Konferenz von Locarno 1925: Gustav Stresemann mit Austen Chamberlain (Mitte) und Aristide Briand (rechts)

Die Beendigung von Ruhrkampf und Großer Inflation gelang im Herbst 1923 durch eine Währungsreform unter dem kurzzeitigen Reichskanzler Gustav Stresemann, der im Zusammenwirken mit Reichspräsident Ebert auch die anderen Krisenherde unter Kontrolle brachte. Mit Hilfe des Dawes-Plans wurde ab 1924 eine relative Stabilisierung der Weimarer Republik erreicht. Dabei kam es in verbesserter Finanzlage unter anderem zum Infrastrukturausbau, zu Wohnungsbauprogrammen und 1927 zur Einführung der Arbeitslosenversicherung. Die Rede von den „goldenen zwanziger Jahren“ hat aber nicht in politisch oder wirtschaftlich glanzvollen Zeiten ihren Ursprung, sondern bezieht sich auf „die stürmische Entfaltung eines neuen Lebensgefühls und die eruptive Freisetzung schöpferischer geistiger Kräfte in einem kurzen Jahrzehnt denkbar weitgehender Freiheit und großer Vielfalt des geistig-künstlerischen Schaffens.“ Den diesen Aufbruch tragenden Kräften standen breite konservative Strömungen gegenüber, die sich kulturpessimistisch und zivilisationskritisch zur künstlerischen und intellektuellen Avantgarde etwa in der Malerei, in Literatur und Theater oder in der Architektur verhielten.
Mit der Neuregelung der Reparationsbedingungen im Dawes-Plan, dem ein Zustrom amerikanischer Kredite und Investitionen nach Deutschland folgte, ging auch die außenpolitische Isolierung des Landes nach dem Ersten Weltkrieg zu Ende. In den Locarno-Verträgen sicherte das Deutsche Reich die Anerkennung der Westgrenzen gemäß Versailler Vertrag zu und wurde am 8. September 1926 in den Völkerbund aufgenommen. Die diesen Verständigungsprozess gestaltenden Außenminister Frankreichs und Deutschlands, Briand und Stresemann, erhielten dafür gemeinschaftlich den Friedensnobelpreis.

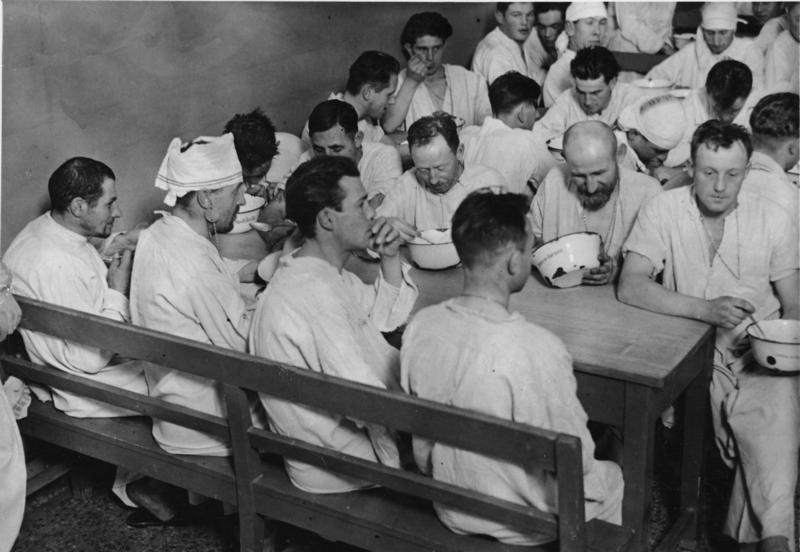
Massenelend auf dem Höhepunkt der Weltwirtschaftskrise 1932: Speisesaal eines Obdachlosenasyls in Berlin-Prenzlauer Berg

Ausdruck einer zunehmenden Rechtsverschiebung des politischen Spektrums in der Republik war nach dem Tod Friedrich Eberts die Reichspräsidentenwahl 1925, aus der der 77-jährige Paul von Hindenburg als Sieger hervorging, der die Dolchstoßlegende populär gemacht hatte. Andererseits kam es nach der Reichstagswahl 1928 zur Bildung einer großen Koalition der Parteien SPD, DDP, des Zentrums, der BVP und der DVP unter Führung des sozialdemokratischen Reichskanzlers Hermann Müller. Die Koalition zerbrach im März 1930 im Streit um die Finanzierung der 1927 eingeführten Arbeitslosenversicherung, die seit Frühjahr 1929 unterfinanziert war. Hinzu kamen der Young-Plan, der zwar die jährlichen Reparationszahlungen senkte, die Verantwortung für deren Transfer aber Deutschland selbst übertrug, und die durch den New Yorker Börsenkrach im Oktober 1929 ausgelöste Weltwirtschaftskrise, die den Zustrom amerikanischer Kredite nach Deutschland beendete. Ob der Bruch der Großen Koalition auf die divergierenden sozialpolitischen Positionen ihrer Flügelparteien SPD und DVP oder auf die erklärte Absicht von Reichspräsident und Reichswehrführung zurückzuführen ist, die SPD aus der Regierung zu drängen, ist seit 1957 umstritten.

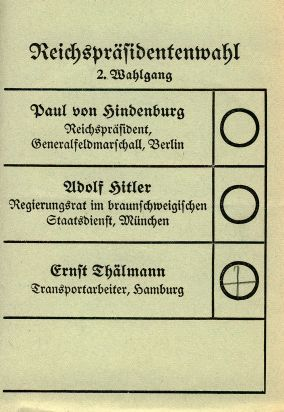
Stimmzettel der Reichspräsidentenwahl 1932

Hindenburg ernannte den als Finanzpolitiker profilierten Zentrumsmann Heinrich Brüning zum Reichskanzler und unterstützte ihn in den Jahren 1930 bis 1932 mit allen Befugnissen, die ihm laut Weimarer Verfassung zu Gebote standen: Das Notverordnungsrecht nach Artikel 48 der Verfassung, die Möglichkeit der Reichstagsauflösung nach Artikel 25 mit nachfolgenden Neuwahlen und die Ernennung des Reichskanzlers ohne Wahl durch den Reichstag nach Artikel 53. Nachdem der Reichstag erstmals eine Notverordnung Brünings mit Mehrheit abgelehnt und dadurch aufgehoben hatte, wurde er aufgelöst, während Brüning blieb und in der Zeit bis zu den Neuwahlen wiederum per Notverordnung weiterregierte. Als die rechtsextreme Nationalsozialistische Deutsche Arbeiterpartei (NSDAP) bei der Reichstagswahl am 14. September 1930 sprunghaft zu einer bedeutenden politischen Kraft im Reichstag anwuchs, entschloss sich die SPD bis auf Weiteres zur Tolerierung von Brünings Notverordnungsregime, während die oppositionellen Kräfte der äußersten Rechten sich in der kurzlebigen Harzburger Front sammelten. Mit harten Sparprogrammen, Steuererhöhungen und Leistungskürzungen war Brüning um die Vermeidung einer neuerlichen Inflation und um Zugeständnisse des Auslands bei den Reparationen bemüht, verschärfte im Zuge der Bankenkrise damit aber noch die wirtschaftliche Rezession. Frankreich und Großbritannien irritierte er mit Plänen für eine Deutsch-österreichische Zollunion.
Nach der Reichspräsidentenwahl 1932 entzog ihm Hindenburg Ende Mai seine Unterstützung und berief statt seiner Franz von Papen zum Reichskanzler, der die antiparlamentarische Stoßrichtung des Präsidialregimes mit seinem „Kabinett der Barone“ noch verstärkte. Sein autoritärer Kurs gipfelte in dem Preußenschlag vom 20. Juli 1932, mit dem er die geschäftsführende Regierung unter sozialdemokratischer Führung absetzte und in Abstimmung mit Hindenburg selbst als Reichskommissar für Preußen ihre Stelle einnahm. Im Reichstag hatte Papen kaum Unterstützer; seine Notverordnungen wurden, sofern der Reichstag nicht gerade aufgelöst war, mit drastischen Mehrheiten zurückgewiesen. Unter dem Eindruck der immer weiter massenhaft zunehmenden Arbeitslosigkeit und sozialen Not in der Weltwirtschaftskrise radikalisierte sich das Wählerverhalten noch zunehmend. Die beiden 1932 vorgenommenen Reichstagsauflösungen führten in den Reichstagswahlen sowohl des Julis als auch des Novembers jeweils dazu, dass die NSDAP stärkste Kraft im Reichstag wurde und eine negative Mehrheit der Demokratiegegner mit den Kommunisten bildete, sodass republikanische Regierungsmehrheiten in weite Ferne rückten.
Da Papen auch nach der Novemberwahl im Reichstag auf brüske Ablehnung stieß, machte Hindenburg, indem er Adolf Hitler das Amt zunächst noch verweigerte, den Reichswehrgeneral Kurt von Schleicher zum Reichskanzler. Als aber dessen „Querfront“ scheiterte, mit der er Teile der NSDAP abspalten und für eine übergreifende Gewerkschaftsinitiative gewinnen wollte, fand sich Hindenburg unter dem Einfluss seiner Berater bereit, den von Papen und Hugenberg vermeintlich „eingerahmten“ Hitler am 30. Januar 1933 zum Reichskanzler zu ernennen.

### Nationalsozialismus und Zweiter Weltkrieg (1933–1945)

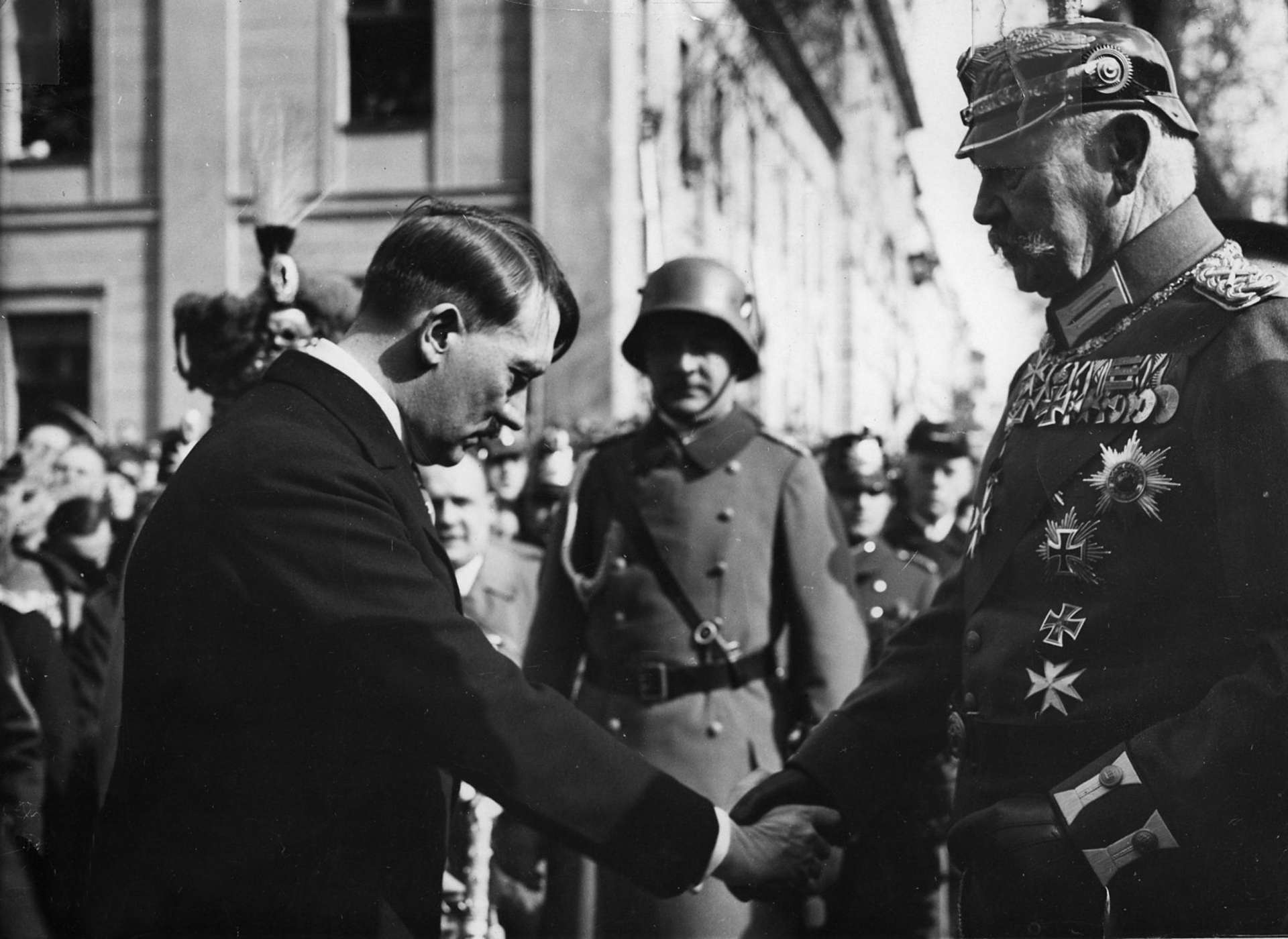
Reichskanzler Adolf Hitler begrüßt Reichspräsident Paul von Hindenburg am 21. März 1933, dem Tag von Potsdam, aus Anlass der Konstituierung des am 5. März neugewählten Reichstags. Es war Hitlers einziger öffentlicher Auftritt in Cut und Zylinder.

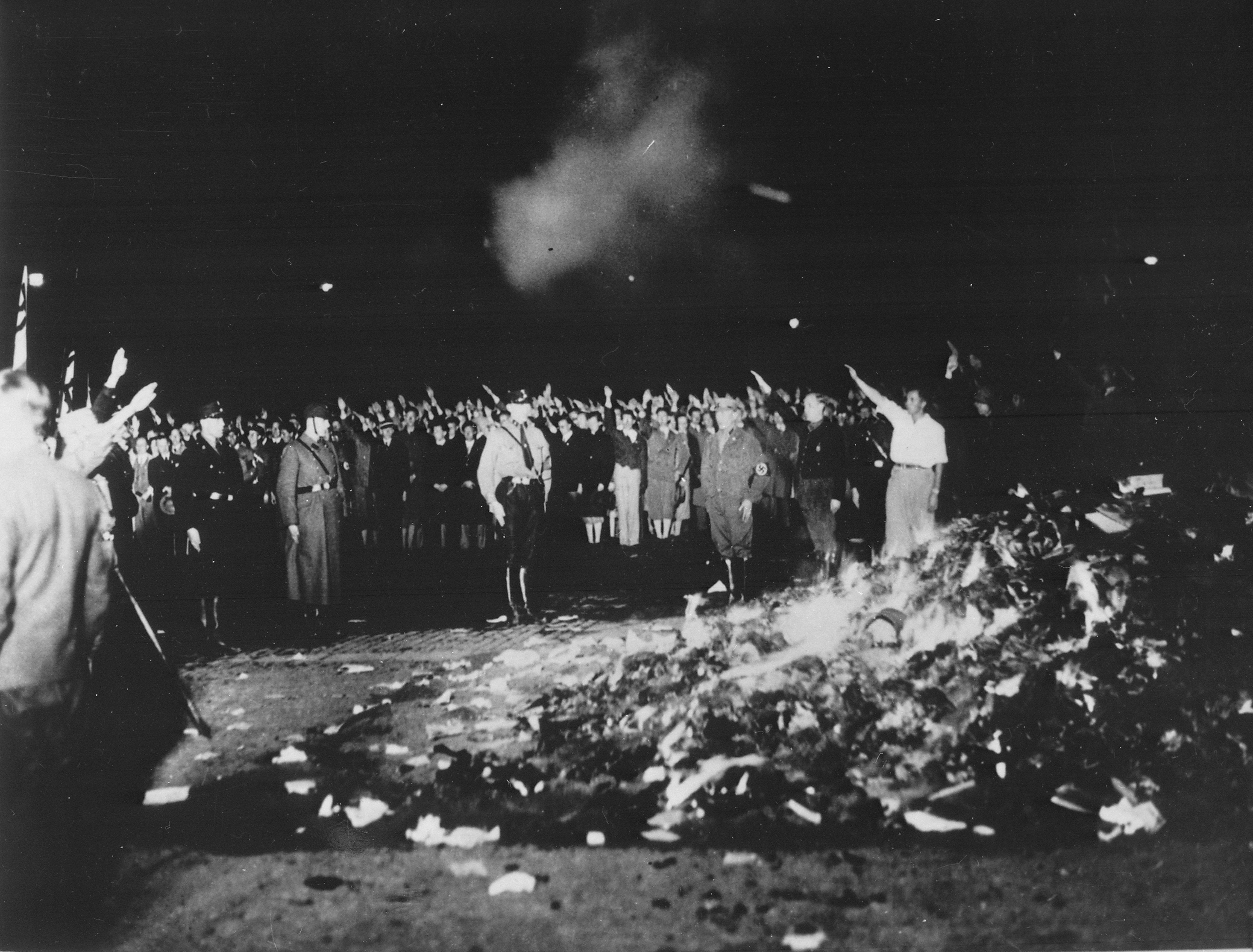
Bücherverbrennung auf dem Opernplatz in Berlin am 10. Mai 1933

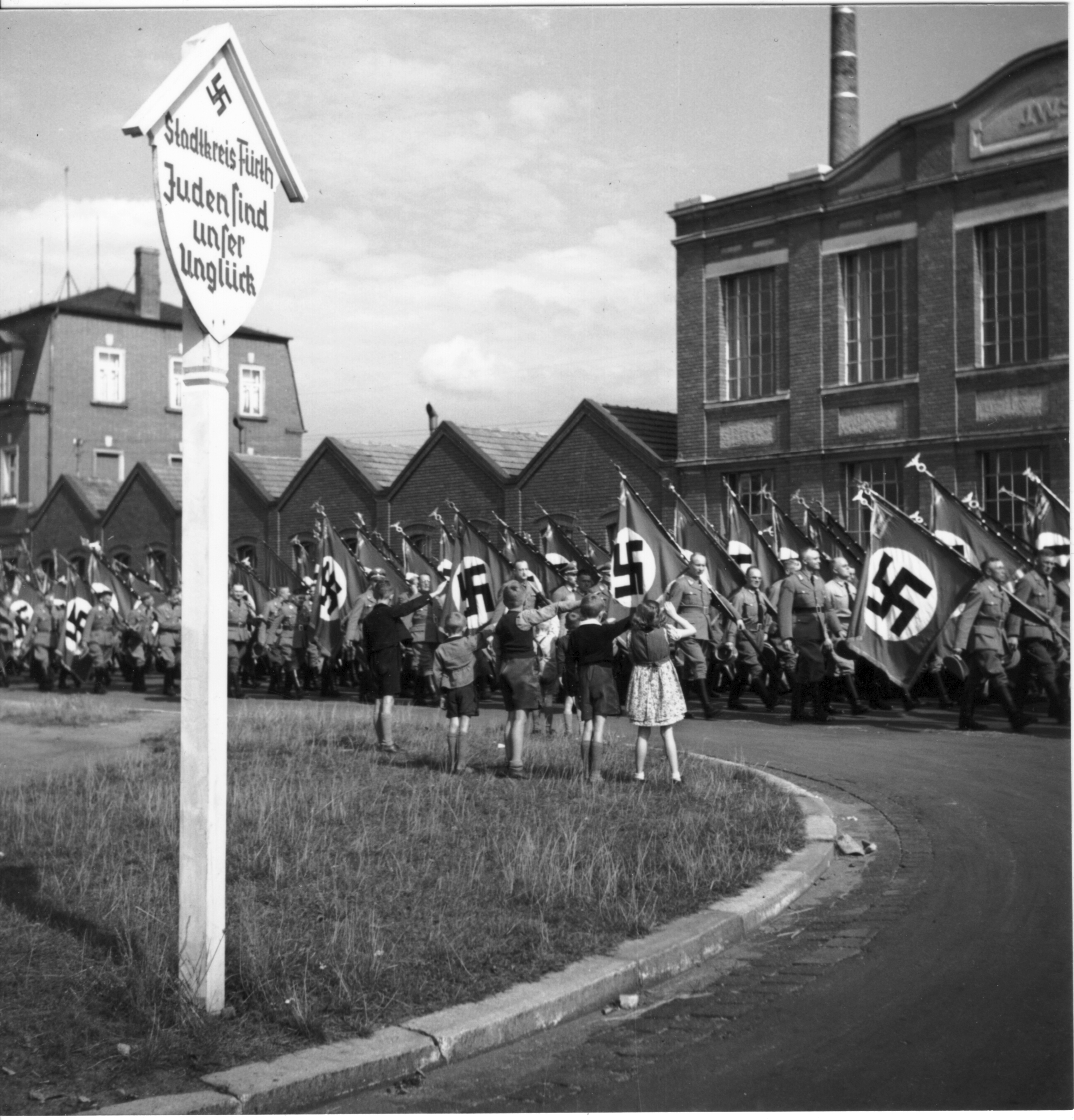
NS-Marschkolonne mit Hakenkreuzfahnen auf dem Rückweg vom Reichsparteitag (vermutlich 1938) an der Stadtgrenze Fürth/Nürnberg, antijüdische Propaganda am Ortsschild und Kinder mit Hitlergruß. Im Hintergrund ein Fabrikgebäude der „arisierten“, zuvor jüdischen Firma J. W. Spear & Söhne.

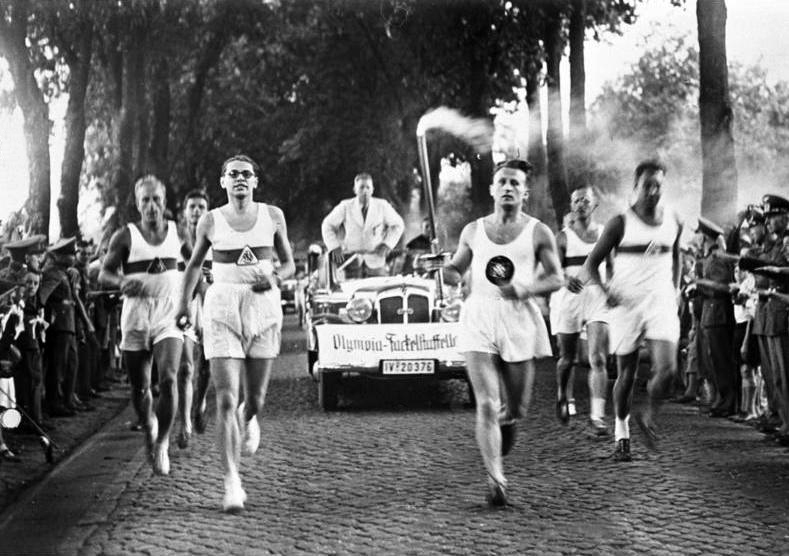
Fackelläufer auf dem Weg nach Berlin zu den als NS-Propaganda-Spektakel inszenierten Olympischen Spielen 1936

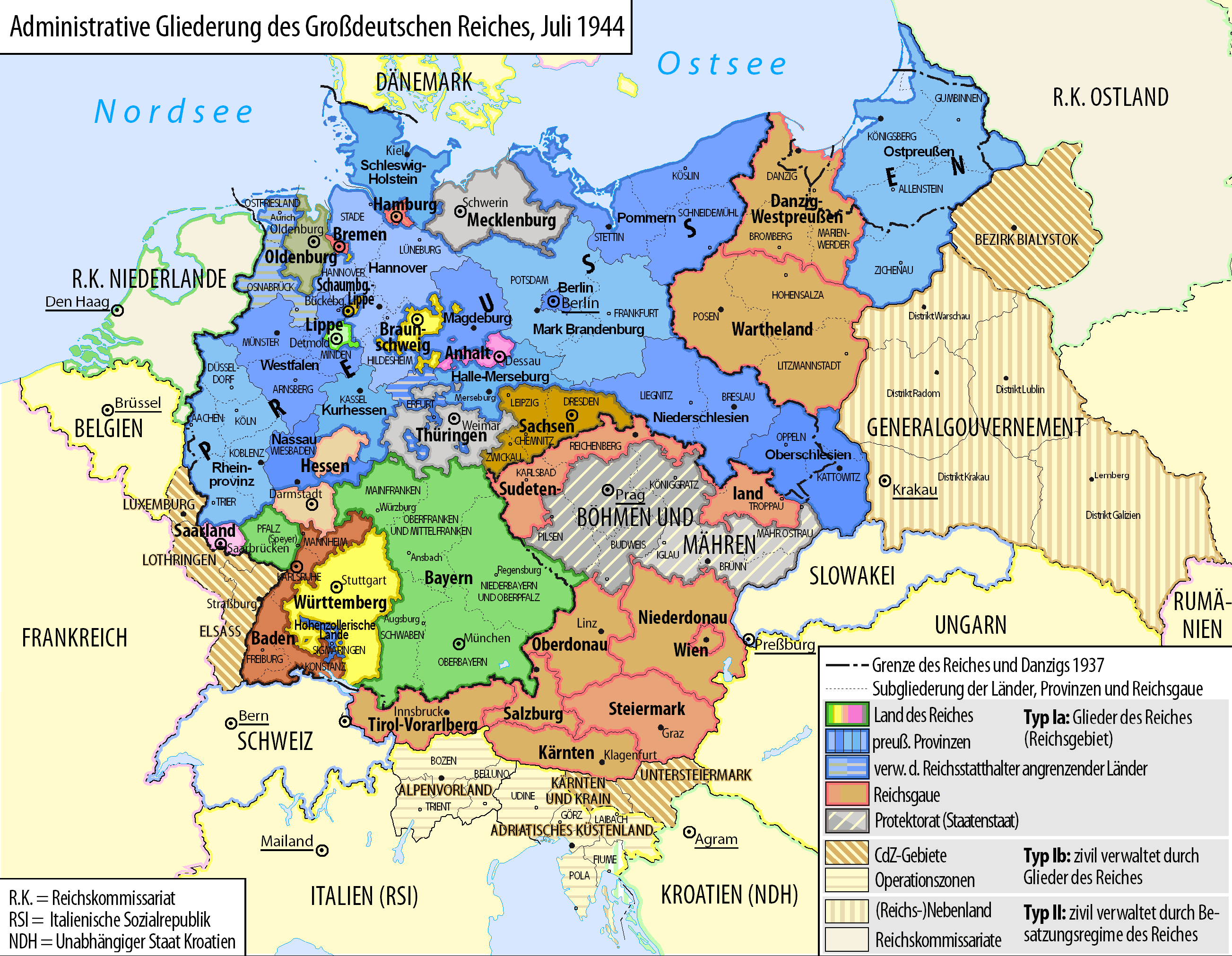
Großdeutsches Reich 1944

Mit Hitlers Reichskanzlerschaft begann am 30. Januar 1933 die Zeit des Nationalsozialismus. Die zur Diktatur zielführenden Schritte waren in den Grundzügen bei Hitlers Amtsantritt bereits vorgesehen und wurden im Prozess der „Machtergreifung“ durch die Ausschaltung sowohl der politischen Gegner als auch der anfänglichen Regierungspartner, unter Beseitigung hinderlicher Verfassungsbestimmungen, binnen weniger Monate beschleunigt. Einer erneuten Reichstagsauflösung durch Hindenburg am 31. Januar folgte als Reaktion auf KPD-Streikaufrufe schon am 4. Februar 1933 die Verordnung des Reichspräsidenten zum Schutze des Deutschen Volkes zur Einschränkung der Meinungs-, Presse- und Versammlungsfreiheit. Der Reichstagsbrand am 27./28. Februar, für den die NS-Führung sogleich die Kommunisten als Brandstifter verantwortlich machte, bot vor der für den 5. März angesetzten Reichstagsneuwahl für eine noch viel umfassendere Notverordnung Anlass, die für die kommenden Jahre praktisch jeden Schutz politischer Grundrechte auf Dauer außer Kraft setzte. Laut vorbereiteten Listen wurden umgehend profilierte NS-Gegner im linken Spektrum verhaftet. Die folgende Reichstagswahl verschaffte zwar dem Kabinett Hitler eine parlamentarische Mehrheit, nicht aber der NSDAP allein. Das bei der Regierungsbildung verabredete Ermächtigungsgesetz vom 24. März 1933, das nach Streichung der kommunistischen Mandate und der überwiegenden Zustimmung des Zentrums die nötige Zweidrittelmehrheit erhielt, machte die Regierung und insbesondere Reichskanzler Hitler von jeglicher parlamentarischen Zustimmung unabhängig, sogar hinsichtlich verfassungsändernder Gesetze. Nun konnte der auf die Länder, auf die Verwaltungsbehörden, die Gewerkschaften wie auf die politischen Parteien gerichtete Gleichschaltungsprozess beschleunigt werden. Am 14. Juli 1933, nach dem Verbot bzw. der Selbstauflösung sämtlicher Parteien außer der NSDAP, wurde diese mit dem Gesetz gegen die Neubildung von Parteien zur einzig zugelassenen Partei in Deutschland. Die schon seit Februar 1933 in großer Zahl willkürlich festgenommenen NS-Widersacher wurden großteils in Konzentrationslagern inhaftiert.
Als attraktives Gegenbild zur Bekämpfung und Vernichtung ihrer tatsächlichen Gegner und vermeintlichen Feinde propagierten die Nationalsozialisten eine geschlossene Volksgemeinschaft, in der sich jeder nach Kräften nützlich machen und vorankommen sollte. Mit ihr und durch sie sollte der „Schandfrieden“ von Versailles getilgt werden und das Deutsche Reich zu neuer Kraft und Größe aufsteigen. Gesellschaftliche Standesunterschiede galt es zu beseitigen, die Gleichwertigkeit körperlicher und geistiger Arbeit anzuerkennen, die „Volksgenossen“ unterschiedlicher Herkünfte bei Gemeinschaftsaufgaben zusammenzuführen. Dazu dienten teilnahmepflichtige Organisationen wie Hitlerjugend, Bund Deutscher Mädel, Reichsarbeitsdienst, Wehrdienst und eine Vielzahl weiterer Einrichtungen, unter denen sich die Freizeit- und Reiseorganisation Kraft durch Freude (KdF) besonderer Beliebtheit erfreute. Für die Verbreitung und Durchsetzung der NS-Weltanschauung in allen Gliederungen von Staat und Volk war als Hauptinstrument das Reichsministerium für Volksaufklärung und Propaganda unter Joseph Goebbels zuständig, dem auch die Zensur der veröffentlichten Meinung in Schrift und Bild unterlag. Am 10. Mai 1933 war er der Hauptredner bei der Bücherverbrennung auf dem Opernplatz, die von Studenten der Friedrich-Wilhelms-Universität „wider den undeutschen Geist“ veranstaltet wurde. Gerade unter den Nachwuchsakademikern waren die NSDAP-Anhänger bereits zu Zeiten der Weimarer Republik besonders stark vertreten, stand die Partei in ihren Augen doch für die Überwindung verkrusteter Strukturen, für Modernität, Mobilität und Egalität: „Den hochgespannten Erwartungen, an dem großen Projekt einer Modernisierung Deutschlands unter den Auspizien eines dynamisierten Nationalismus selber teilnehmen zu können, entsprach offenbar glaubwürdig die messianische Vision eines – im Vergleich mit allen anderen Parteipolitikern – ganz ungewöhnlichen charismatischen «Führers» mit einer extraordinären «Willenspotenz» und der rhetorischen Fähigkeit, das Erreichen großartiger Ziele zu einer unumstößlichen Gewißheit zu erheben.“ Seit Anfang April 1933 gab es ein Hauptamt für Presse und Propaganda der Vereinigten Deutschen Studentenschaften, das in einem Rundschreiben jeden Studenten aufforderte, seine und die Bibliotheken seiner Bekannten zu „säubern“ und dafür zu sorgen, dass „ausschließlich volksbewusstes Schrifttum darin heimisch ist.“
Wer dagegen von den Nationalsozialisten nicht zur Volksgemeinschaft gezählt wurde, ihnen unnütz erschien, abweichende Ansichten vertrat oder sich ihnen in den Weg stellte, wurde diskriminiert und verfolgt. Das galt, wie die politischen Morde im Zusammenhang mit dem angeblichen Röhm-Putsch zeigten, mit denen die SA zugunsten der Wehrmacht und zum Vorteil der SS entmachtet wurde, sogar für eine mögliche Opposition innerhalb der NSDAP gegen den Kurs Hitlers. Die christlichen Kirchen der Katholiken und der Protestanten ließ man gewähren, nachdem die Zentrumspartei als politischer Akteur verschwunden war und sofern nicht vereinzelt opponiert wurde. Mit dem Vatikan wurde ein Konkordat geschlossen, das unter anderem die Bekenntnisschulen und den katholischen Religionsunterricht zusicherte. Gegen Juden in Deutschland kam es bereits im April 1933 zu einer organisierten Boykott-Aktion. 1935 wurden sie durch die Nürnberger Gesetze ausgebürgert, 1938 in und nach der Reichspogromnacht, in der randalierende uniformierte SA- und SS-Leute mehr als 1400 Synagogen in Deutschland zerstörten, vielfach schwer und teils tödlich misshandelt und ihrer wirtschaftlichen Existenz beraubt. Die Verfolgungen gegen Sinti und Roma sowie von Deutschen mit Geisteskrankheiten oder angeborenen Behinderungen, denen das Gesetz zur Verhütung erbkranken Nachwuchses galt, forderten im Sinne der „Rassenhygiene“ weitere Opfer. Die nationalsozialistische Propaganda bezeichnete solche Menschen als „lebensunwertes Leben“. Im Rahmen der Krankenmorde in der Zeit des Nationalsozialismus wurden sie ab 1939 in der Aktion T4, ab 1943 in der Aktion Brandt massenhaft umgebracht.
Begünstigt von der einsetzenden wirtschaftlichen Erholung und rückläufigen Arbeitslosigkeit – auch ungeachtet der spezifisch nationalsozialistischen Beschäftigungsprogramme, unter denen der Autobahnausbau das bekannteste ist – fanden die NS-Diktatur und ihr „Führer“ rasch wachsende Zustimmung. Einige Tage nach dem Tod Hindenburgs ließ sich Hitler im August 1934 in der „Volksabstimmung über das Staatsoberhaupt des Deutschen Reichs“ von der deutschen Bevölkerung als Führer und Reichskanzler bestätigen. Die Saarabstimmung 1935, der Einmarsch deutscher Truppen in das gemäß Versailler Vertrag entmilitarisierte Rheinland 1936 und der Anschluss Österreichs im März 1938 wurden als Schritte zu neuer deutscher Größe propagandistisch gefeiert. Gemäß seinem in „Mein Kampf“ niedergelegten Programm ging es Hitler aber darüber hinaus um die Eroberung von „Lebensraum im Osten“ für das deutsche Volk durch die Unterwerfung der Sowjetunion. Bereits 1936 gab er einen geheimen Vierjahresplan aus mit der Vorgabe, binnen vier Jahren die Aufrüstung der Wehrmacht zur Einsatzfähigkeit voranzutreiben und die deutsche Wirtschaft kriegsfähig zu machen. Finanziert wurden diese Pläne durch verdeckte Staatsschulden, die nur aus Kriegsgewinnen hätten getilgt werden können. Schon im Herbst 1938 legte es Hitler in der Auseinandersetzung um das Sudetenland auf eine militärische Intervention mit weiter reichenden Optionen an, musste sich dann aber mit dem Münchner Abkommen begnügen. Mit der Zerschlagung der Tschechoslowakei und dem Ultimatum an Litauen zur Rückgabe des Memellandes im März 1939 endeten die Appeasement-Politik und ungehinderte Expansion des NS-Staates. Für den Fall eines deutschen Angriffs auf Polen gaben Großbritannien und Frankreich eine Beistandsgarantie.

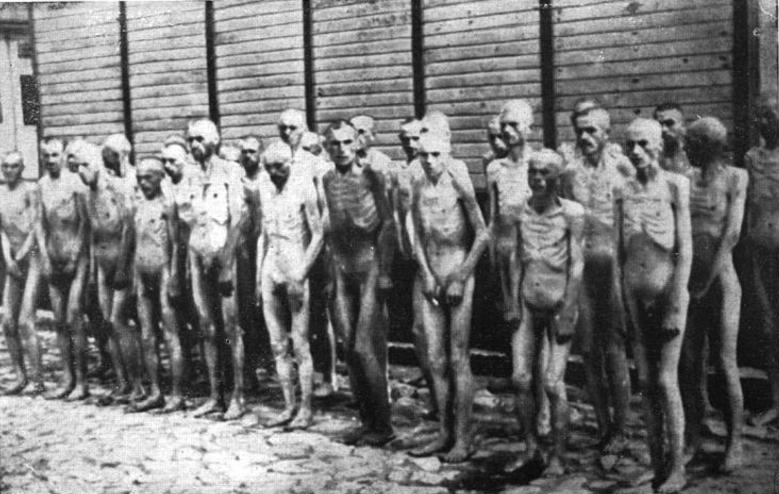
Ausgehungerte sowjetische Kriegsgefangene im KZ Mauthausen

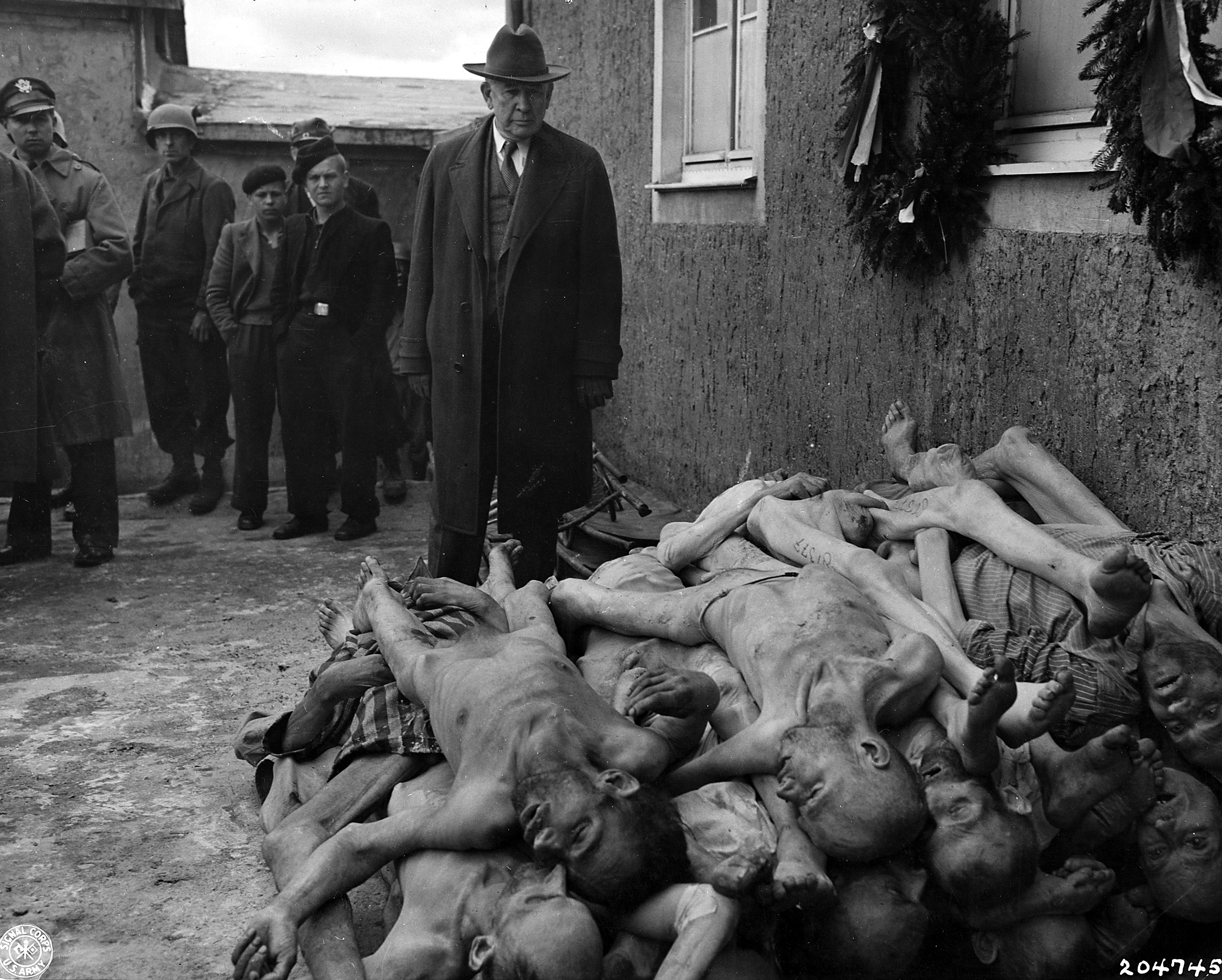
Buchenwald bei Weimar am 24. April 1945

Mit dem überraschenden, die Vermeidung eines Zweifrontenkriegs begünstigenden Hitler-Stalin-Pakt erschien Hitler der Überfall auf Polen als ein überschaubares Risiko. Am 1. September 1939 begann das Deutsche Reich mit dem Überfall auf Polen den Zweiten Weltkrieg. Der Blitzkrieg war von Polen über Norwegen und im Westfeldzug so erfolgreich, dass Hitler trotz der am energischen Widerstand unter Winston Churchill gescheiterten Luftschlacht um England am 22. Juni 1941 das Unternehmen Barbarossa und den darauf folgenden Krieg gegen die Sowjetunion befahl. Der deutsche Vormarsch wurde von der weit unterschätzten Roten Armee mit Einbruch des Winters in der Schlacht um Moskau gestoppt. Doch auch den gerade nach dem japanischen Angriff auf Pearl Harbor in den Krieg eingetretenen USA erklärte Hitler am 11. Dezember 1941 deutscherseits den Krieg. Die auf „Lebensraum“-Eroberung gerichtete militärische Ostexpansion des nationalsozialistischen Deutschland sah auch für die einheimische Zivilbevölkerung keinerlei Schonung vor. Vielmehr zielten Zwangsarbeit und Aushungern auf eine radikale Dezimierung der slawischen „Untermenschen“, an deren Stelle arische „Herrenmenschen“ als Kolonisten in einem künftigen „Großgermanischen Reich“ herrschen sollten. Im Generalplan Ost war die „Verschrottung“ von 31 Millionen Slawen vorgesehen, im Protokoll der Wannseekonferenz die Vernichtung von 11 Millionen Juden im Rahmen des Holocaust. Zwischen 1941 und 1944 stieg die Zahl der nach Deutschland verschleppten Zwangsarbeiter von drei auf acht Millionen. Das dem KZ Auschwitz angeschlossene Zwangsarbeiterlager Auschwitz-Monowitz gehörte zum oberschlesischen Chemie-Komplex, der Dimensionen annahm, die denen des Ruhrgebiets kaum nachstanden. Den Juden in Europa hatte Hitler bereits Anfang 1939 die Vernichtung angedroht. Seit September 1941 waren sie gezwungen, den Judenstern zu tragen. Auf der Wannseekonferenz im Januar 1942 wurden Zuständigkeiten und Organisation bezüglich der „Endlösung der Judenfrage“ beschlossen, nachdem das Morden der Einsatzgruppen der Sicherheitspolizei und des SD bereits im Juli 1941 begonnen hatte. Nach der Deportation in Ghettos wie das Ghetto Theresienstadt, Ghetto Riga oder das Warschauer Ghetto wurde die Ermordung der Juden im besetzten Osten Europas seit Herbst 1941 mit Gaskammern und Verbrennungseinrichtungen auch industriell betrieben. Neben Auschwitz-Birkenau gehörten im Rahmen der „Aktion Reinhardt“ zu den großen Vernichtungslagern Belzec, Sobibor und Treblinka. Bis zum Kriegsende wurden etwa sechs Millionen europäische Juden ermordet, darunter über drei Millionen polnische Juden.
Nachdem die militärische Front des NS-Reiches und seiner Verbündeten 1942 ihre größte Ausdehnung im Osten erreicht hatte, setzte mit der verlorenen Schlacht von Stalingrad der Umschwung ein, der auf deutscher Seite in einen noch mehr als zwei Jahre währenden Krieg der erzwungenen Rückzüge, Zwischenoffensiven, Kapitulationsverbote und Durchhalteparolen mündete; und zwar nicht nur im Osten, sondern auch im Afrikafeldzug und im Italien des verbündeten Faschistenführers Benito Mussolini; nach der angloamerikanischen Invasion in der Normandie im Juni 1944 schließlich auch im Westen. Nachdem deutsche Bomber im Spanischen Bürgerkrieg zunächst den Luftangriff auf Guernica, bei der Luftschlacht um England The Blitz auf London und die Luftangriffe auf Coventry ausgeführt hatten, verlagerte sich der Luftkrieg im Zweiten Weltkrieg ab 1943 auf deutsche Großstädte. Alliierte Luftstreitkräfte, darunter das RAF Bomber Command, richteten mit Spreng- und Brandbomben verheerende Schäden an. Das bis zuletzt verschonte Dresden wurde noch im Februar 1945 in Schutt und Asche gelegt.
Der Widerstand gegen den Nationalsozialismus blieb auch angesichts der sich anbahnenden Kriegsniederlage begrenzt und durch den Terror-Apparat (Reichssicherheitshauptamt, Gestapo) beherrschbar, zumal die Propaganda bis zuletzt auf den „Endsieg“ einschwor. Im zeitgenössischen Umfeld praktisch wirkungslos blieben auch die heute berühmten Flugblattaktionen der Weißen Rose oder das von Mitgliedern des Kreisauer Kreises inspirierte Attentat vom 20. Juli 1944, das Claus Schenk Graf von Stauffenberg erfolglos auf Hitler verübte. Einige Wirkung zeigte immerhin der öffentliche Einsatz des Münsteraner Bischofs von Galen gegen die „Vernichtung lebensunwerten Lebens“. Im Regelfall wurden aktiv Widerständige als Hoch- und Landesverräter behandelt und hingerichtet, teils auch ohne Aburteilung durch den Volksgerichtshof.
In den letzten Kriegsmonaten kam es mit dem Vorrücken der Roten Armee an die Reichsgrenzen zu Flucht und Vertreibung der deutschen Bevölkerung im Osten, mitbedingt durch die von der Sowjetunion betriebene Westverschiebung Polens. Betroffen waren mehr als 12 Millionen Deutsche, von denen über zwei Millionen dabei umkamen. Während der Schlacht um Berlin verfasste Hitler sein politisches Testament und erschoss sich am 30. April 1945. Die deutsche Kapitulation wird auf den 8. Mai 1945 datiert. Die Verhaftung der letzten Reichsregierung unter Karl Dönitz im Sonderbereich Mürwik erfolgte erst am 23. Mai 1945.

### Das geteilte Deutschland (1945–1990)

Die vier Besatzungszonen gemäß dem Potsdamer Abkommen, das freie Saarland und die unter polnische und sowjetische Verwaltung gestellten Ostgebiete des Deutschen Reiches (Stand: Juni 1947 bis April 1949)

Die mit der Kapitulation besiegelte Niederlage des „Dritten Reiches“ am Ende des „totalen Krieges“ war als historische Zäsur noch durchdringender als der Weltkriegsausgang 1918. Sie führte zur Teilung Deutschlands, wobei sich aus den Besatzungszonen der vier Siegermächte im Rahmen des Alliierten Kontrollrats schließlich zwei deutsche Staaten ergaben. Die deutsche Teilung bedeutete aber auch den faktischen Verlust aller Gebiete östlich der Oder-Neiße-Grenze, die seit der mittelalterlichen Ostsiedlung unter deutsche Hoheit gelangt waren. Das in den Kalten Krieg übergehende, durch systembedingte politische und wirtschaftliche Interessenkonflikte verursachte Zerwürfnis zwischen den drei westlichen Mächten und der Sowjetunion bewirkte einen viereinhalb Jahrzehnte andauernden Teilungsprozess bezüglich der politischen Systeme und bei der Entwicklung staatsbürgerlicher Identitäten in beiden deutschen Staaten. Zwar bestand ein Bewusstsein für Zusammengehörigkeit der Deutschen bei vielen DDR-Bewohnern fort, wie sich 1989/90 zeigen sollte; die unterschiedlichen Sozialisations- und Lebensbedingungen in Ost und West wirken aber auch nach erfolgter Wiedervereinigung in vielen Bereichen des individuellen und gesellschaftlichen Lebens nach, wie es grob vereinfachend in dem Bild von der „Mauer in den Köpfen“ zwischen „Ossis“ und „Wessis“ zum Ausdruck kommt.

#### Besatzungszeit (ab 1945)

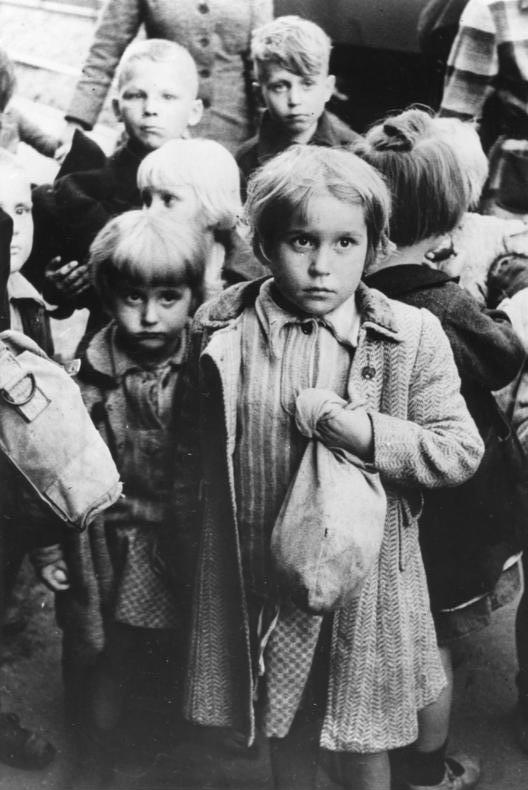
Deutsche Kinder aus den polnisch verwalteten Gebieten in einem kleinen Ort Westdeutschlands angekommen, August 1948

Das Ende von Krieg und NS-Herrschaft wurde zur Befreiung für die Vielzahl der vom Regime Verfolgten, in Lagern Internierten und tödlich Bedrohten, darunter neben Juden auch deportierte Zwangsarbeiter hauptsächlich östlicher Herkunft und Kriegsgefangene sowie die unterschiedlich motivierten Widerständler und inneren Emigranten. Auch für die übrige deutsche Bevölkerung ging nun die Schreckenszeit der nächtlichen Luftangriffe und der schließlich sogar nach innen gerichteten Zerstörungswut Hitlers und seiner Gefolgsleute zu Ende, die weder Industrieanlagen noch Elektrizitätswerke oder überhaupt eine überlebenswichtige Einrichtung unzerstört den Alliierten überlassen wollten und die den „Verbrannte-Erde-Befehl“ ihres Führers möglichst gründlich umzusetzen trachteten. Mancher Empfänger widersinniger Befehle und Durchhalteparolen verweigerte nun die Selbstaufopferung und suchte die eigene Haut zu retten. Die Mehrheit der Deutschen, darunter Vertriebene, Ausgebombte, Hungernde und vergewaltigte Frauen mit ihren Familien, erlebte zunächst keine Befreiung vom Nationalsozialismus, sondern einen allgemeinen Zusammenbruch und das damit einhergehende Elend als „Stunde Null“.
Die von den Hauptsiegermächten auf der Potsdamer Konferenz getroffenen Vereinbarungen sahen für Deutschland eine grundlegende Abkehr von den NS-Strukturen in verschiedener Hinsicht vor: Entnazifizierung mittels strikter Demilitarisierung und Demokratisierung, politische Dezentralisierung verbunden mit einer wirtschaftlichen Dekartellierung und neuen Reparationsforderungen: Demontagen industrieller Anlagen sollten die Kriegsschäden der Anti-Hitler-Koalition zum Teil ausgleichen, was insbesondere die Sowjetunion in ihrer Besatzungszone, der SBZ, in die Tat umsetzte. Zusätzlich wurde dort bis 1947 48 Prozent des gesamten Schienennetzes demontiert. Seitens der USA wurden 1945–1947 alle deutschen Patente und Industriegeheimnisse beschlagnahmt – nach John Gimbel eine durchgreifende Beraubung des deutschen technischen Wissens im Wert von fast 10 Milliarden US-Dollar. Ende 1950 wurden die Demontagen in der Bundesrepublik eingestellt. Frankreich forderte basierend auf den Plänen Jean Monnets (1946–1950), das Saar- und Ruhrgebiet von Deutschland abzutrennen. Die Ruhrbehörde wurde aber 1952 durch die Montanunion abgelöst; und nach der gemäß den Pariser Verträgen durchgeführten Volksabstimmung wurde das Saarland am 1. Januar 1957 der damaligen Bundesrepublik angegliedert. Im Rahmen der Entnazifizierung sollten Haupt- und Mitverantwortliche in NSDAP, Staatsapparat und Wirtschaft je nach ihrer Belastung zur Rechenschaft gezogen, aus ihren Positionen entfernt und bestraft werden. Die überlebenden Hauptverantwortlichen wurden in den Nürnberger Prozessen der Kriegsverbrechen und der Verbrechen gegen die Menschlichkeit angeklagt und je nach Beweislage und Größe der Schuld zu Freiheitsstrafen oder zum Tode verurteilt, einige freigesprochen. Für die breite Bevölkerung in den Westzonen wurde ein Entnazifizierungsverfahren entwickelt, wobei mit umfangreichen Fragebögen in Spruchkammerverfahren eine Einteilung in fünf Kategorien, von Kriegsverbrechern und Belasteten über Mitläufer bis zu Entlasteten vorgenommen wurde. Der Anteil der auf diese Weise als belastet eingestuften Personen war gering. In der SBZ gab es keine Fragebogenaktion, aber einen intensiv und anhaltend propagierten Antifaschismus sowie mehr als eine halbe Million Entlassungen früherer Nationalsozialisten bis 1948. Dennoch waren beispielsweise mehr als die Hälfte aller Schuldirektoren in der DDR Anfang der 1950er Jahre ehemalige NSDAP-Parteimitglieder.

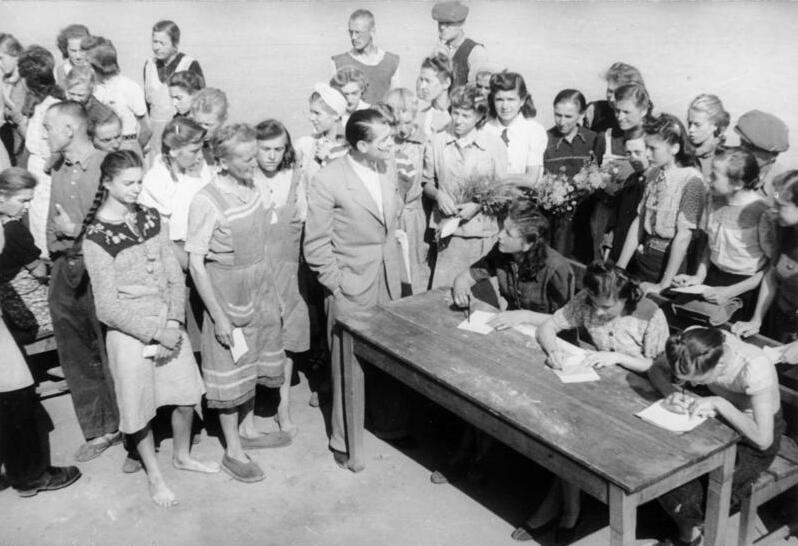
August 1947: Frauen und Mädchen, die in sowjetische Kriegsgefangenschaft kamen, im Heimkehrlager Polte Nord. In Rumänien und Jugoslawien wurden im Dezember 1944 zehntausende „Volksdeutsche“ im Alter von 18 bis 40 Jahren ergriffen, ein Großteil davon Frauen. 16 Prozent der Gefangenen überlebten die Arbeitslager des Donezbeckens nicht.

Viele deutsche Zwangsarbeiter in der Sowjetunion waren inhaftierte Soldaten des Ostheeres. Zusätzlich dazu überließen die US-Amerikaner den Sowjets einen Teil ihrer Gefangenen. Die letzten Heimkehrer gelangten 1955 nach Deutschland.

Emblem der SED

Politisch und wirtschaftlich stellten die Besatzungsmächte die Weichen in ihren Zonen jeweils im Sinne der eigenen Zielvorstellungen und Systemlogik. Während in der sowjetisch besetzten Zone schon 1945 eine Bodenreform zur Enteignung von Großgrundbesitzern und zur Schaffung kleinbäuerlicher Existenzen durchgeführt wurde, unterblieb Derartiges im Westen. Allerdings intervenierte die amerikanische Besatzungsmacht gegen eine in der Verfassung des Landes Hessen vorgesehene Option zur Sozialisierung hauptsächlich von Grundstoffindustrien.
Je deutlicher der Ost-West-Gegensatz sich im weltpolitischen Maßstab ausbildete, desto klarer schlug er sich auch in der Deutschlandpolitik der Großmächte nieder. Während die sowjetische Besatzungsmacht die Zwangsvereinigung von SPD und KPD in ihrer Zone durchsetzte und freie Wahlen nach ersten SED-Misserfolgen für die Zukunft ausschloss, unterstützten die Westmächte die Ausbildung konkurrierender Parteien im Rahmen eines demokratischen Pluralismus. Die Gründung diverser Parteien auch in der SBZ hatte dagegen nur scheinbar eine demokratische Funktion. Es galt von vornherein das aus Moskau von der Gruppe Ulbricht für den ostdeutschen Wiederaufbau mitgebrachte Motto: „es muß demokratisch aussehen, aber wir müssen alles in der Hand haben.“

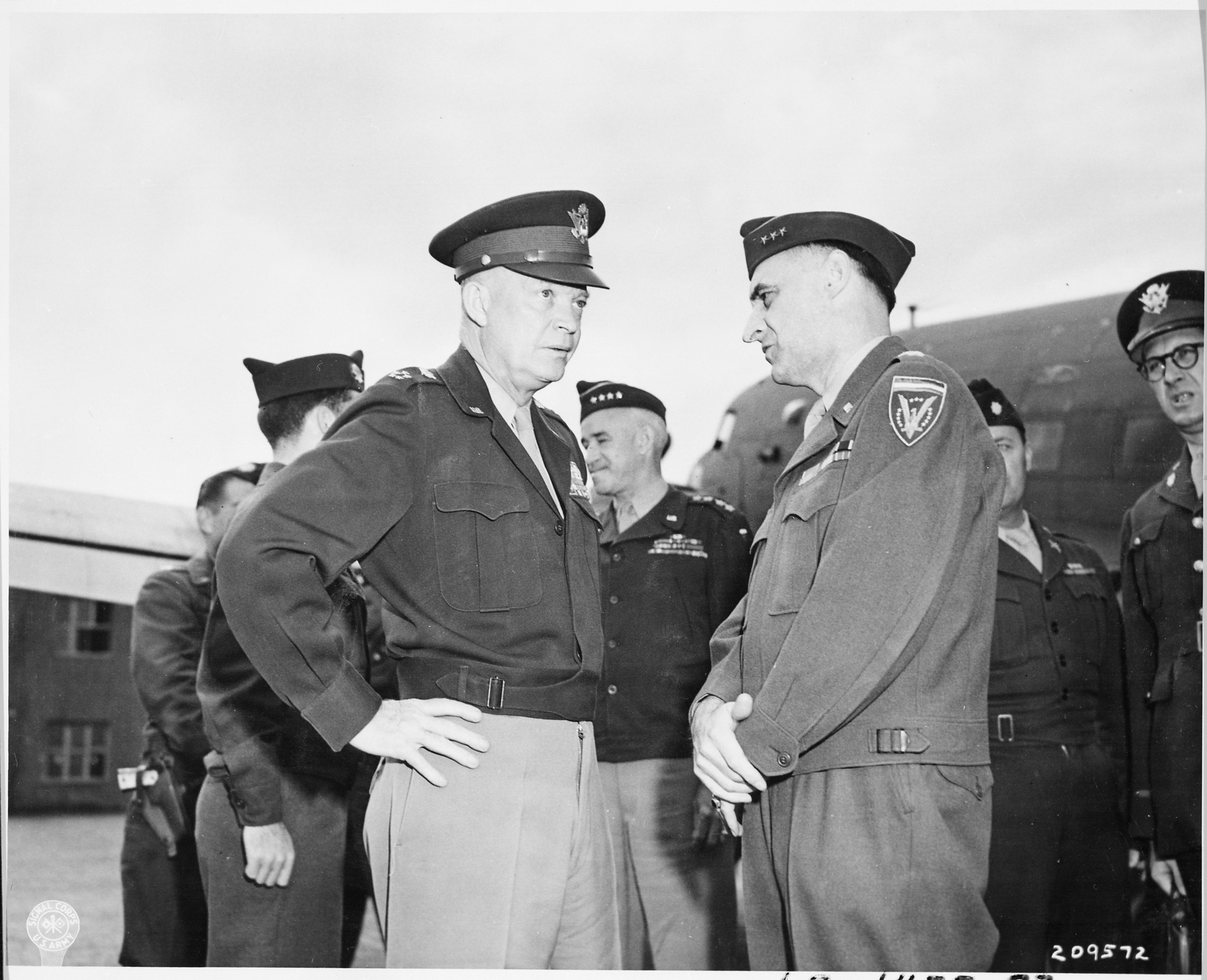
General Dwight D. Eisenhower und Lt. General Lucius D. Clay auf dem Flugplatz Gatow in Berlin

In der Truman-Doktrin boten die USA 1947 allen vom „Totalitarismus“ bedrohten Ländern ihre Hilfe an: Westdeutschland wurde mit dem Marshallplan wirtschaftlich in die Lage versetzt, bald wieder eine wichtige Rolle unter den marktwirtschaftlichen Ökonomien der westlichen Welt zu spielen. Darauf bereitete 1947 auch der Zusammenschluss der amerikanischen und britischen Besatzungszone zur Bizone vor, die mit französischer Beteiligung im April 1949 zur Trizone erweitert wurde. Mit der Londoner Sechsmächtekonferenz im März 1948 wurden von westlicher Seite die Weichen für die Gründung eines von der SBZ separierten deutschen Teilstaats gestellt, was den Protest der Sowjetunion hervorrief und ihren Auszug aus dem Alliierten Kontrollrat zur Folge hatte. Die Währungsreform in den Westzonen und in den Westsektoren Berlins im Juni 1948 beantwortete die sowjetische Besatzungsmacht mit einer Währungsreform in der SBZ und in Ost-Berlin sowie mit der Berlin-Blockade, sodass die Bewohner West-Berlins von jeglicher Versorgung abgeschnitten zu werden drohten. Oberbürgermeister Ernst Reuter gelang es, den amerikanischen Militärgouverneur Lucius D. Clay vom Freiheitswillen und von der engen Bindung der West-Berliner an die Westalliierten zu überzeugen und für die Errichtung der Berliner Luftbrücke gemeinsam mit der britischen Royal Air Force zu gewinnen.
In den an die Ministerpräsidenten der westdeutschen Länder am 1. Juli 1948 übergebenen Frankfurter Dokumenten formulierten die Westmächte ihre Forderungen und Bedingungen bezüglich der Gründung eines westdeutschen Staates. In zwei Konferenzen bis zum Monatsende (Rittersturz-Konferenz und Niederwaldkonferenz) gaben die westdeutschen Länderverantwortlichen dieser Aufforderung unter der Bedingung nach, dass der zu errichtende Weststaat als ein Provisorium anzulegen sei und das Ziel einer späteren Wiedervereinigung aller Deutschen in einem Staat ausdrücklich erhalten bliebe. Mit der Ausarbeitung eines Grundgesetzes statt einer Verfassung beauftragt wurde deshalb nach Vorarbeiten durch den Verfassungskonvent auf Herrenchiemsee anstelle einer Verfassunggebenden Versammlung ein Parlamentarischer Rat, der in Bonn zusammentrat. Das von den westdeutschen Ländern bis auf Bayern ratifizierte und von den Militärgouverneuren der Westmächte genehmigte Grundgesetz für die Bundesrepublik Deutschland wurde am 23. Mai 1949 verkündet.
In Reaktion auf diese Vorgänge und parallel dazu fanden auch in der SBZ Vorbereitungen für die Gründung eines separaten Staates nach sowjetischen Leitlinien statt: Aus der Volkskongressbewegung ging ein von SED-Mitgliedern dominierter Deutscher Volksrat hervor, der einen SED-nahen Verfassungsentwurf präsentierte und beschloss, den wiederum der Dritte Deutsche Volkskongress verabschiedete. Damit war der Weg in die staatliche Teilung Deutschlands festgelegt.

#### Bundesrepublik Deutschland (1949–1990)

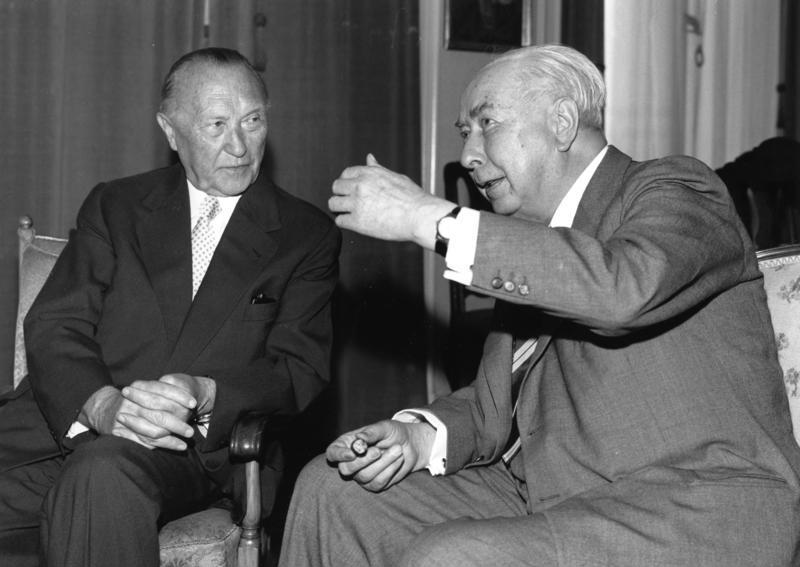
Bundeskanzler Konrad Adenauer mit Theodor Heuss, zwei Tage nach dessen Verabschiedung am 14. September 1959

Bei den Wahlen zum ersten Deutschen Bundestag am 14. August 1949 erlangten die neu formierten Parteien von CDU/CSU, FDP und DP Stimmanteile, die dazu ausreichten, den bereits im Parlamentarischen Rat zum Präsidenten gewählten CDU-Vorsitzenden Konrad Adenauer mit einer Stimme Mehrheit (seiner eigenen) zum Bundeskanzler zu wählen. Die SPD um Kurt Schumacher und Carlo Schmid war danach für gut anderthalb Jahrzehnte die führende Oppositionspartei. Erster Bundespräsident wurde der FDP-Vorsitzende Theodor Heuss.
Die Gründungsphase der Bundesrepublik Deutschland stand anhaltend im Zeichen der Kriegsfolgenbewältigung und des wirtschaftlichen Wiederaufbaus. Nachdem die Trümmerfrauen den Schutt abgetragen hatten, die allgemeine Versorgungslage sich stabilisiert hatte und Lebensmittelmarken wie Schwarzmarktbeschaffungen nicht mehr gebraucht wurden, ging es in Politik und Alltag um die Beseitigung von Wohnraumnot und um die Herstellung einer funktionierenden sozialen Marktwirtschaft. Deren Motor und leitender Verfechter war bereits seit seiner Zeit als Wirtschaftsdirektor der Bizone Ludwig Erhard, nun Wirtschaftsminister im Kabinett Adenauer und später dessen Nachfolger als Bundeskanzler. Erhards Weichenstellung mit der Freigabe der Preise wurde bis 1950 auf eine harte Probe gestellt, als die Arbeitslosenzahlen von 1948 (400.000) auf über zwei Millionen anstiegen. Erst als der Preisauftrieb der Korea-Krise in einen Korea-Boom überging, der die unausgelasteten Produktionskapazitäten der westdeutschen Industrie ins Spiel brachte, die Exportwirtschaft ankurbelte und den Durchbruch zu anhaltendem Wirtschaftswachstum brachte, kam das Wirtschaftswunder in Gang. Vollbeschäftigung, wachsender Wohlstand und der Durchbruch zur Konsumgesellschaft waren die Folge.
Beim Neu- und Wiederaufbau der Städte orientierten sich Stadtplaner an der Charta von Athen (CIAM) von 1933 und damit am Leitbild der autogerechten Stadt. Wohnen und Gewerbe wurden damit häufig voneinander getrennt. Fortan wurden auch zahlreiche suburbane Satellitenstädte („Schlafstädte“) geplant. Diese Art der Stadtentwicklung wurde teils bereits seit den 1960er Jahren als Fehlentwicklung wahrgenommen.
Aus dem wirtschaftlichen Boom der Nachkriegsjahre entstanden Verteilungsspielräume, die sich auch sozialpolitisch niederschlugen. Nicht nur höhere Löhne und Einkommenssteigerungen, sondern auch die Beteiligung der Rentner an den Zuwächsen durch Einführung der dynamischen Rente 1957 sorgten dafür, dass Arbeiterschaft, Gewerkschaften und Sozialdemokratie nun nicht mehr auf Zerschlagung, sondern auf Ergänzung der Marktwirtschaft durch Ausbau des Sozialstaats setzten. Ein starker Impuls in Richtung auf eine ausgleichende Sozialpolitik in der deutschen Nachkriegsgesellschaft war aber mit der nötigen Integration der Millionen von Vertriebenen aus dem osteuropäischen Raum gesetzt. Speziell darauf zielte das Lastenausgleichsgesetz von 1952, das durch langzeitlich verteilte, mäßige Vermögensabgaben der Nichtgeschädigten die mittellos Hinzugekommenen u. a. mit Eingliederungshilfen, Hausratentschädigung und Aufbaudarlehen unterstützte.

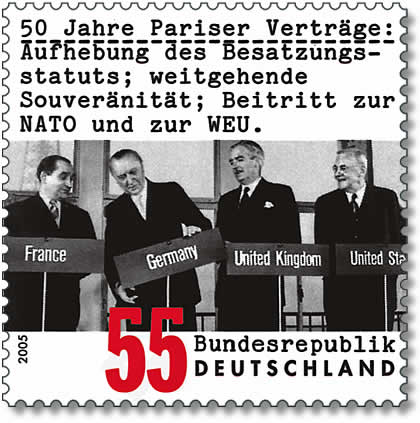
Briefmarken-Jahrgang 2005 der Bundesrepublik Deutschland

Außenpolitisches Hauptziel der Regierung Adenauer nach dem Petersberger Abkommen war in den Anfangsjahren der Bundesrepublik die Wiederherstellung der vollen staatlichen Souveränität gegenüber den westlichen Siegermächten. Dies kam in einer von wechselseitigen Interessen bestimmten starken Westbindung der Bundesrepublik zum Tragen, die 1951 zur Schaffung der Europäischen Gemeinschaft für Kohle und Stahl führte und damit den Grundstein für die Europäische Union legte. Mit dem Inkrafttreten der Pariser Verträge 1955 wurde die angestrebte Souveränität erlangt und im Zuge dessen durch den Deutschlandvertrag das Besatzungsstatut beendet. Die Rechte der Alliierten wurden durch – erheblich eingeschränkte – Vorbehaltsrechte abgelöst. Zur Wiederbewaffnung des westdeutschen Staates hatte bereits der Koreakrieg auch gegen erheblichen inneren Widerstand (Ohne mich-Bewegung) Anlass gegeben. 1955 wurde die Bundesrepublik Mitglied des westlichen Verteidigungsbündnisses NATO. Die vormaligen Besatzungsmächte behielten als Schutzmächte eigene militärische Standorte und Einrichtungen im Bundesgebiet. Zudem entstanden die Kasernen und Übungsplätze der neu gegründeten Bundeswehr. In der Deutschlandpolitik verfolgte Adenauer strikt einen Alleinvertretungsanspruch der Bundesrepublik für alle Deutschen und die staatliche Nichtanerkennung der DDR. Mit der Hallstein-Doktrin sollte auch deren Anerkennung durch andere Staaten verhindert werden. Gegenüber der Sowjetunion zeigte sich Adenauer flexibel, um bei seinen Moskauer Verhandlungen 1955 die Rückkehr der restlichen deutschen Kriegsgefangenen aus sowjetischen Arbeitslagern zu erreichen.
Einen neuen, wirksamen Anstoß zur Auseinandersetzung mit der NS-Vergangenheit erhielt die deutsche Öffentlichkeit seit Anfang der 1960er Jahre mit dem Eichmann-Prozess in Jerusalem und den vor deutschen Gerichten stattfindenden Prozessen gegen die Verantwortlichen in den deutschen Vernichtungslagern der SS, so z. B. die auf Veranlassung von Fritz Bauer und Hermann Langbein initiierten Auschwitzprozesse. In der Verjährungsdebatte beschloss der Deutsche Bundestag 1965 die Verlängerung der Verjährungsfrist für Mord und Beihilfe zum Mord in der NS-Zeit. In Teilen der bundesdeutschen Gesellschaft (insbesondere unter Studenten und Akademikern) setzte zeitlich parallel ein Bewusstseins- und Wertewandel ein. Gegenüber „neuen“ Werten wie Emanzipation, insbesondere Frauenemanzipation, Partizipation und Lebensqualität traten die im industriegesellschaftlichen Rahmen funktionalen Werte wie Disziplin, Zuverlässigkeit und Unterordnungsbereitschaft zurück.

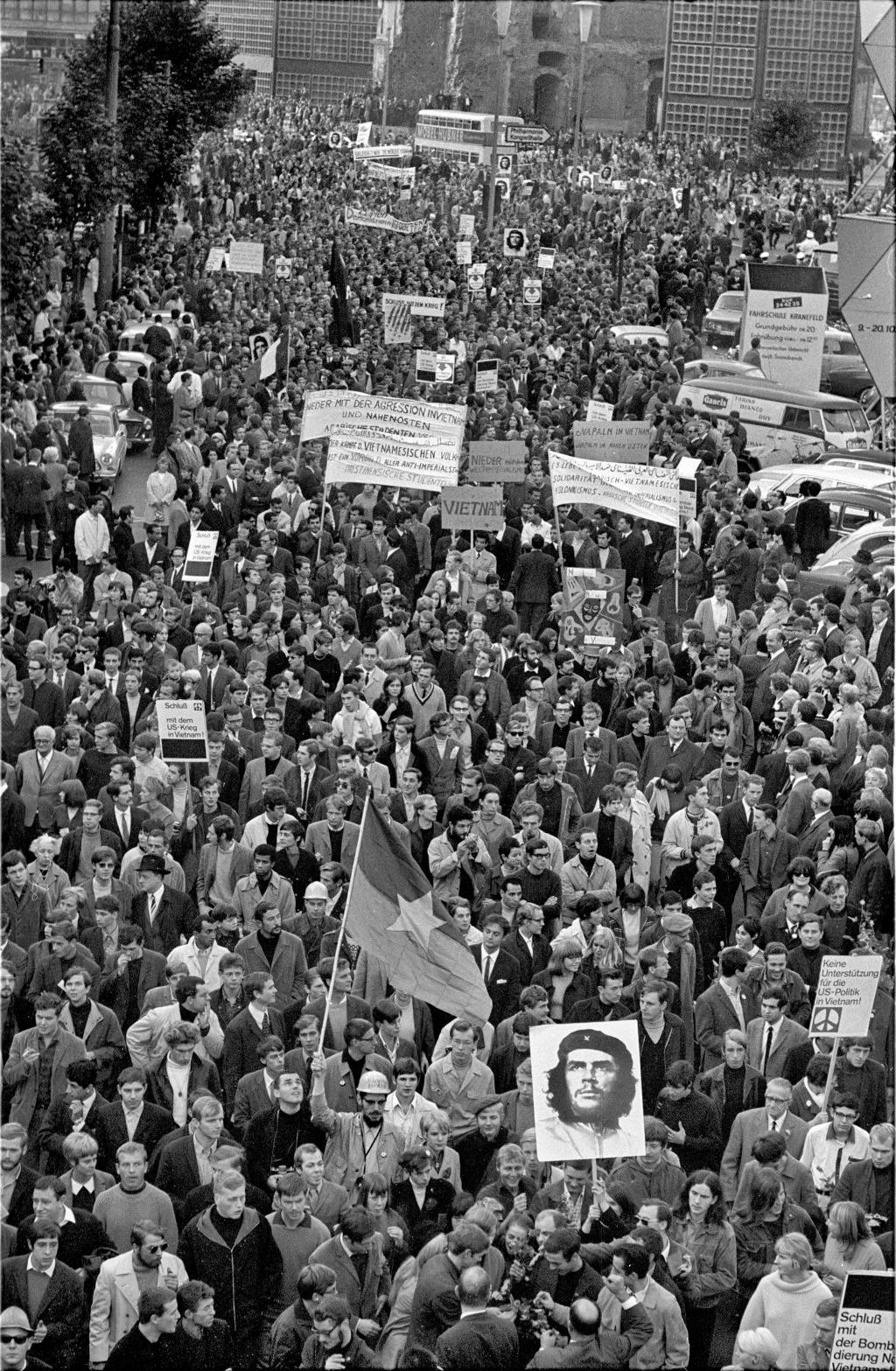
Antikriegsdemonstration in West-Berlin, 1968

Das Bildungswesen war seit der von Georg Picht ausgerufenen Bildungskatastrophe in Gärung begriffen. Die westdeutsche Studentenbewegung der 1960er Jahre, die gegen die Ordinarienuniversität mit Parolen wie: „Unter den Talaren – Muff von 1000 Jahren“ aufbegehrte, ging im Zuge ihrer Protestaktionen zu einer umfassenden Gesellschaftskritik gegen die unaufgearbeitete NS-Vergangenheit, gegen die Verabschiedung der Notstandsgesetze, den Vietnamkrieg der USA, die Ausbeutung der Dritte-Welt-Länder durch die westlichen Industriestaaten sowie das kapitalistische System im Allgemeinen über. Die sogenannte Frankfurter Schule am Institut für Sozialforschung der Goethe-Universität bildete in dieser Zeit die intellektuelle und moralische Basis der Studentenproteste. Deren Vertreter (u. a. Theodor Adorno, Max Horkheimer, Erich Fromm, Herbert Marcuse) arbeiteten an einer zeitgemäßen Neuinterpretation der marxistischen Wirtschafts- und Gesellschaftstheorie. Die Erschießung des Studenten Benno Ohnesorg durch den Polizisten Karl-Heinz Kurras während der Demonstration am 2. Juni 1967 in West-Berlin gegen den iranischen Schah und das Attentat 1968 auf Rudi Dutschke, den wichtigsten Theoretiker der Studentenbewegung, führten zu einer Radikalisierung der Außerparlamentarischen Opposition. Die zu dieser Zeit kulminierenden Auseinandersetzungen mit der Staatsmacht führten später zur Bezeichnung „68er-Bewegung“.

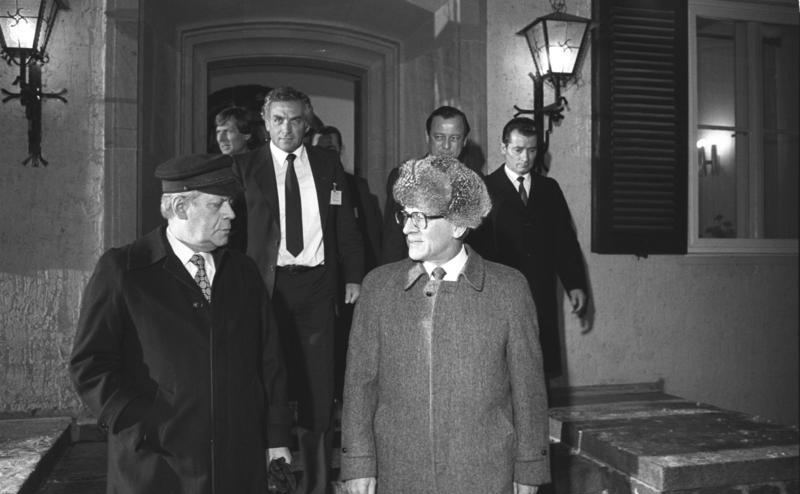
Schmidt 1981 während eines Besuchs in der DDR mit Erich Honecker

Auch auf der Regierungsebene kam Mitte der 1960er Jahre ein Wandel in Gang: In der Großen Koalition unter Bundeskanzler Kurt Georg Kiesinger gelangte die SPD erstmals zur Regierungsbeteiligung; in der sozialliberalen Koalition unter Willy Brandt wurde sie zur führenden politischen Kraft. „Mehr Demokratie wagen“, hieß es in der Regierungserklärung als Motto für einen nun einsetzenden Prozess gesellschaftspolitischer Reformen, darunter die Ausweitung von Bildungschancen durch Einführung des BAföG, die Senkung des Wahlalters, eine Reform des Strafrechts, die Neuregelung von Schwangerschaftsabbrüchen (§ 218 StGB) sowie ein Betriebsverfassungsgesetz zwecks Mitbestimmung von Arbeitnehmervertretern. Die neue Ostpolitik der Regierung Brandt verfolgte ohne Preisgabe der Westanbindung eine Entspannungspolitik gegenüber der Sowjetunion, den Staaten Osteuropas und der DDR. Auf Basis des Konzepts „Wandel durch Annäherung“ verabschiedete sich die westdeutsche Bundesrepublik vom Alleinvertretungsanspruch und erkannte auch die DDR offiziell an. Im Zuge dessen kam es 1970 zu den ersten innerdeutschen Gipfeltreffen zwischen Vertretern der BRD und der DDR. Darüber hinaus gilt Brandts Kniefall von Warschau als historisches Symbol für die Anerkennung deutscher Kriegsverbrechen während der NS-Diktatur im osteuropäischen Ausland. Für seine Außenpolitik erhielt Willy Brandt 1971 den Friedensnobelpreis.
Die 68er-Bewegung spaltete sich während der 1970er Jahre in unterschiedliche politische Richtungen auf. Diverse kommunistisch inspirierte Untergruppierungen waren von 1972 bis 1979 durch den Radikalenerlass bedroht, während reformorientierte Verfechter der Systemveränderung den „Marsch durch die Institutionen“ antraten. Die Kaufhaus-Brandstiftungen am 2. April 1968 in Frankfurt am Main markierten den Beginn des Terrorismus der Roten Armee Fraktion, der zu einer ernsten Herausforderung für die Regierung von Bundeskanzler Helmut Schmidt wurde. Wirksames Krisenmanagement wurde Schmidt auch wirtschaftspolitisch abverlangt, vor allem hinsichtlich der Folgenbewältigung des Ölpreisschocks, der Ende 1973 die von nahöstlichen Ölimporten abhängigen westlichen Industrieländer traf. Nach Jahren üppigen Wirtschaftswachstums geriet die Bundesrepublik bei steigenden Arbeitslosenzahlen 1975 in eine Rezession.

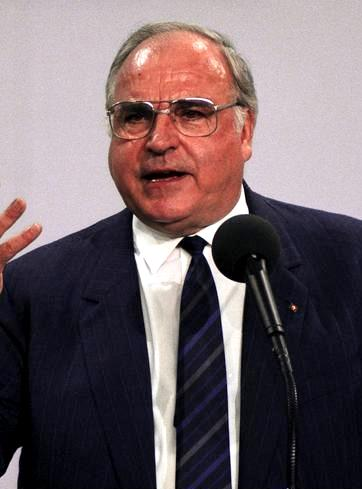
Bundeskanzler Helmut Kohl 1989

Zu einem Regierungswechsel kam es jedoch erst 1982 wieder, als die Gemeinsamkeiten der sozialliberalen Koalition in der Sozial- und Wirtschaftspolitik aufgebraucht waren und die FDP unter der Führung Hans-Dietrich Genschers im Rahmen eines konstruktiven Misstrauensvotums die Wahl des Oppositionsführers Helmut Kohl zum Bundeskanzler unterstützte. Die im März 1983 folgenden Neuwahlen brachten nicht nur die Bestätigung für die neue christlich-liberale Koalition, sondern auch den erstmaligen Einzug der Grünen in den Bundestag. Sie stellten ein Sammelbecken dar für die Neue Linke, für die Frauenbewegung, für Friedensbewegte angesichts der Nachrüstungsdebatte wie für ökologisch Interessierte, Umweltschützer, und die Anti-Atomkraft-Bewegung, zumal unter dem Eindruck der Nuklearkatastrophe von Tschernobyl 1986. Mit diesen Themen, provokativen Formen des Auftretens und einer akzentuierten Gleichstellungspolitik von Frauen und Männern wurden sie für die anderen Parteien im parlamentarischen Alltag zur Herausforderung. Die mit der Einrichtung einer Bundesstelle für Umweltangelegenheiten bereits in der Regierung Brandt begonnene Umweltschutzpolitik fand in der Schaffung des Bundesumweltministeriums durch die Regierung Kohl 1986 ihre Fortsetzung.

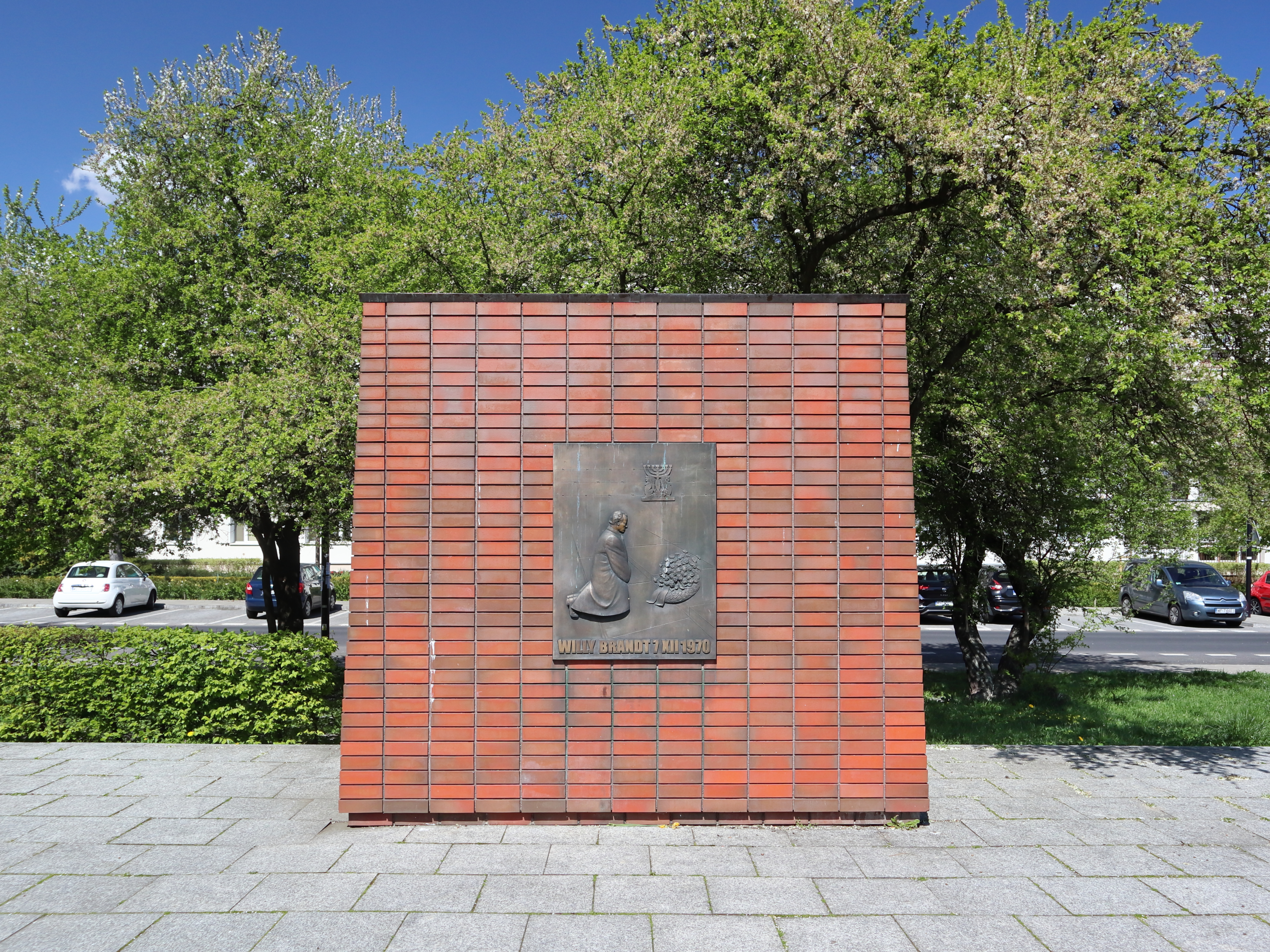
Denkmal mit Plakette, die Willy Brandts Kniefall von Warschau darstellt

Doch vor allem in der Außenpolitik ist über alle Regierungswechsel zu Zeiten der Bundesrepublik hinweg die Kontinuität gewahrt worden. Die Westanbindung blieb das feste Fundament auch nach dem Bau der Berliner Mauer 1961 und trotz des danach einsetzenden Bemühens, zu einem Modus Vivendi mit den östlichen Machthabern zu gelangen. Die von der Regierung Brandt-Scheel initiierte neue Ostpolitik, die zur vertraglichen Anerkennung des Status quo unter anderem gegenüber der Sowjetunion, der Volksrepublik Polen und der DDR führte und im Gegenzug Erleichterungen des innerdeutschen Reise- und Besucherverkehrs sowie einen vertraglich abgesicherten Status für West-Berlin erbrachte, wurde auch von der Regierung Kohl-Genscher bruchlos fortgesetzt. Dies zeigte sich auch beim Besuch Erich Honeckers in der Bundesrepublik Deutschland 1987, dem ersten und einzigen eines DDR-Staatsoberhaupts.
Auf die mit dem Mauerfall am 9. November 1989 in Gang kommende Dynamik reagierte der mit dem Ziel der deutschen Wiedervereinigung stets eng verbundene Kanzler Kohl umgehend. Dem am 28. November im Deutschen Bundestag vorgetragenen Zehn-Punkte-Programm zur Überwindung der Teilung Deutschlands und Europas folgte am 19. Dezember 1989 ein Treffen mit dem neuen DDR-Ministerpräsidenten Hans Modrow in Dresden und am Nachmittag eine Massenkundgebung, die für Kohl den dringlichen Einheitswunsch der Ostdeutschen unterstrich. Er verließ Dresden „mit der Überzeugung, daß das Regime der DDR vor dem Zusammenbruch stand und es keine Alternative mehr gab zu einer Wiedervereinigung in möglichst naher Zukunft.“

#### Deutsche Demokratische Republik (1949–1990)

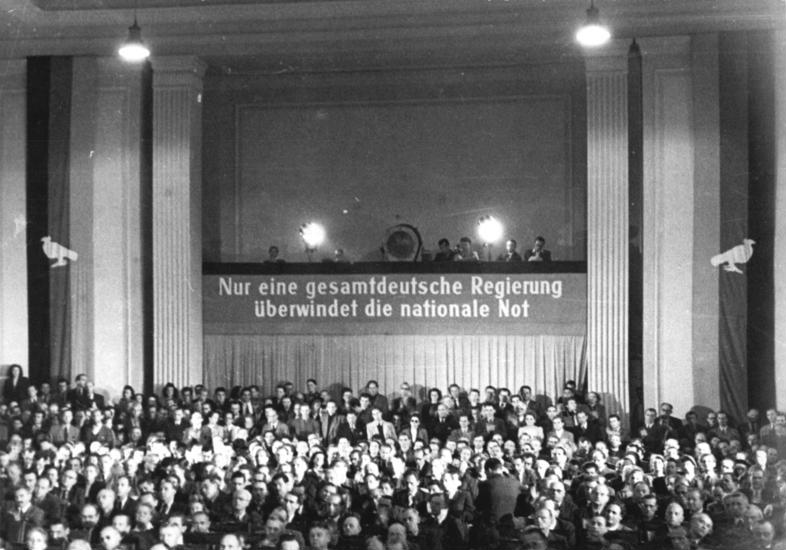
Gründung der Deutschen Demokratischen Republik bei der 9. Volksratsitzung im Jahre 1949 in Berlin, im Gebäude des NS-Reichsluftfahrtministeriums

Von der aus dem Deutschen Volksrat hervorgegangenen provisorischen Volkskammer wurden am 11. Oktober 1949 Wilhelm Pieck zum Staatspräsidenten und Otto Grotewohl zum Ministerpräsidenten der DDR-Regierung gewählt (Wahlen zur Volkskammer fanden erstmals am 15. Oktober 1950 statt, und zwar nach dem Einheitslistenprinzip). Tatsächliches politisches Machtzentrum aber war das Politbüro der SED, das sich die Kontrolle über alle wichtigen Initiativen und Beschlüsse von Volkskammer und Regierung vorbehielt. Den größten persönlichen Einfluss auf die Ausgestaltung der Herrschaftsverhältnisse in den Anfangsjahren der DDR übte der im Juli 1950 zum Generalsekretär der SED gewählte Walter Ulbricht aus. Nach dem Prinzip des Demokratischen Zentralismus wurden nicht nur die wichtigen Weichenstellungen innerhalb des engsten SED-Führungszirkels getroffen, sondern auch für die nachgeordneten Organisationen von Partei und Staat mit bindender Wirkung durchgesetzt. Auf dieser Linie wurden dann auch die politisch einflusslosen Länder im Rahmen der Kreisreformen in der DDR im Juli 1952 aufgelöst und durch 14 Bezirke ersetzt, die ihrerseits von den zugehörigen SED-Gliederungen dominiert wurden, ebenso wie die den Bezirken untergeordneten 217 Kreise. Wichtigster Hebel zur Durchsetzung der Parteilinie in der Praxis war die Kaderpolitik der SED, mittels derer alle wichtigen Positionen in Staat und Gesellschaft durch Personen besetzt wurden, die den spezifischen Eignungskriterien laut SED-Vorgaben entsprachen.

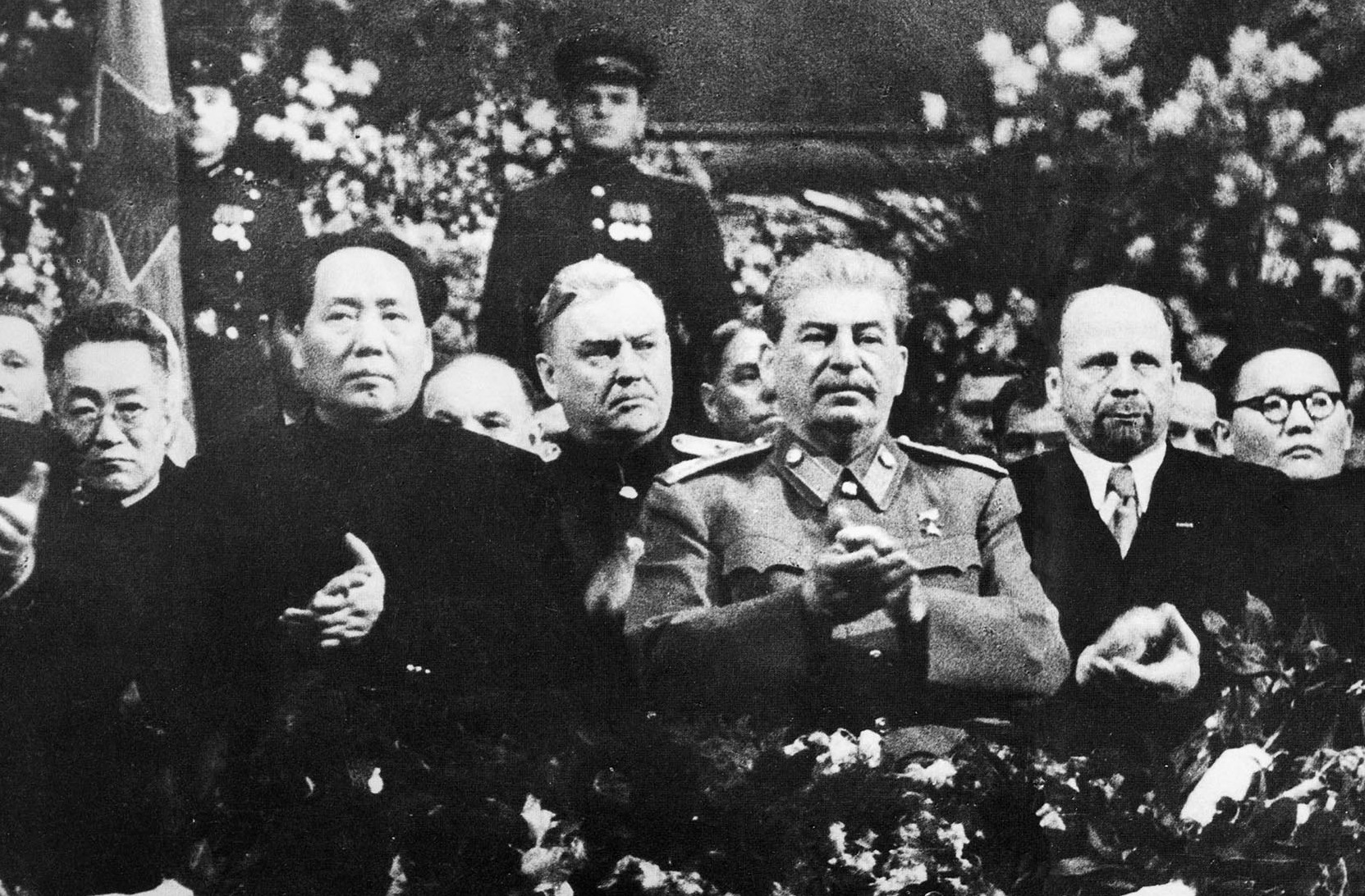
Mao, Stalin und Ulbricht, 1949

Der Wiederaufbau der ostdeutschen Städte in den ersten Jahren folgte den 16 Grundsätzen des Städtebaus. Die wichtigsten Industriezentren wie Berlin, Rostock und Leipzig hatten dabei Vorrang. Materialknappheit bestimmte die Baupolitik in der gesamten DDR-Zeit, weshalb man später zum schnellen und billigen Verfahren der Plattenbauweise griff. Die autogerechte Stadt bekam auch hier Leitbildfunktion in der Stadtplanung, nachdem man sie noch in den 1950er Jahren als US-amerikanisches Konzept denunziert hatte.
Dem sowjetischen Muster folgend wurde die Wirtschaft mit dem ersten Fünfjahresplan 1951 zentralistisch ausgerichtet; im Folgejahr wurden die ersten Volkseigenen Betriebe (VEB) und die erste Landwirtschaftliche Produktionsgenossenschaft (LPG) gebildet. Zugleich erhöhte die SED den Druck auf alle von den Parteivorgaben Abweichenden innerhalb und außerhalb der SED durch Kriminalisierung und gerichtliche Aburteilung der Widersacher. Ausspähung und Bereitstellung belastenden Materials wurde dabei hauptsächlich von den Mitarbeitern des 1950 gegründeten Ministeriums für Staatssicherheit (kurz: MfS oder „Stasi“) übernommen, dem „Schild und Schwert“ der Partei bis zum Ende der DDR.

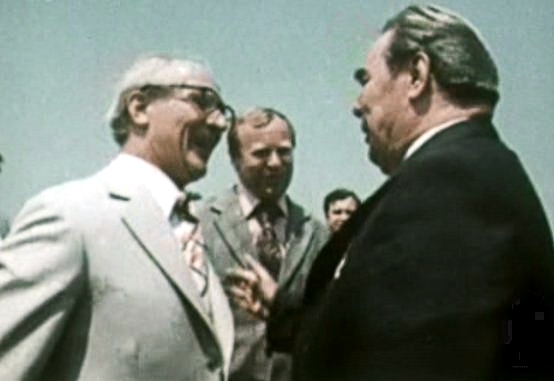
Erich Honecker (links) und Leonid Breschnew

Tatsächlich gab es Widerstand während der gesamten vier Jahrzehnte, in denen die DDR existierte. Eine breite Volkserhebung gegen das SED-Regime gab es vor 1989 jedoch nur einmal, und zwar mit dem Aufstand vom 17. Juni 1953, der sich gegen verstärkten Leistungsdruck am Arbeitsplatz richtete. Durch Erhöhung der Arbeitsnormen sollten vor allem die hohen Rüstungskosten gedeckt werden, die im Zuge der beiderseitigen deutschen Wiederbewaffnung als Folge des Koreakriegs und der Verhärtung im Ost-West-Konflikt anfielen. Nach der Niederschlagung des Volksaufstands mit Hilfe sowjetischer Militärs und Panzer entschlossen sich bis zum Bau der Berliner Mauer 1961 Millionen von Menschen zur Flucht aus der DDR, was für diesen Staat schwerwiegende wirtschaftliche und ideologische Folgen hatte. Als die Fluchtmöglichkeit entfiel, bot sich dem SED-Regime einerseits die Möglichkeit, den Ausbau der sozialistischen Gesellschaft zu forcieren; für das Gros der DDR-Bewohner andererseits galt es nun, sich in den bestehenden Verhältnissen einzurichten und mit dem System zu arrangieren.

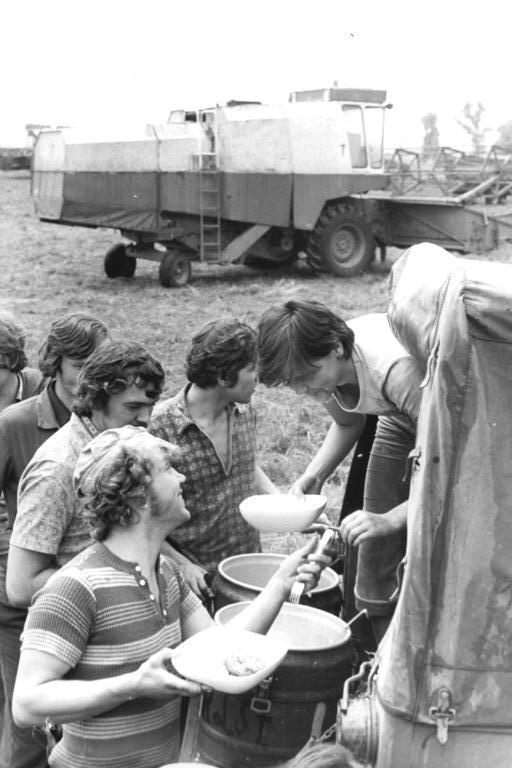
FDJ-Studenten als Erntehelfer im Bezirk Leipzig im August 1978

In der nach innen gerichteten Kulturpolitik schwankte die SED-Führung je nach aktuellen politischen Opportunitäten zwischen Phasen einer verhaltenen Liberalisierung – auch in Bezug auf westliche Einflüsse – und solchen rigider ideologischer Verhärtung. Die mit dem Prager Frühling 1968 aufkeimenden Hoffnungen auf einen mit mehr Freiheiten verbundenen Reformsozialismus wurden mit dem Einmarsch der Warschauer-Pakt-Staaten in die ČSSR unter Mitwirkung der DDR zerstört. Nachdem im Mai 1971 Erich Honecker mit sowjetischer Unterstützung seinen politischen Ziehvater Ulbricht in der DDR-Staatsführung abgesetzt hatte, erlangte er nach Einschätzung des Historikers Martin Sabrow eine „Machtfülle wie kein anderer Herrscher in der jüngeren deutschen Geschichte, Ludendorff und Hitler eingeschlossen“, weshalb er ihn als „Diktator“ beschreibt. Unter Honecker wurde nun die „Gestaltung der entwickelten sozialistischen Gesellschaft“ im Rahmen des „realen Sozialismus’“ propagiert.

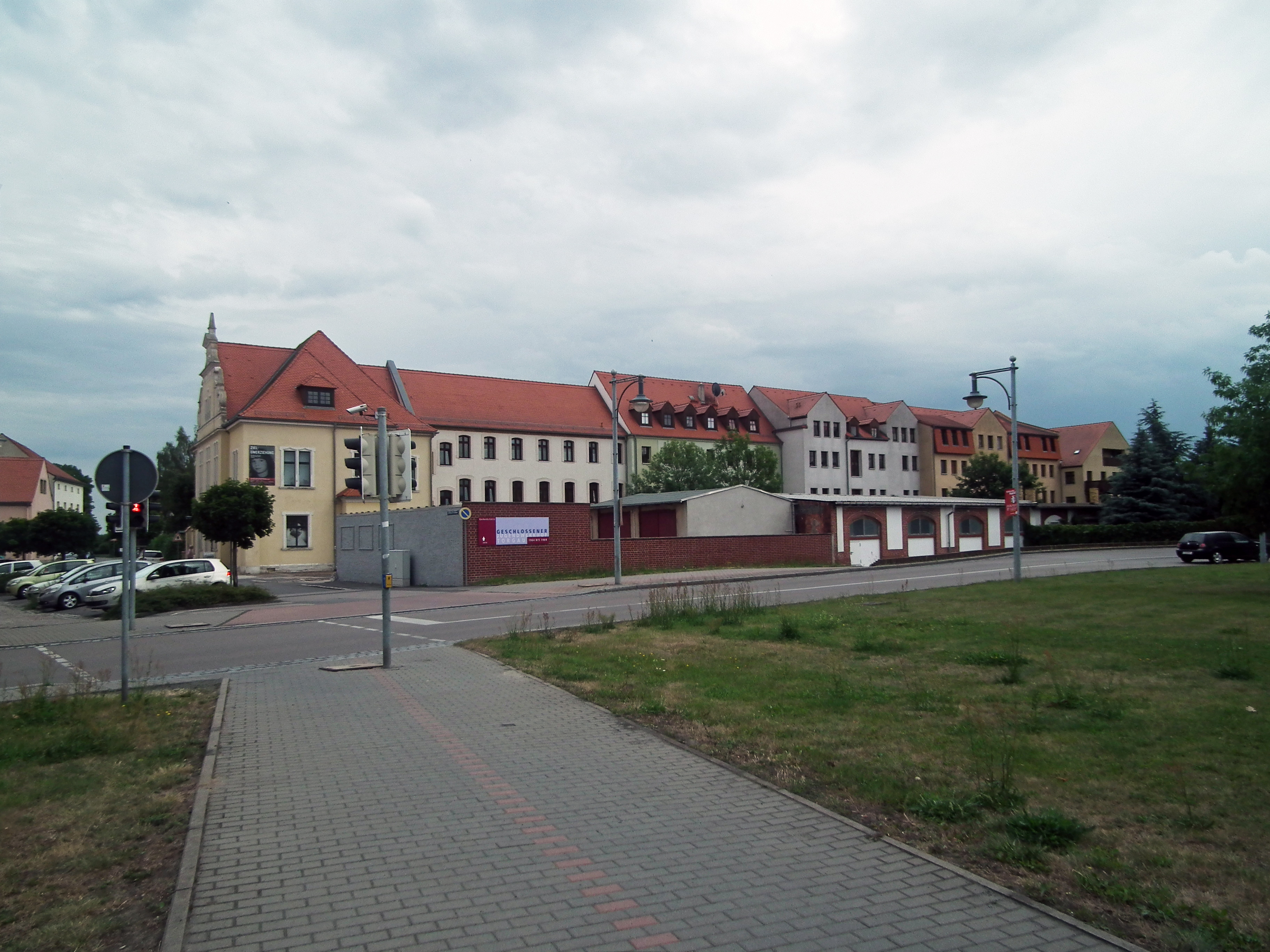
Geschlossener Jugendwerkhof Torgau

Eine wesentliche Rolle spielte dabei die Erziehung zur sozialistischen Persönlichkeit, mit der Zielsetzung, „die Arbeit zu achten, die Sowjetunion zu lieben und die Grenzen zu verteidigen“ (notfalls auch mit Waffengewalt). Der Heranbildung solcher Persönlichkeiten diente das gesamte Bildungssystem in der DDR, nicht nur in den Schulen, sondern auch in den parteinahen Jugendorganisationen: zum einen die Pionierorganisation Ernst Thälmann mit den 6- bis 10-jährigen Jungpionieren und den 10- bis 14-jährigen Thälmannpionieren; zum anderen die Freie Deutsche Jugend (FDJ) für die 14- bis 25-Jährigen, die während der Ära Honecker zwei Drittel bis vier Fünftel der Jugendlichen und jungen Erwachsenen einschloss. Neben Flaggenappellen, ideologischen Unterweisungen, dem Liedersingen, Schießübungen und Zeltlagern wurde auch zum Mitmachen bei sogenannten Jugendobjekten angehalten. Das waren Arbeitseinsätze vielfältiger Art, die sich 1974 auf 68.370 Objekte richteten und 854.912 Jugendliche beschäftigten. Mit der an den schulischen Rahmen angebundenen Jugendweihe, die – bis auf wenige mit meist starker kirchlicher Bindung – die Jugendlichen in der DDR auf ein sozialistisches Gelöbnis verpflichtete, prägte sich in der DDR ein nachhaltig wirksames eigenes Brauchtum aus. Die von Honecker betonte Bedeutung der Landesverteidigung und Grenzsicherung für alle Bereiche der Gesellschaft war ein weiteres Sondermerkmal der DDR, in der ab 1978 an allen Schulen ein obligatorischer Wehrunterricht erteilt wurde. Honeckers Gattin Margot Honecker, 1963–1989 Ministerin für Volksbildung, leitete in dieser Eigenschaft alleinverantwortlich die Jugendhilfe in der DDR, die zunehmend repressive Züge annahm.
In der Frauen- und Familienpolitik der DDR bildete eine auf Frauen ausgerichtete Vereinbarkeit von Familie und Beruf einen Schwerpunkt, und für die Frauen in der DDR war die eigene Berufstätigkeit der Normalfall. Zur Förderung eines hohen Beschäftigungsgrades der Frauen trugen neben dem Gesetz über die Unterbrechung der Schwangerschaft von 1972 der Aufbau eines umfassenden Kinderbetreuungssystems mit Krippen, Kindergärten und Betreuungsangeboten nach Schulschluss bei. Kindergelderhöhungen, erweiterter Mutterschaftsurlaub und Arbeitsplatzgarantien wirkten daran mit, dass die Geburtenzahl von 1973 bis 1980 um ein Drittel anstieg. Am Arbeitsplatz waren Frauen wie Männer zu Kollektiven zusammengefasst, die im sozialistischen Wettbewerb, typischerweise als Brigaden, durch eine hohe Produktivität Prämien erlangen konnten. Der Zusammenhalt solcher Kollektive erstreckte sich aber auch auf außerbetriebliche Aktivitäten wie gemeinsame Geburtstagsfeiern, Ausflüge, Ausstellungs- und Theaterbesuche sowie auf ein Sich-Kümmern um Probleme und Sorgen einzelner Mitglieder. Im Zuge des vom Staat dergestalt organisierten Arbeits- und gesellschaftlichen Lebens „schrieb sich das Kollektiv als Team, als Schule der Kommunikation und ihrer Grenzen, als Hort arbeiterlicher Gemeinschaftserfahrung und sozialer Kontrolle in die Alltagserfahrung der DDR ein.“
Doch auch in Fragen des Urlaubs, der Mobilität und der Versorgung mit Konsumgütern war man davon abhängig, was die staatliche Planung vorsah und was produziert und angeboten wurde. Trotz subventionsbedingt niedriger Preise etwa bei Grundnahrungsmitteln, öffentlichen Verkehrsmitteln, Mieten und Büchern wurde die DDR oft als fehlgesteuerte Mangelwirtschaft erlebt. Engpässe in der DDR gab es insbesondere bei Waren des gehobenen Bedarfs. Wer aber Zugang zu westlichen Devisen hatte, konnte diese Waren im Intershop bekommen. Zum Teil lange Wartezeiten fielen an bei der Verteilung nachgefragter Urlaubsplätze durch den Feriendienst des FDGB, bei der bedarfsgerechten Wohnraumvergabe und bei der Auslieferung von Kraftfahrzeugen. Die reguläre Wartefrist auf den mit 13.000 DDR-Mark noch erschwinglichsten, etwa ein durchschnittliches Jahreseinkommen kostenden Kleinwagen Trabant betrug in der DDR-Spätphase 14 Jahre.
Das „Weltniveau“ in der Produktion zu erreichen und mitzubestimmen, lautete die von der DDR-Führung ausgegebene Parole im Streben um innere und äußere Anerkennung. Hinsichtlich letzterer wurden in der ersten Hälfte der 1970er Jahre wichtige Fortschritte erzielt, als man im Verhältnis zur Bundesrepublik Deutschland den Grundlagenvertrag, die beiderseitige Einrichtung Ständiger Vertretungen in Bonn und Ost-Berlin sowie ein devisenträchtiges Transitabkommen aushandelte. Mit der Aufnahme beider deutscher Staaten in die Vereinten Nationen erlangte die DDR international einen gleichberechtigten Status, der durch die Mitunterzeichnung der KSZE-Schlussakte 1975 noch unterstrichen wurde. Durch gezielte Förderung sportlicher Nachwuchstalente und ein staatliches Zwangsdopingsystem im DDR-Leistungssport erzielte die DDR in manchen Bereichen international herausragende Erfolge, etwa bei Olympischen Spielen.
Dass die innergesellschaftliche Akzeptanz des SED-Regimes gleichwohl prekär blieb, zeigte die Ausbürgerung des Liedermachers Wolf Biermann 1976, die zu einer breiten Protestwelle führte und vielfach resignative Tendenzen hinsichtlich der Reformierbarkeit des Herrschaftssystems bestärkte. Mit Berufung auf die Menschenrechtsgarantien der KSZE-Schlussakte stellten immer mehr Bürger einen Antrag auf legale Ausreise aus der DDR. Von rund 32.000 Antragstellern im Jahre 1984 wuchs die Anzahl – trotz teilweise jahrelanger Wartezeiten und gesellschaftlicher Benachteiligungen – im Jahr 1988 auf über 110.000 an. Die Situation war aber noch in anderer Hinsicht instabil. Denn der im Vergleich zu allen anderen Ostblockstaaten am höchsten entwickelte Lebensstandard der DDR-Bevölkerung beruhte auf einer zunehmend dramatischen Staatsverschuldung, die ausweglose Züge annahm, weil die SED-Führung unter Honecker an den vielfältigen Subventionen keine Abstriche machen wollte, um nicht zusätzliche Unzufriedenheit in der Bevölkerung zu schüren. Nach der drastischen Kürzung sowjetischer Öllieferungen 1981 nahm die Krise der DDR-Staatsfinanzen immer dramatischere Züge an, die auch durch westdeutsche Devisenzuflüsse aus Handel und Verträgen sowie durch wiederholte Milliardenkredite nur kurzfristig überbrückt werden konnten: „Allein Improvisationskunst und der westliche Devisentropf vermochten die marode Planwirtschaft noch halbwegs am Laufen zu halten.“ Trotzdem verschlechterte sich die Versorgungslage der Bevölkerung merklich, selbst bei Waren des täglichen Bedarfs; und die notwendigen Investitionen zur Substanzerhaltung bei Wohnungsbauten und Industrieanlagen blieben aus, was der Volksmund bitter kommentierte: „Ruinen schaffen ohne Waffen!“

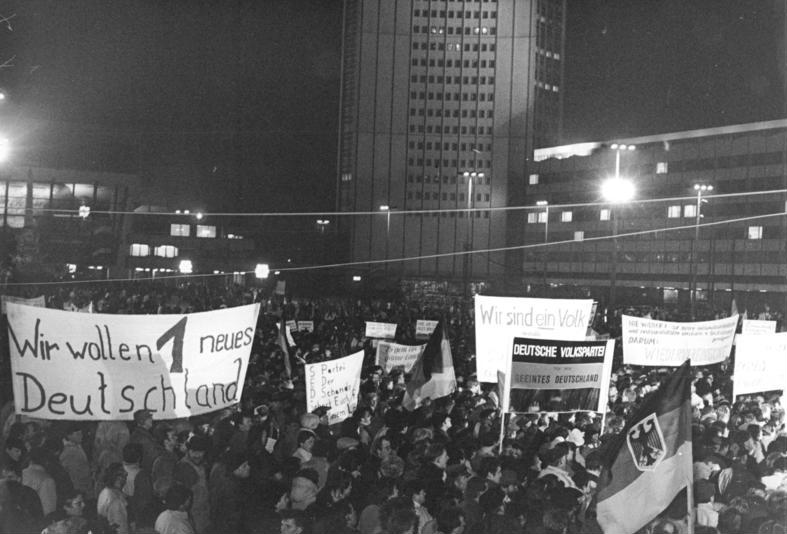
Montagsdemonstration am 8. Januar 1990 in Leipzig.

In den 1980er Jahren verstärkten sich Opposition und Widerstand in der DDR unter der nach dem Mauerbau erwachsen gewordenen Generation. Protestgruppen befassten sich mit Menschenrechtsfragen, Rüstungseskalation und Umweltzerstörung, mit den Ursachen von Verelendung in der Dritten Welt und mit den Perspektiven eines Europas ohne Grenzen. Eine international orientierte, in örtlichen Gruppen vielfach unter kirchlichem Schutz organisierte Friedensbewegung, die im September 1987 den Olof-Palme-Friedensmarsch mitorganisierte, stimmte überein mit Michail Gorbatschow, als er mit Glasnost und Perestroika die Vorzeichen sowjetischer Politik änderte und die „sozialistischen Bruderstaaten“ zu eigenverantwortlicher Zukunftsgestaltung anhielt. Die DDR-Führung, die jede Kursänderung ablehnte und daranging, sogar sowjetische Medien zu zensieren und deren Abonnenten zu düpieren, geriet zunehmend in die Isolation.

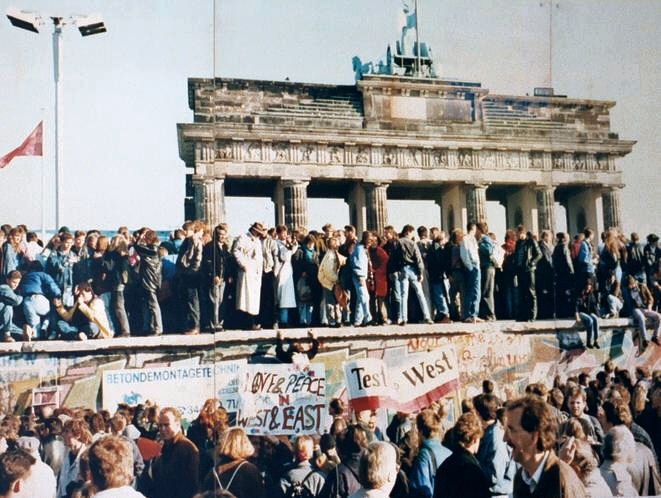
Menschen auf der Mauer am Brandenburger Tor in Berlin, 1989

Dem Problemandrang – aus finanzwirtschaftlichen Problemen, sich verschlechternder Versorgungslage der Bevölkerung, einer wachsenden Protestbewegung gegen die Kommunalwahlfälschungen vom Mai 1989 und den über die seit Juni offene ungarische Grenze massenhaft abströmenden DDR-Bewohnern – hatte die nun auch mit Desillusionierten und Unzufriedenen in den Reihen der SED konfrontierte Staatsführung außer örtlichen Gewaltübergriffen, Internierungen und Gewaltandrohung nichts mehr entgegenzusetzen. Nach dem Triumph der Leipziger Montagsdemonstranten am 9. Oktober und dem Fall der Berliner Mauer infolge des Massenansturms vom 9. November 1989 war die SED-Herrschaft am Ende. Die nach den Machtwechseln von Honecker über Egon Krenz und Hans Modrow zu Lothar de Maizière neu ausgerichtete und nun von Bürgerrechtlern mitgestaltete DDR selbst ging binnen eines Jahres im wiedervereinigten Deutschland auf.

## Vereintes Deutschland seit 1990
Die Ostdeutschen bewirkten mit ihrer friedlichen Revolution nicht nur den Zusammenbruch der SED-Diktatur, sondern nahmen nach der Grenzöffnung mit einer Akzentverschiebung ihrer zentralen Parole bei den fortgesetzten Montagsdemonstrationen mehrheitlich auch deutlich Kurs auf ein wiedervereinigtes Deutschland. Hatte man die DDR-Obrigkeit vordem mit dem Ruf „Wir sind das Volk!“ in die Schranken gewiesen, so demonstrierte man nun vorwiegend mit der Wendung „Wir sind ein Volk!“ für die deutsche Einheit. Artikel 23 des Grundgesetzes der alten Bundesrepublik garantierte die Möglichkeit eines geschlossenen Beitritts der DDR zur Bundesrepublik Deutschland. Wer es als Ostdeutscher besonders eilig hatte, in der Bundesrepublik anzukommen, konnte das aber auch durch Übersiedlung unverzüglich in die Tat umsetzen. Anfang 1990 schwoll die Zahl der diese Möglichkeit Nutzenden in einer für beide Staaten auf unterschiedliche Weise problematischen Größenordnung an. Die ohnehin auf Vereinigungskurs ausgerichtete Regierung Kohl arbeitete ihrerseits energisch auf die Herstellung der Einheit Deutschlands hin und wurde durch den Ausgang der Volkskammerwahl vom März 1990 darin bestärkt, in der die Allianz für Deutschland mit dem künftigen CDU-Ministerpräsidenten Lothar de Maizière triumphierte. Schon zum 1. Juli wurde eine Währungs-, Wirtschafts- und Sozialunion vereinbart und durchgeführt. Der mit den vier Siegermächten des Zweiten Weltkrieges ausgehandelte Zwei-plus-Vier-Vertrag bildete den äußeren Grundstein der Einheit Deutschlands; der von Volkskammer, Bundestag und Bundesrat ratifizierte Einigungsvertrag schuf die inneren Voraussetzungen dafür, dass es am 3. Oktober 1990 zur deutschen Wiedervereinigung kam.

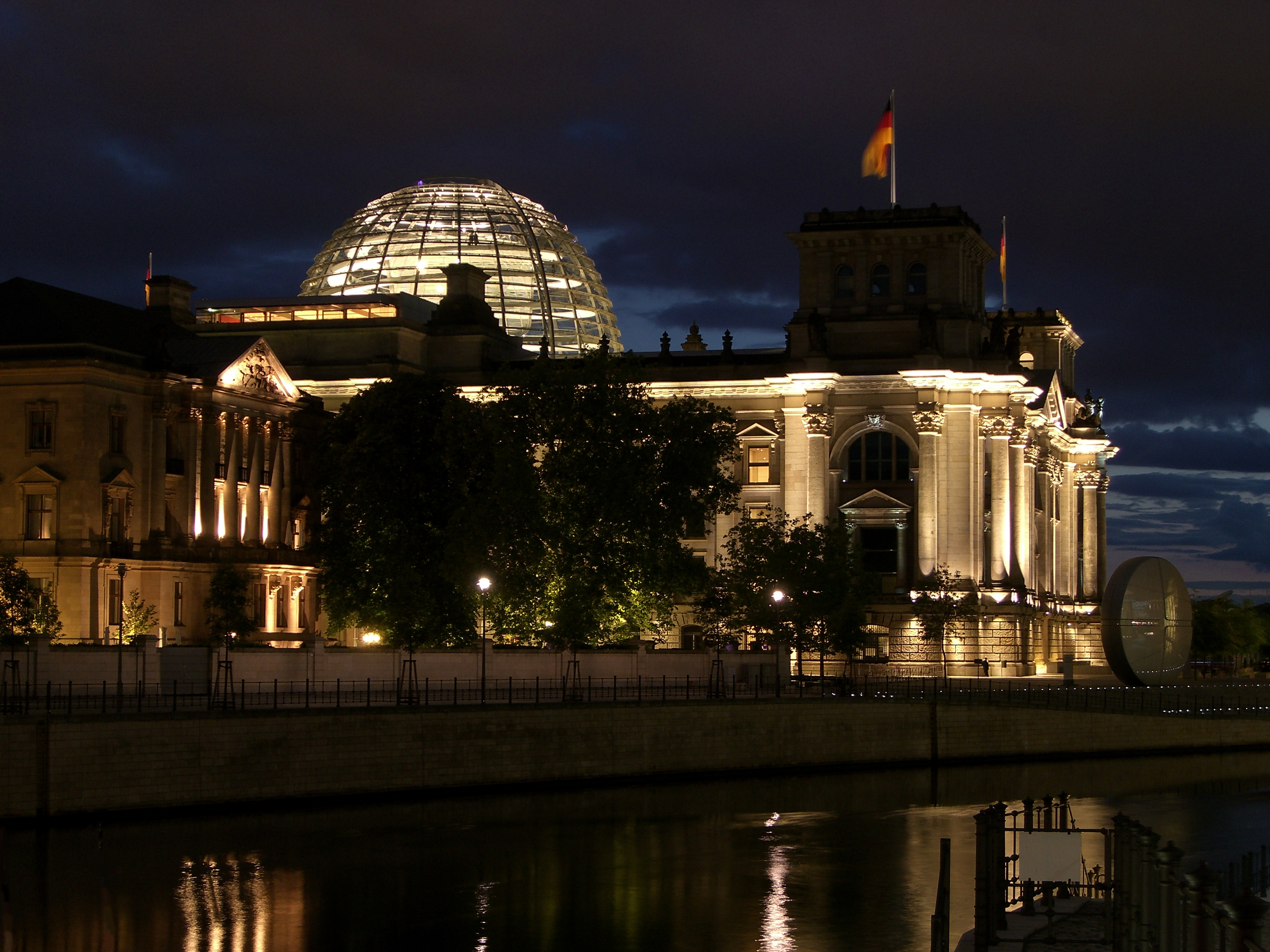
Reichstag, Symbol der staatlichen Einheit Deutschlands und der „Berliner Republik“

In der ersten gesamtdeutschen Bundestagswahl 1990 und nochmals 1994 wurde die christlich-liberale Koalition unter Bundeskanzler Helmut Kohl bestätigt, die den Vereinigungsprozess wesentlich gestaltet hatte. Mit knapper Mehrheit (338 zu 320 Stimmen) beschloss der Bundestag am 20. Juni 1991, Bonn als Regierungssitz aufzugeben und Regierung und Parlament nach Berlin zu verlegen. Seit 1999 tagt der Deutsche Bundestag im von Grund auf renovierten Reichstagsgebäude in Berlin. Seit September 1999 ist auch die Bundesregierung endgültig in Berlin angesiedelt.
Innenpolitisch absolut vorrangig – und wie der gesamte Vereinigungsprozess mit enormen Kosten verbunden – war während der 1990er Jahre der Aufbau Ost. In den neuen Bundesländern wurde die verkehrliche Infrastruktur modern ausgebaut und die Sanierung von Bausubstanz und Industriebetrieben, wo nicht abrissreif, vorangetrieben. Der Umbau hin zu marktwirtschaftlichen Strukturen mit Hilfe der Treuhandanstalt wurde in hohem Tempo und unter Abwicklung der unverkäuflichen bzw. als unrentabel geltenden Betriebe durchgeführt; und die in DDR-Zeiten durch industrielle Schadstoffeinträge aus veralteten Produktionsanlagen ökologisch besonders belasteten Gewässer und Regionen wurden den Erfordernissen des Umweltschutzes angepasst. Der „Vereinigungsboom“ kam wesentlich den Unternehmen in der alten Bundesrepublik zugute, während die angestammten Produktangebote aus DDR-Zeiten nun kaum noch Abnehmer fanden. Der wirtschaftliche Restrukturierungsprozess in den neuen Bundesländern brauchte Zeit und verlief regional unterschiedlich erfolgreich. Die Arbeitslosenquoten in ostdeutschen Bundesländern lagen mitunter doppelt so hoch wie in den alten Ländern, die durch Partnerschaften und Aushilfe mit qualifiziertem Verwaltungspersonal die Anpassung der neuen Länder an die administrativen, juristischen, wirtschaftlichen und politischen Standards der Bundesrepublik unterstützten.
Die konzentrierten Anstrengungen und finanziellen Transferleistungen, die zur Angleichung der Lebensverhältnisse im Osten Deutschlands aufgewendet wurden, rückten mit dem Abklingen des vereinigungsbedingten Wirtschaftsaufschwungs einen unterdessen eingetretenen Reformstau ins Bewusstsein. Mehrere Reformvorhaben der Bundesregierung scheiterten an der rot-grünen Mehrheit im Bundesrat (sogenannte „Blockade“). Der lange Zeit vielerorts unergiebige ostdeutsche Arbeitsmarkt hatte auch eine fortgesetzte Abwanderung gerade junger Menschen zur Folge, die im Westen Beschäftigung suchten – ein anhaltendes demographisches Problem in den strukturschwachen Regionen Ostdeutschlands. Teils gibt es dort auch verstärkt rechtsextremistische Tendenzen. Andererseits ist die sozial benachteiligte Lage vieler Ostdeutscher ein wichtiger Grund für die vergleichsweise starke Stellung der in Die Linke aufgegangenen „Partei des Demokratischen Sozialismus“ in den neuen Bundesländern.
Das wiedervereinigte Deutschland ist ein souveräner Staat. Die Truppen der Vier Mächte sind zum größten Teil abgezogen, die noch verbliebenen Militäreinheiten der Westalliierten haben keinerlei Hoheitsbefugnisse mehr und unterliegen dem NATO-Truppenstatut. Die Zustimmung der vormaligen Siegermächte zur deutschen Wiedervereinigung war an Zusagen der deutschen Bundesregierung geknüpft, den Prozess der europäischen Integration weiterhin nachhaltig zu fördern, nachdem die Bundesrepublik diesen bereits seit den 1950er Jahren entscheidend mitgestaltet hatte. Diese Ausrichtung wurde auch in die veränderte Präambel des Grundgesetzes eingetragen. Mit der Unterzeichnung des Vertrages von Maastricht 1992 wurde die Europäische Gemeinschaft (EG) in die mit erweiterten Kompetenzen ausgestattete Europäische Union (EU) überführt. Der Vertrag stellte auch die Weichen für die Schaffung der gemeinsamen europäischen Währung Euro, die am 1. Januar 1999 formal eingeführt wurde. Mit Unterstützung Deutschlands fand im Jahr 2004 EU-Osterweiterung statt.
Aus der Lösung der deutschen Frage und der Wiedervereinigung 1990 erwuchsen neue Erwartungen und Ansprüche an eine verantwortlich mitgestaltende Rolle Deutschlands bei der Aufrechterhaltung des Weltfriedens, bei der militärischen Umsetzung von UN-Resolutionen wie auch hinsichtlich der Beteiligung an Militäreinsätzen der NATO. So beteiligte sich die Bundeswehr während der rot-grünen Koalition unter Kanzler Schröder erstmals seit dem Zweiten Weltkrieg an Auslandseinsätzen: an dem von der NATO geführten Militäreinsatz gegen Serbien zwischen März und Juni 1999 sowie am Krieg in Afghanistan 2001–2021. Eine Beteiligung am Irakkrieg lehnte die Regierung Schröder dagegen ab. Mit der in den letzten Jahren deutscherseits erhobenen Forderung nach einem ständigen Sitz im Sicherheitsrat der Vereinten Nationen, die gleichfalls mit der gewachsenen internationalen Rolle und Verantwortungsbereitschaft Deutschlands begründet wird, ist die Bundesregierung einstweilen nicht durchgedrungen.

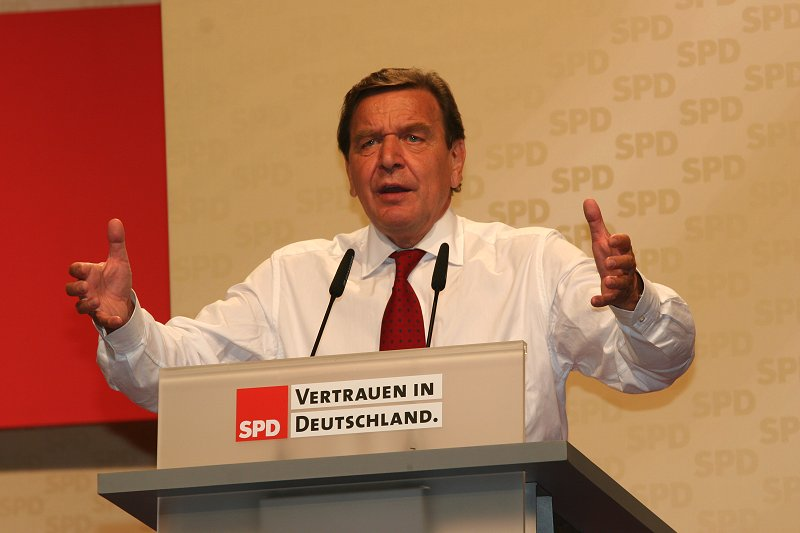
Gerhard Schröder, erster Bundeskanzler einer rot-grünen Koalition in Deutschland, bei einer Wahlkampfveranstaltung im August 2004

Bei der Bundestagswahl 1998 wurde die CDU/CSU-FDP-Koalition unter Kohl abgelöst. Die neue Bundesregierung aus SPD und Bündnis 90/Die Grünen (rot-grüne Koalition) ging unter Bundeskanzler Gerhard Schröder eine Reihe umstrittener Reformen an. Allgemein wurde das Thema Ökologie stärker gewichtet, beispielsweise mit dem Beginn des Atomausstiegs oder mit Gesetzesinitiativen zur Reduzierung von Treibhausgasen. Die Regierung setzte auch erste Ansätze für richtungsweisende Veränderungen in der Sozial-, Renten- und Gesundheitspolitik (siehe Agenda 2010) durch. Mittels der Einnahmen aus der Ökosteuer gelang es, die Lohnnebenkosten (Rentenversicherungsbeiträge) zu reduzieren. Im Zuge der schon in den 1990er Jahren für die Volkswirtschaften weiter gewachsenen Bedeutung des Weltmarkts, der sogenannten Globalisierung, verlagerten aber vor allem größere Unternehmen Produktionskapazitäten in sogenannte Billiglohnländer, sodass die Arbeitslosenquote zunächst weiterhin hoch blieb. Mit dem auf wirtschaftliche Wettbewerbsfähigkeit zielenden Hartz-Konzept zur Neuordnung von Arbeitslosen- und Sozialhilfe konnte die rot-grüne Koalition aber nur Teile der eigenen Wählerschaft überzeugen.

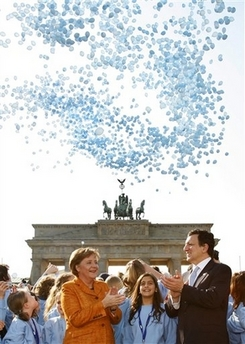
Bundeskanzlerin Angela Merkel und José Manuel Barroso 2007 in Berlin anlässlich des 50. Jahrestags der Römischen Verträge

Seit der vorzeitig durch eine Vertrauensfrage herbeigeführten Bundestagswahl 2005 bekleidete mit der in der DDR aufgewachsenen Angela Merkel erstmals eine Frau das Amt des Bundeskanzlers. Dem rot-grünen Kabinett Schröder II folgte eine Große Koalition (Kabinett Merkel I). Im Jahr 2008 geriet Deutschland in den Sog einer Weltfinanzkrise, die im Wesentlichen durch exzessive Kreditvergabe mit hohem Ausfallrisiko im Bereich der Immobilienfinanzierung durch US-amerikanische Banken ausgelöst wurde.
2009 wurde die Große Koalition nach der Bundestagswahl 2009 durch eine schwarz-gelbe Koalition aus Union und FDP ersetzt. Merkel behielt ihr Amt als Bundeskanzlerin. Die zweite Legislatur Merkels stand maßgeblich im Zeichen der Turbulenzen an den globalen Finanzmärkten und der darauffolgenden Staatsschuldenkrise im Euroraum. Im Zuge dessen zahlte der deutsche Staat insgesamt mehr als 30 Milliarden Euro zur Rettung der Banken. Bei der Bundestagswahl 2013 verpasste die FDP den Einzug in den Bundestag. Es kam erneut zu einer Großen Koalition unter Merkel als Bundeskanzlerin.
Am 31. Dezember 2015 hielten sich in Deutschland 211.052 anerkannte Flüchtlinge und 447.336 Asylbewerber auf, hauptsächlich aus Vorderasien und Afrika; im Jahr 2015 hatten insgesamt 476.649 Personen Asylanträge in Deutschland gestellt. Dies bedeutete einen Zuwachs von 135,0 % gegenüber dem Jahr 2014 und war der höchste Jahreswert seit Bestehen des Bundesamtes. Die ursprünglichen Prognosen für das Jahr von zunächst 450.000 und dann 800.000 wurden signifikant übertroffen. Angela Merkel hat für ihre Politik der offenen Grenzen Zustimmung, aber auch harsche Kritik geerntet. Die Flüchtlingskrise wurde von einigen Politikern und Organisationen als größte Herausforderung des Landes seit der Wiedervereinigung gesehen. Bei der Bundestagswahl 2017 wurde die CDU (33 %) trotz Verlusten erneut stärkste Kraft vor der SPD (21 %), mit der Angela Merkel erneut eine Große Koalition bildete, nachdem mehrmonatige Verhandlungen zwischen CDU/CSU, Grünen und FDP zur Bildung einer „Jamaika-Koalition“ durch den Ausstieg der FDP gescheitert waren.
Seit 2018 wird die gesellschaftliche Debatte verstärkt vom Kampf gegen den Klimawandel bestimmt. Insbesondere die landesweiten Schulstreiks und Massendemonstrationen der Klimaschutzorganisation Fridays for Future erhöhten den öffentlichen Druck auf Politik und Wirtschaft. Forderungen der Bewegung sind ein beschleunigter Ausstieg aus den fossilen Energieträgern, Klimaneutralität und effektiver Umweltschutz. Darüber hinaus bildeten sich mehrere Organisationen und Initiativen, die mit radikaleren Aktionsformen des Zivilen Ungehorsams auf die Klimakrise aufmerksam machen wollen. Hierzu zählen Ende Gelände mit Blockaden der fossilen Energieinfrastruktur und -produktion sowie die Letzte Generation, deren zentrale Aktionsform die Blockade von Verkehrswegen durch Festkleben am Boden umfasst.
Die Jahre 2020 und 2021 waren insbesondere durch die weltweite COVID-19-Pandemie geprägt (siehe dazu auch COVID-19-Pandemie in Deutschland). Im Zuge dessen wurden deutschlandweit Kontaktbeschränkungen beschlossen, die u. a. die Schließung öffentlicher und privater Einrichtungen zur Folge hatten.
Bei der Bundestagswahl 2021 wurde die SPD mit ihrem Kanzlerkandidaten Olaf Scholz mit knapp 26 % stärkste Kraft. Die CDU/CSU erreichte hingegen nur 24 % der Stimmen. Deren Kandidat Armin Laschet verkündete daraufhin seinen Rücktritt als Parteichef. Allen anderen im Bundestag vertretenen Parteien gelang der Wiedereinzug in den Bundestag – der Linkspartei allerdings nur über die Grundmandatsklausel.
Am 8. Dezember 2021 wurde Scholz zum Bundeskanzler gewählt und führte seitdem eine Koalition aus SPD, Bündnis 90/Die Grünen und FDP (die erste Ampelkoalition auf Bundesebene). Neben der weiterhin andauernden Pandemie und den zunehmenden Herausforderungen der Klimaveränderung bestimmte seit 2022 der Einmarsch Russlands in die Ukraine mit seinen geostrategischen und wirtschaftlichen Folgen das politische Geschehen. Die Koalition zerbrach am 6. November 2024 nach wachsenden Konflikten zwischen FDP einerseits und SPD und Grünen andererseits, es folgten die verlorene Vertrauensfrage des Kanzlers, die Auflösung des Bundestages durch den Bundespräsidenten und zur vorzeitigen Bundestagswahl am 23. Februar 2025.
Am 6. Mai 2025 wurde Friedrich Merz zum Bundeskanzler gewählt (Kabinett Merz).